# افلاطون
افلاطون (به یونانی باستان: Πλάτων، تلفظ: Plátōn پلاتون؛ زادهٔ ۴۲۸ یا ۴۲۷ ق.م. در آتن یا ایجاینا  – درگذشتهٔ ۳۴۸/۳۴۷ ق.م. در آتن) فیلسوفی در عصر کلاسیک یونان باستان بود. بسیاری او را از بزرگ‍ترین فلاسفه در طول تاریخ می‌دانند. او شاگرد سقراط بود و اندیشه و روش استادش را در اغلب آثار خود به تصویر کشید؛ هرچند او تحت تأثیر چندی از متفکرین پیشاسقراطی مانند هراکلیتوس، پارمنیدس و فیثاغورث هم قرار گرفته بوده است. استعدادهای گوناگون و اصالت دستاوردهای پیشگامانه‌اش به‌عنوان یک متفکر و نویسنده، افلاطون را به یکی از نامدارترین و تأثیرگذارترین چهره‌های تاریخ فلسفه بدل کرد. او در مابعدالطبیعه و معرفت‌شناسی، در اخلاق، انسان‌شناسی، نظریهٔ دولت، کیهان‌شناسی، نظریهٔ هنر و فلسفهٔ زبان، چهارچوب‌هایی را بنا نهاد که حتی برای مخالفانش در مسائل بنیادین — مانند برجسته‌ترین شاگردش، ارسطو — نیز به رسمیت شناخته می‌شد.
او قالب دیالوگ را که امکان بازسازی روند یک پژوهش مشترک و جمعی را فراهم می‌آورد، تنها شکل مناسب برای ارائهٔ مکتوبِ تلاش فلسفی برای دست‌یابی به حقیقت می‌دانست. از همین رو، به این ژانر ادبی نوپا کمک کرد تا به جایگاهی برجسته دست یابد و بدین ترتیب، جایگزینی برای رسالهٔ تعلیمی و فن خطابه به عنوان ابزارهای رایجِ ارائه و اقناع، خلق کرد. او در این راه، بن‌مایه‌های شاعرانه و اسطوره‌ای و همچنین استعاره و تشبیهات مرتبط با مشاغل هنری آن زمان را به کار گرفت تا رشته‌های افکار خود را به شیوه‌ای بازی‌گوشانه و ملموس منتقل کند. هم‌زمان، با این شیوهٔ ارائهٔ دیدگاه‌هایش، از بیان جزمی و قطعی پرهیز می‌کرد و بسیاری از پرسش‌های برآمده از بحث را باز می‌گذاشت یا روشن ساختن آن‌ها را به خوانندگان وامی‌گذاشت تا ایشان را به تلاش شخصی تشویق کند.
یکی از مضامین اصلی برای افلاطون، پرسش از چگونگی دستیابی به دانش یقینی و تمایز آن از پندار صِرف است. دغدغهٔ اصلی او در رساله‌های متقدم این است که با بهره‌گیری از روش سقراطی نشان دهد چرا تصورات مرسوم و رایج دربارهٔ امور پسندیده و کردار درست، ناکافی یا بی‌فایده‌اند و به این ترتیب به خوانندگان امکان می‌دهد تا از دانشِ پنداری به جهلِ معترفانه راه بپیمایند. او در نوشته‌های دورهٔ میانیِ‌اش، تلاش می‌کند تا با نظریهٔ مُثُل، بنیادی استوار برای دانش حقیقی بنا کند. به باور او، چنین دانشی نمی‌تواند به اعیانِ همواره در حالِ تغییرِ جهانِ حسی تعلق گیرد، بلکه تنها به اموری غیرجسمانی، تغییرناپذیر و جاودانی در جهانی مطلقاً معنوی و دور از دسترس ادراک حسی، یعنی مُثُل، ارتباط دارد؛ اموری که او آن‌ها را سرنمون‌ها و الگوهای اشیاء محسوس می‌دانست. او برای نفْس که جاودانگی‌اش را اثبات‌پذیر می‌داند، بهره‌مندی از عالم مُثُل و در نتیجه، دسترسی به حقیقت مطلقی را که در آنجا وجود دارد، قائل است. کسی که از طریق کوشش‌های فلسفی به این حقیقت روی آورد و برنامهٔ آموزشی متناسب با آن را به پایان رساند، می‌تواند غایت حقیقی خود را بشناسد و در نتیجه، برای پرسش‌های بنیادین زندگی راهنمایی بیابد. افلاطون وظیفهٔ دولت را فراهم آوردن شرایط بهینه برای شهروندان جهت نیل به این هدف و تحقق عدالت می‌داند. از این رو، او به طور جدی به این پرسش می‌پردازد که قانون اساسی یک دولت آرمانی چگونه می‌تواند به بهترین نحو به دستیابی به این هدف خدمت کند. در آثار متأخر، نظریهٔ مُثُل گاه به پس‌زمینه رانده می‌شود و گاه مشکلاتی که از آن برمی‌آید، به طور انتقادی بررسی می‌شود؛ با این حال، در قلمرو فلسفهٔ طبیعی و کیهان‌شناسی که افلاطون در دوران پیری به آن روی می‌آورد، در تبیین کیهان نقشی تعیین‌کننده برای مُثُل قائل می‌شود. نظریهٔ مُثُل تلاشی است برای پیدا کردن راه‌حلی بر مسئلهٔ کلیات.
افلاطون، آکادمی افلاطون را بنیان گذاشت که کهن‌ترین مکتب فلسفیِ نهادینه‌شدهٔ یونان بود و از آنجا افلاطون‌گرایی در سراسر جهان باستان گسترش یافت. میراث فکری افلاطون به طُرُق گوناگون بر فیلسوفان بی‌شماری از جوامع یهودی، مسیحی و مسلمان تأثیر گذاشت. آموزه‌های شاگرد او، ارسطو، یعنی ارسطوگرایی، برآمده از مواجههٔ انتقادی با مکتب افلاطونی بود. در اواخر دوران باستان، قرون وسطی و اوایل عصر جدید، مکتب ارسطویی به نقطهٔ آغازی برای مفاهیمی بدل شد که گاه با مفاهیم افلاطونی رقابت می‌کردند و گاه با آن‌ها در هم می‌آمیختند.
در دوران مدرن، به‌ویژه متفکران مکتب ماربورگ نوکانتی (هرمان کوهن، پل ناتورپ) از اندیشه‌های افلاطونی بهره بردند. کارل پوپر به فلسفهٔ سیاسی افلاطون تاخت؛ اتهام او مبنی بر  این‌که فلسفهٔ سیاسی افلاطون نوعی تمامیت‌خواهی است، در قرن بیستم به جدالی طولانی‌مدت دامن زد.

## زندگی
از آنجا که پیروان مکتب افلاطون (افلاطونیان) برای او احترامی شگرف قائل بودند، حکایت‌ها و افسانه‌های فراوانی، که برخی کاملاً خیال‌پردازانه بودند، دربارهٔ زندگی او نقل می‌کردند که اغلب نیز در جهت ستایش و تجلیل اغراق‌آمیز از او بوده‌اند. حتی ادعا می‌شد که او پسر ایزد آپولون است و پدرِ تنیِ او درواقع صرفاً ناپدری‌اش بوده است. اما در کنار این‌ها، روایت‌هایی نیز با هدف تمسخر و بدنام کردن او وجود داشت. به همین دلیل، پی بردن به حقیقت تاریخی دربارهٔ جزئیات زندگی افلاطون دشوار است. یکی از منابع اصلی، نامهٔ هفتم افلاطون است که امروزه بیشتر پژوهشگران آن را اثری معتبر و واقعی می‌دانند و حتی در صورت جعلی بودن نیز، منبعی از لحاظ تاریخی ارزشمند و هم‌عصر افلاطون به شمار می‌آید.

### تولد

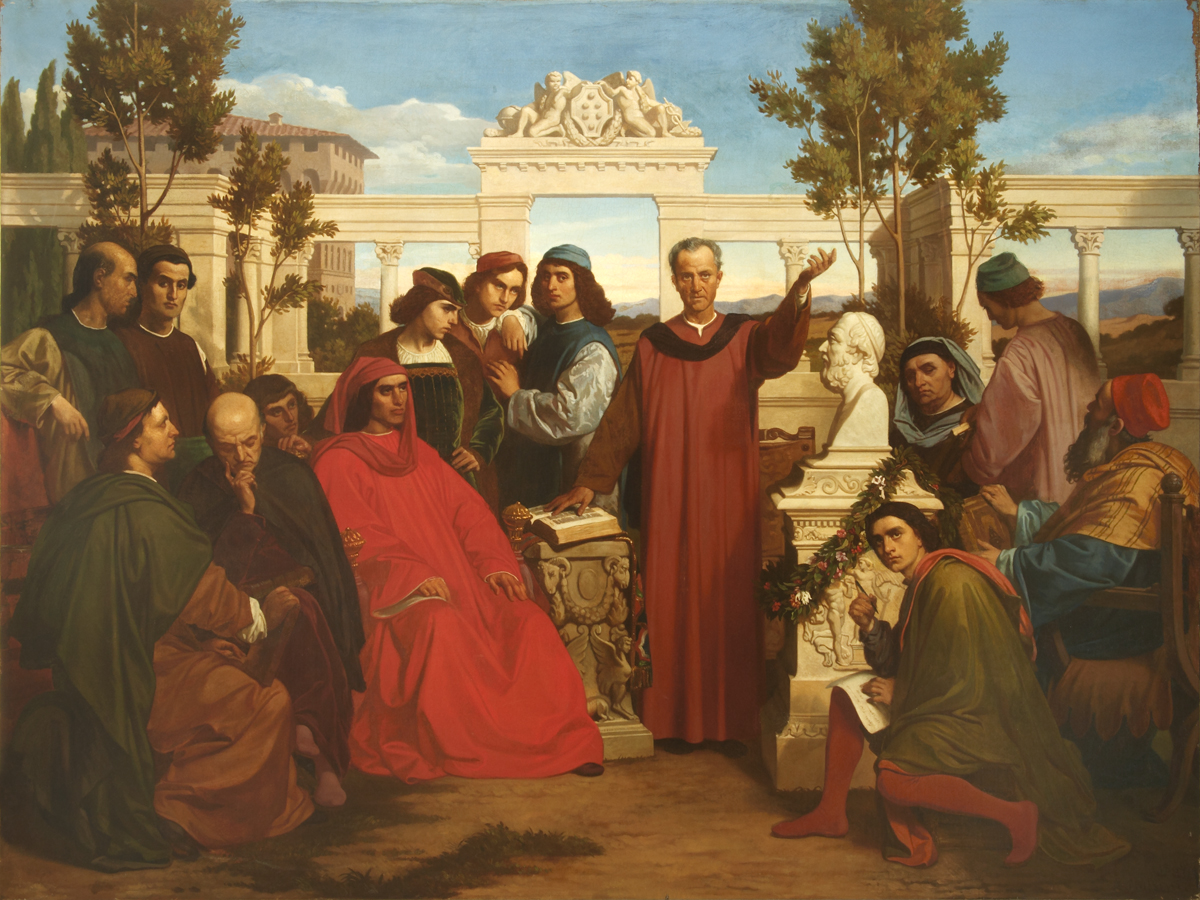
تابلوی «تولد افلاطون، جشنی در ویلای کارِگی دی لورنزوی دِ مگنیفیسنت»، اولین بار توسط لوئیجی موسینی در سال ۱۸۶۲ و سپس دوباره در سال ۱۸۶۷ نقاشی شد. این اثر به سفارش وزارت هنرهای زیبای فرانسه کشیده شده است.

افلاطون در خاندانی اشرافی و ثروتمند در آتن زاده شد. پدرش، آریستون، خود را از نوادگان کودروس، پادشاه اسطوره‌ای آتن، می‌دانست؛ به هر حال، یکی از نیاکان آریستون به نام آریستوکلس، پیشتر در سال ۶۰۵/۶۰۴ پیش از میلاد به مقام آرخون رسیده بود. در میان نیاکان مادر افلاطون، یعنی پریکتیونه، یکی از دوستان و خویشاوندان سولون، قانون‌گذار افسانه‌ای آتن، نیز حضور داشت. سولون در میان یونانی‌های قدیم یکی از خردمندان هفتگانه شمرده می‌شد که در باب او داستان‌های زیادی نقل شده است. افلاطون دو برادر بزرگ‌تر به نام‌های آدیمانتوس و گلاوکن داشت که در رسالهٔ جمهور به‌عنوان طرفین گفتگو ظاهر می‌شوند، و یک خواهر بزرگ‌تر به نام پوتونه که پسرش، اسپئوسیپوس، بعدها جانشین افلاطون به‌عنوان رئیس آکادمی (اسکولارخ) شد. آریستون در جوانی درگذشت؛ پریکتیونه در حدود سال ۴۲۳ پیش از میلاد با دایی خود، پیریلامپس، که از شهروندان محترم آتن و در دوران پریکلس به‌عنوان فرستاده خدمت کرده بود، ازدواج کرد. پیریلامپس از ازدواج قبلی خود پسری به نام دِموس داشت که برادر ناتنی افلاطون شد. از ازدواج پریکتیونه و پیریلامپس، آنتیفون، برادر ناتنی کوچک‌ترِ افلاطون، زاده شد.
درحالی‌که ناپدری افلاطون گرایش‌های دموکراتیک داشت، در خانوادهٔ مادری‌اش، چندین سیاستمدار برجسته با دیدگاه‌های الیگارشی وجود داشتند: دایی او، کالایشروس، در سال ۴۱۱ پیش از میلاد عضو شورای چهارصد نفره بود که با کودتا برای مدتی کوتاه به قدرت رسید. پسرعمویش، کریتیاس، عضو گروه سی جبار، بود که در سال ۴۰۴/۴۰۳ پیش از میلاد بر آتن حکومت می‌کرد. تحت فرمانروایی همین گروه، برادرش خارمیدس نیز به یک هیئت الیگارشی فراخوانده شد و در نبرد با دموکرات‌ها کشته شد.

### کودکی و نوجوانی
طبق رویدادنامهٔ آپولودوروس، افلاطون در سال ۴۲۸ یا ۴۲۷ پیش از میلاد، در زمان طاعون آتن زاده شد. بنا بر سنت باستانی، روز تولد او هفتمین روز از ماه تارگلیون و هم‌زمان با زادروز اسطوره‌ای ایزد آپولون بود. بعدها، پیروان مکتب افلاطون این روز را به‌عنوان جشن تولد او گرامی می‌داشتند، سنتی که تا قرن سوم میلادی نیز ادامه داشت. از قرن سوم پیش از میلاد، این افسانه رواج یافته بود که «افلاطون» در اصل تنها یک لقب بوده که با اشاره به واژهٔ یونانی پلاتوس (به یونانی: πλατύς به معنی پهن یا گسترده) به او داده شده و ظاهراً به پهنای پیشانی یا سینه‌اش اشاره داشته است. بعضی دیگر نوشته‌اند پیشانی وسیع و بزرگی داشته است. گروهی گفته‌اند که مقصود اصلی ملقب کردن آریستوکلس به افلاطون نه بخاطر ظاهر تنومند بلکه بخاطر وسیع‌الصدر بودن و اندیشهٔ والای اوست. این ادعاها همگی از سوی پژوهشگران نامعتبر تلقی می‌شود. روایتی دیگر مبنی بر  این‌که نام اصلی افلاطون، آریستوکلس (نام پدربزرگش) بوده نیز افسانه‌ای ساختگی است که در چارچوب همین داستان‌سرایی‌ها شکل گرفته است. افلاطون کودکی و نوجوانی خود را در دوران جنگ پلوپونزی (۴۳۱–۴۰۴ پیش از میلاد) گذراند، جنگی که با تسلیم شدن آتن، محل زادگاهش به پایان رسید. او به‌عنوان فرزند یک خانوادهٔ اشرافی، از تحصیلات کامل و خوبی برخوردار شد. گفته می‌شود که در ورزش، دستور زبان، نقاشی، موسیقی و شعر آموزش دید، اما بعدها آثار شاعرانهٔ دوران جوانی‌اش را سوزاند؛ هرچند این ادعاها احتمالاً بعدها از دیالوگ‌ها در آثار خود او استنباط شده‌اند. افلاطون در جوانی در بازی‌های ایستمی شرکت کرد و به‌عنوان یک کشتی‌گیر، برندهٔ جایزه شد.
کسی که او را به فلسفه وارد کرد، کراتیلوس، از پیروان هراکلیتوس بود که افلاطون بعدها رسالهٔ کراتیلوس خود را به نام او نام‌گذاری کرد. در بیست‌سالگی با سقراط روبه‌رو شد و به جرگهٔ شاگردان او پیوست. او تا زمان مرگ سقراط، یعنی حدود یک دهه بعد، در کنار او ماند. سقراط به‌عنوان آموزگار و الگو، در رشد فکری افلاطون تاثیرگذاری به‌سزایی داشت.

### رویگردانی از سیاست و نخستین سفرها
پس از پایان جنگ در سال ۴۰۴ پیش از میلاد، هنگامی که حکومت وحشت سی جبار با حمایت اسپارت‌های پیروزمند در آتن آغاز شد، از افلاطون که خویشاوندانی در میان آنان داشت، برای مشارکت در زندگی سیاسی دعوت شد؛ اما او این دعوت را رد کرد، زیرا این رژیم را جنایتکار می‌دانست. با این حال، شرایط سیاسی پس از بازگشت دموکراسی آتنی در سال ۴۰۳ پیش از میلاد نیز او را راضی نکرد. نقطه عطف زندگی افلاطون، اعدام سقراط در سال ۳۹۹ پیش از میلاد بود که او را عمیقاً تکان داد. او اقدام حکومت علیه استادش را نشانهٔ تباهی اخلاقی و گواهی بر یک نقص بنیادین در نظام سیاسی می‌دانست. از آن پس، او دیگر هیچ امکانی برای مشارکت مسئولانه از دیدگاه فلسفی در زندگی سیاسی آتن نمی‌دید، به یک منتقد سرسخت زمانه خود تبدیل شد و خواهان برپایی حکومتی به دست فیلسوفان و حکما گشت.

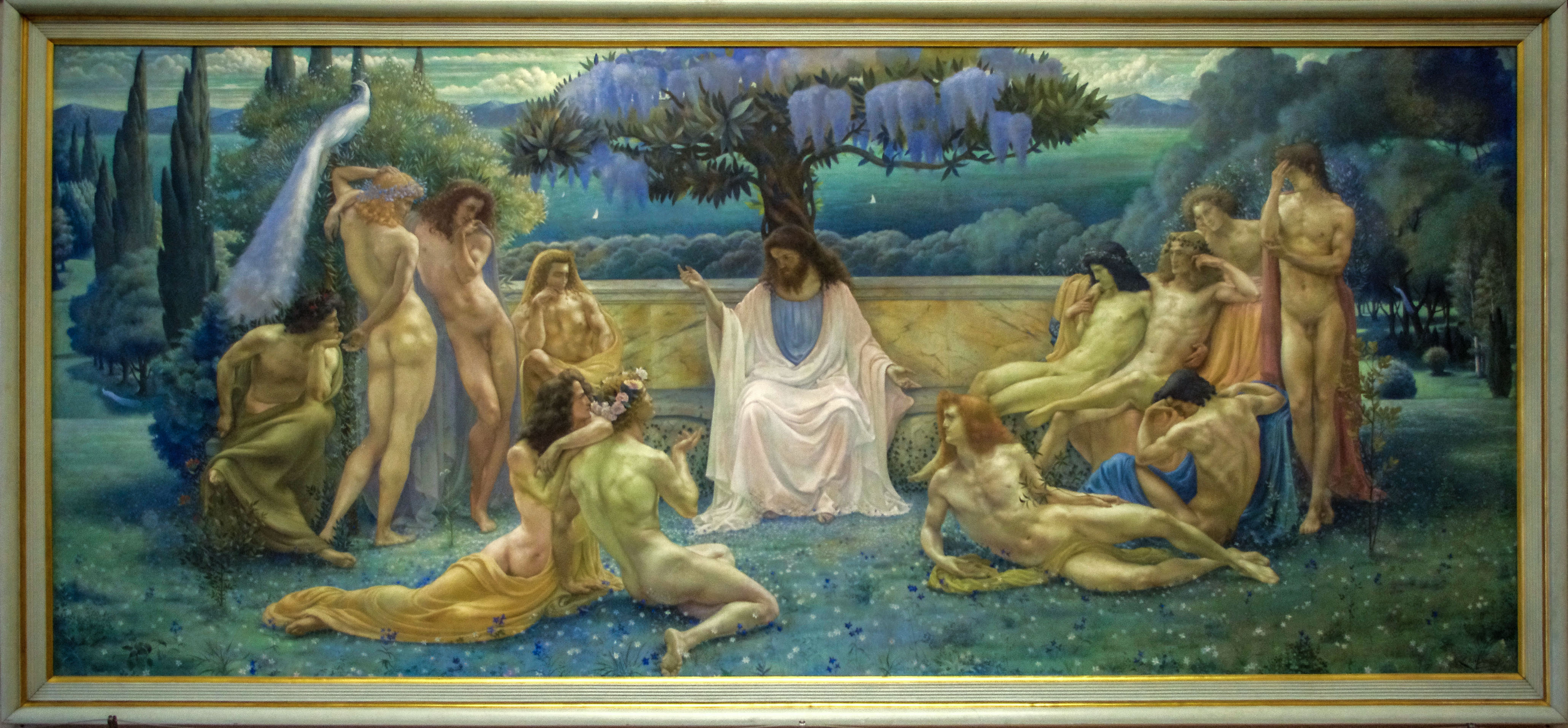
«مدرسهٔ افلاطون» یا «مکتب افلاطون» (۱۸۹۸)، رنگ روغن روی بوم، ۲۶۰ در ۶۰۵ سانتی‌متر. این اثر توسط ژان دلویل در ایتالیا نقاشی شده است. او تحت تأثیر سبک نقاشی کلاسیک و رنسانس و همچنین گرایش‌های معنوی باطنی قرار گرفته است که پایه و اساس «هنر ایده‌آلیستی» او بودند. در این نقاشی، افلاطون در حال تدریس به شاگردان در فضایی ایده‌آل به تصویر کشیده شده است و انسان‌ها در آن براساس نفی «واقعیتِ فیزیکیِ انسانِ محدود در دو جنس» ترسیم شده‌اند که می‌تواند با اسطورهٔ مطرح شده در ضیافت مرتبط باشد.

پس از مرگ سقراط، افلاطون به همراه دیگر سقراطیان برای مدتی کوتاه به مگارا نزد اقلیدس مگارایی رفت که او نیز از شاگردان سقراط بود. او بعدها اقلیدس مگارایی را در رساله‌های فایدون و ته‌تتوس به عنوان طرف گفتگوی سقراط به تصویر کشید. گفته می‌شود که او در سال‌های بعد به یک سفر آموزشی بزرگ رفت که طبق منابع مختلف، اطلاعات متناقض دربارهٔ مسیر، او را به کورنا نزد تئودوروس کورنایی ریاضی‌دان، به مصر و به جنوب ایتالیا برد. جزئیات و تاریخ این سفرها در میان پژوهشگران مورد بحث است؛ به‌ویژه در مورد سفر افلاطون به مصر تردید وجود دارد. شواهدی وجود دارد که نشان می‌دهد اقامت در مصر داستانی ساختگی برای مرتبط کردن افلاطون با سنت‌های حکمت مصری بوده است. مشخص نیست که آیا این سفر آموزشی با اولین سفر به سیسیل مرتبط بوده یا چند سال قبل از آن اتفاق افتاده است.

### نخستین سفر به سیسیل
حدود سال ۳۸۸ پیش از میلاد، افلاطون اولین سفر خود به سیسیل را آغاز کرد. او ابتدا به جنوب ایتالیا رفت، جایی که در قرن پنجم، فیثاغورثیان نفوذ زیادی به دست آورده بودند اما در آشوب‌های خونین به‌شدت تضعیف شده بود. در تارانتو، افلاطون با برجسته‌ترین و موفق‌ترین فیثاغوری آن زمان، یعنی آرخوطس تارانتویی، دولتمرد و ریاضی‌دان، دیدار کرد و مهمان او شد. او بیش از هر چیز امیدوار بود از آرخوطس دانش ریاضی بیاموزد. گفته می‌شود یکی دیگر از فیلسوفانی که در جنوب ایتالیا با او ملاقات کرد، تیمائوس لوکریایی بود که بعدها او را به شخصیت اصلی گفتگوی خود در رساله تیمائوس تبدیل کرد؛ هرچند وجود تاریخی این شخصیت مورد تردید است. پس از آن، افلاطون به سیراکوز سفر کرد که در آن زمان تحت فرمانروایی دیونوسیوس اولِ جبار بود.
گزارش‌های این اولین اقامت در سیراکوز عمدتاً افسانه‌ای و مورد مناقشه است. از آنجا که رویارویی یک فیلسوف با یک حاکم ستمگر از موضوعات ادبی محبوب در دوران باستان بود، پژوهشگران با دیدهٔ تردید به جزئیات روایت‌شده از دیدار افلاطون با این حاکم و جدایی‌اش از او می‌نگرند. به هر حال، افلاطون با دیونوسیوس ارتباط داشت و این دیدار عاقبت ناخوشایندی برای افلاطون داشت؛ گفته می‌شود صراحت کلام افلاطون، حاکم را خشمگین کرد. با این حال، افلاطون دوستی نزدیکی با دیون، برادرزن و داماد دیونوسیوس، برقرار کرد که به یکی از شیفتگان پرشور مکتب افلاطون تبدیل شد. زندگی تجملی در یونان بزرگ، شهرهای یونانی‌نشین در خاک ایتالیا، برای افلاطون ناخوشایند بود.
بر اساس گزارش منابع، افلاطون در پایان سفر سیسیل به اسارت درآمد و به عنوان برده فروخته شد، اما به زودی آزاد شد و توانست به آتن بازگردد. گفته می‌شود یک اسپارتی به نام پُولیس به دستور دیونوسیوس او را در بازار برده‌فروشان ایجاینا فروخت، و پس از آن خریدار، شخصی به نام آنیکریس کورنایی، از روی بزرگ‌منشی و احترام، به فیلسوف آزادی بخشید. با این حال، به احتمال زیاد دیونوسیوس در این ماجرا نقشی نداشته است؛ بلکه کشتی‌ای که فیلسوف با آن از سیسیل بازمی‌گشت، توسط اسپارتی‌ها یا اهالی ایجاینا که در آن زمان با آتن در جنگ بودند، توقیف شد. خوانش‌های جدید از یک پاپیروس، یعنی فهرست آکادمی اثر فیلودموس، نشان می‌دهد که ماجرای فروش احتمالی او به بردگی در ایجاینا که در اواخر جنگ پلوپونزی (۴۰۵ یا ۴۰۴ پیش از میلاد) یا در سال ۳۹۹ پیش از میلاد بلافاصله پس از مرگ سقراط رخ داده بود، بعدها به دیونوسیوس اول و سفر اول به سیسیل نسبت داده شده است.

### تأسیس مدرسه و فعالیت آموزشی
افلاطون پس از بازگشت، حدود سال ۳۸۷ پیش از میلاد، قطعه زمینی را در نزدیکی باغی به نام آکادِمیا (به یونانی: Άκαδήμεια) که به نام قهرمان آتنی، آکادِموس، نام‌گذاری شده بود، در شمال غربی آتن خریداری کرد. او در آنجا به تدریس فلسفه و علوم پرداخت و شاگردانش را به تحقیق تشویق کرد. در این راه، فیلسوفان و دانشمندان مهمان و همچنین شاگردان برتر و قدیمی‌تر که وظایف آموزشی بر عهده می‌گرفتند، او را یاری می‌کردند. با گذشت زمان، نام آن باغ به مدرسه منتقل شد و اعضای مدرسه خود را آکادمیک (به یونانی: Άκαδημαικοί) نامیدند. این‌گونه بود که آکادمی، نخستین مدرسهٔ فلسفی یونان، پدید آمد. احتمالاً وجود نمونه‌ای مشابه که فیثاغورثیان در ایتالیا اجرا کرده بودند، یکی از انگیزه‌های این کار بوده است. رقابتی نیز با ایسوکراتس، معلم علوم بلاغی که کمی پیش‌تر (حدود ۳۹۰ پیش از میلاد) مدرسه‌ای برای سخنوری تأسیس کرده بود، وجود داشت؛ نگرش افلاطون به تلاش‌های ایسوکراتس انتقادی بود. افلاطون دو دهه بعدی زندگی‌اش را در زمین آکادمی زندگی و تدریس کرد.

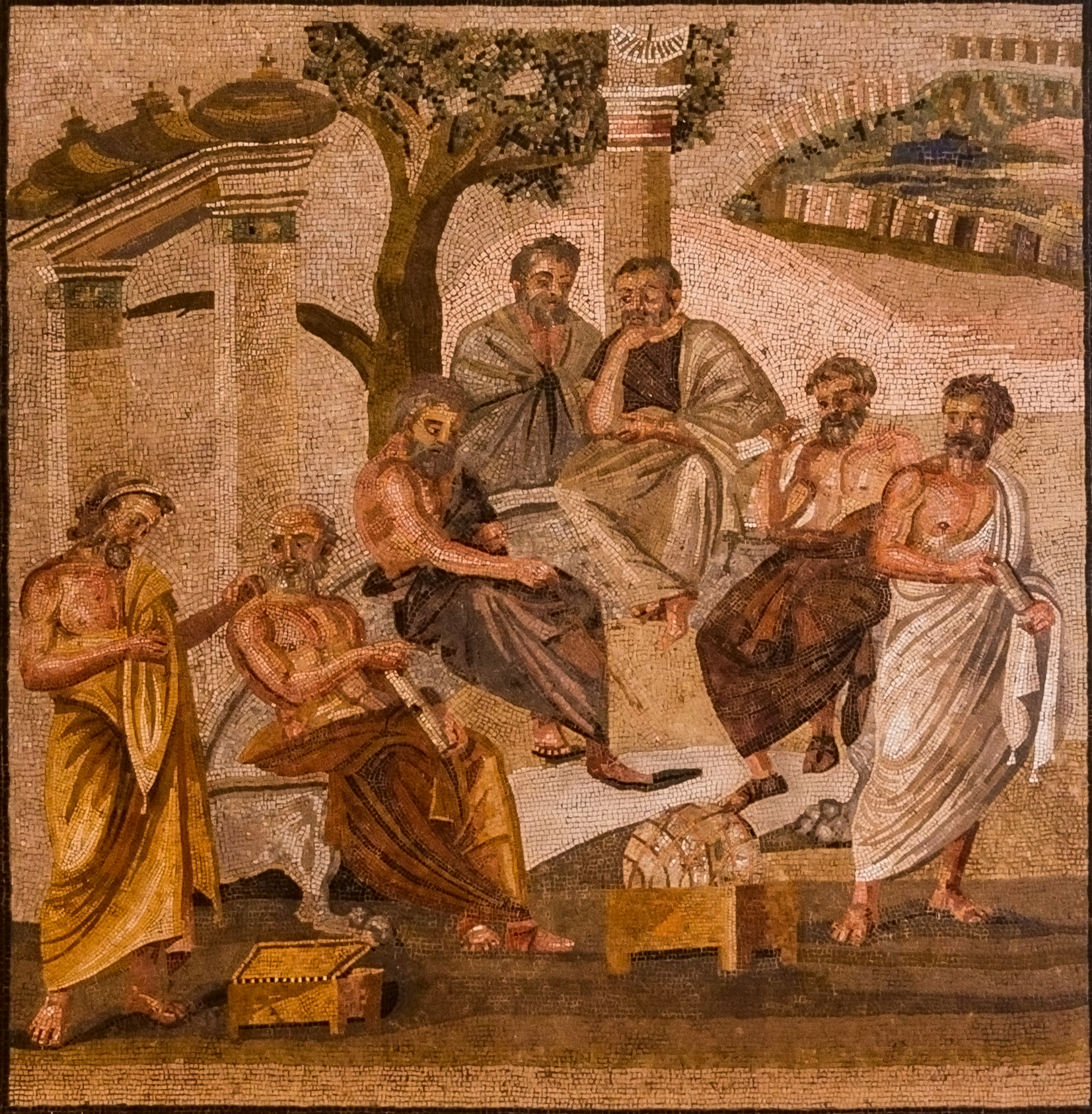
موزاییک رومی قرن اول پیش از میلاد از پمپئی از آکادمی افلاطون، در حال حاضر نگهداری شده در موزهٔ ملی باستان‌شناسی، ناپل.

بحق می‌توان آکادمی را اولین دانشگاه اروپایی دانست؛ زیرا مطالعات و تحقیقات آنجا فقط محدود به فلسفهٔ محض نبود بلکه به رشتهٔ وسیعی از علوم شامل اخترشناسی، ریاضیات، علوم طبیعی و موسیقی می‌پرداخت و همچنین در همهٔ موارد تأکید افلاطون بر روحیهٔ علمی بود و نه فقط چیزهایی که کاربرد عملی دارند.

### دومین سفر به سیسیل
با وجود تجربیات تلخ سفر اول به سیسیل، افلاطون پس از مرگ دیونوسیوس اولِ جبار در سال ۳۶۷ پیش از میلاد، متقاعد شد که سفر دیگری به سیراکوز داشته باشد. علی‌رغم تردیدهای اولیه‌ای که داشت، در نهایت در سال ۳۶۶ پیش از میلاد راهی شد. او دعوتی را پذیرفت که پسر و جانشین جبار، دیونوسیوس دوم، به تحریک دوست افلاطون، دیون، برای او فرستاده بود. دیون به دنبال کسب جایگاهی مهم برای خود در دربار بود. افلاطون امیدوار بود با همکاری دیون، بتواند ایده‌های سیاسی خود را از طریق تأثیرگذاری بر حاکم جوان به اجرا درآورد و بیازماید و در بهترین حالت، دولتی بر اساس آرمان فیلسوف‌شاهی برپا کند. دیون خوش‌بین‌تر از افلاطون بود، افلاطون از همان ابتدا تردید داشت.
اما مشخص شد که دیونوسیوس دوم مایل یا قادر به انجام یک اصلاحات جامع دولتی نیست؛ تمرکز اصلی او بر حفظ حکومتِ همواره در معرضِ تهدیدش بود. در دربار، تنها کسی می‌توانست موفق شود که در دسیسه‌ها و جنگ‌های قدرت دست بالا را داشته باشد. در این کشمکش‌ها، دیون به ابزارهای توطئه‌آمیز متوسل شد که به تبعید او (احتمالاً در اواخر تابستان ۳۶۶ پیش از میلاد) انجامید؛ او به یونان رفت. پس از این ناکامی، افلاطون نیز در سال ۳۶۵ پیش از میلاد آنجا را ترک کرد. اما با دیونوسیوس توافق شد که هر دو پس از آرام شدن اوضاع بازگردند. بین دیون و دیونوسیوس بر سر دوستی با افلاطون رقابتی وجود داشت و دیونوسیوس از  این‌که افلاطون، دیون را ترجیح می‌داد، ناامید بود.

### سومین سفر به سیسیل
در سال ۳۶۱ پیش از میلاد، افلاطون برای سومین بار — این بار هم با بی‌میلی و تحت فشار — به سیسیل سفر کرد. آرخوطس از او خواسته بود به این امید که تأثیر مطلوبی بر حاکم بگذارد به آن‌جا سفر کند؛ و از طرفی دیونوسیوس دوم که خواهان حضور فیلسوف بود، با شرط کردن ورود افلاطون برای عفو دیون، به او برای حضورش در سیراکوز فشار آورده بود. بدین ترتیب، افلاطون تصمیم گرفت به همراه شاگردانش اسپئوسیپوس و گزنوکراتس، با کشتی‌ای که دیونوسیوس فرستاده بود، سفر را آغاز کند.
گفتگوی با دیونوسیوس که می‌توانست سرنوشت‌ساز باشد، برای افلاطون ناامیدکننده بود. طبق روایت افلاطون، دیونوسیوس به اشتباه تصور می‌کرد که آموزه‌های فلسفی را از پیش درک کرده و هیچ تمایلی برای پذیرش انضباطی که یک شاگرد حقیقی باید می‌داشت و در پیش گرفتن یک زندگی فلسفی نشان نمی‌داد. علاوه بر این، نه تنها او به وعدهٔ خود مبنی بر اعادهٔ حیثیت دیون عمل نکرد بلکه حتی اموال عظیم او را هم مصادره کرد. در محافل افلاطونیان و حامیان دیون، این باور رایج شده بود که تنها سرنگونی حاکم می‌تواند اوضاع را بهبود بخشد. اسپئوسیپوس از اقامت خود در سیراکوز برای فعالیت در این راستا استفاده کرد، که احتمالاً از چشم حاکم پنهان نماند. افلاطون به دلیل جانبداری دوستان و حامیانش از مخالفان حکومت، مورد سوءظن قرار گرفت و در تنگنا افتاد، به‌ویژه زمانی که از یکی از طرفداران دیون که به خیانت متهم شده بود، دفاع کرد. مزدوران دیونوسیوس که به حفظ ساختار قدرت موجود علاقه‌مند بودند، او را تهدید کردند. آرخوطس او را از این وضعیت مرگبار نجات داد، از تارانتو مداخله کرد و بازگشت او به آتن را در تابستان ۳۶۰ پیش از میلاد ممکن ساخت.

### سرنگونی در سیراکوز
پس از شکست تلاش‌های افلاطون، دیون تصمیم گرفت که به کمک یارانش به خشونت متوسل شود. اعضای آکادمی که خود او نیز عضو آن بود، او را در این راه تشویق و حمایت کردند. افلاطون از این کار دوری گزید، زیرا همچنان با حاکم نسبت میزبانی و مهمانی داشت، اما با این فعالیت‌های شاگردانش مخالفت هم نکرد. در سال ۳۵۷ پیش از میلاد، دیون با نیروی کوچکی از مزدوران لشکرکشی را آغاز کرد. او پس از پیاده شدن در سیسیل، به سرعت موفق شد با کمک دشمنان پرشمار دیونوسیوس در سیراکوز او را سرنگون کرده و قدرت را در شهر به دست گیرد.  این‌که آیا او واقعاً قصد داشت یک نظام حکومتی افلاطونی برقرار کند یا نه، موضوعی است که افلاطون خود تا آخر به آن معتقد بود، اما مورد بحث است. به هر حال، او تلاش کرد قانون اساسی را تغییر دهد، اما با مقاومت شدیدی روبرو شد و متهم شد که قصد دارد یک حکومت استبدادی جدید برقرار کند. این امر پس از آشوب‌ها و درگیری‌های فراوان، در سال ۳۵۴ پیش از میلاد به قتل او انجامید. وقتی افلاطون از مرگ دیون باخبر شد، یک قطعه شعر کوتاه (اپیگرام) سرود و به واسطهٔ آن، یادبودی ادبی برای دوست محبوبش ساخت. او نامه هفتم را به بستگان و طرفداران دیون در سیسیل نوشت و در آن رفتار خود را توجیه و تشریح کرد.

### پیری و مرگ

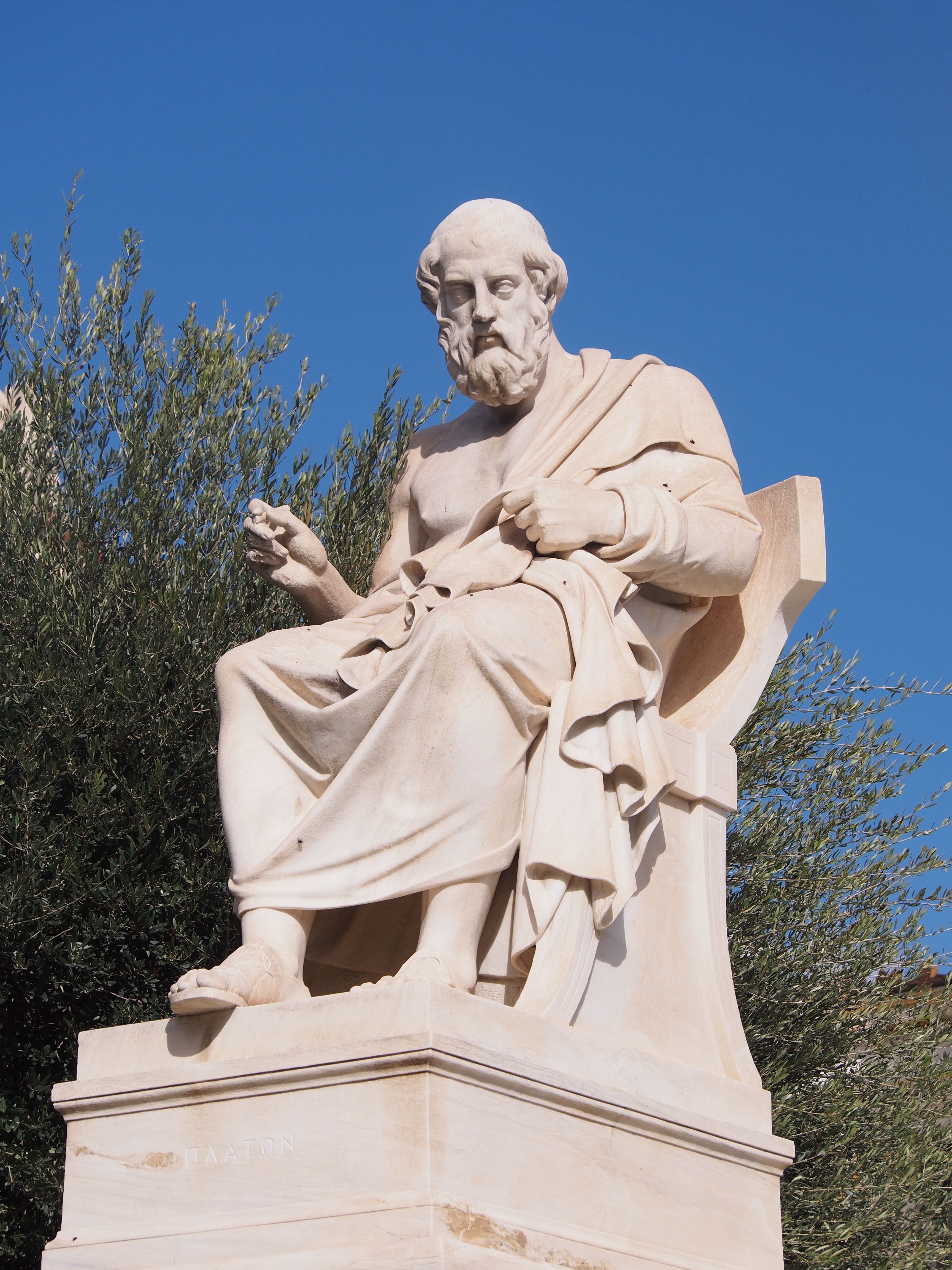
مجسمهٔ افلاطون در مقابل آکادمی آتن. اثر اصلی لئونیداس دروسیس (متوفی ۱۸۸۰).

افلاطون سال‌های پایانی عمر خود را به تدریس و تحقیق گذراند. در سنین بالا، تلاش کرد تا با یک سخنرانی عمومی با عنوان در باب خیر به مخاطبان گسترده و غیرفلسفی روی آوَرَد، اما با عدم درک و بیگانگی آن‌ها مواجه شد او در سال ۳۴۸ یا ۳۴۷ پیش از میلاد درگذشت و در محوطهٔ آکادمی یا در نزدیکی آن به خاک سپرده شد؛ طبق گفته فیلوخوروس، در باغی کنار «موزیون» (معبد الهام). وصیت‌نامهٔ او باقی مانده است. از آنجا که او ازدواج نکرده و فرزندی نداشت، میراثش به برادرزاده یا نوهٔ برادرش، پسر جوانی به نام آدیمانتوس رسید. برادرزاده‌اش، اسپئوسیپوس، به عنوان جانشین او در ریاست آکادمی (اسکولارخ) انتخاب شد.

## آثار
نسخهٔ کامل سه‌جلدی آثار افلاطون که توسط آنری اِستیِن (لاتینیزه شده به: هنریکوس استفانوس) در سال ۱۵۷۸ در ژنو منتشر شد و تا اوایل قرن نوزدهم به عنوان نسخهٔ مرجع شناخته می‌شد. آثار افلاطون هنوز هم بر اساس شماره‌گذاری صفحات این نسخه (که به صفحه‌بندی استفانوس مشهور است) ارجاع داده می‌شوند.

### سنت‌ها و اصالت آثار
تمام آثار افلاطون که در دوران باستان شناخته شده بودند، به جز خطابهٔ دربارهٔ خیر که رونوشتی از آن توسط ارسطو وجود داشته، اما مفقود شده است، تا به امروز باقی مانده‌اند. علاوه بر این‌ها، آثاری وجود دارند که به نام افلاطون منتشر شده‌اند اما یا اصالت آن‌ها مشکوک بوده یا مطمئنیم که قطعاً جعلی هستند؛ این آثار نیز عمدتاً بخشی از مجموعه آثار افلاطونی  محسوب می‌شوند، هرچند جعلی بودن برخی از آن‌ها حتی در دوران باستان نیز تشخیص داده شده بود. در مجموع، ۴۷ عنوان اثر وجود دارد که یا افلاطون نویسنده آن‌ها بوده و یا به او نسبت داده شده‌اند. مجموعه آثار افلاطونی شامل رساله‌های دیالوگ‌محور (از جمله اثر ناتمامش در دورهٔ پیری، کریتیاس)، دفاعیهٔ سقراط، مجموعه‌ای از ۱۳ نامه و مجموعه‌ای از تعاریف از اصطلاحات فلسفی است. خارج از این مجموعه، یک گردآوری از تقسیمات، دو نامهٔ دیگر، ۳۲ قطعه تقریظ و یک قطعه شعر بلند (۷ بیت هگزامتر) روایت شده است؛ به جز بخشی از اشعار، مابقی این آثار قطعاً نوشتهٔ افلاطون نیستند.

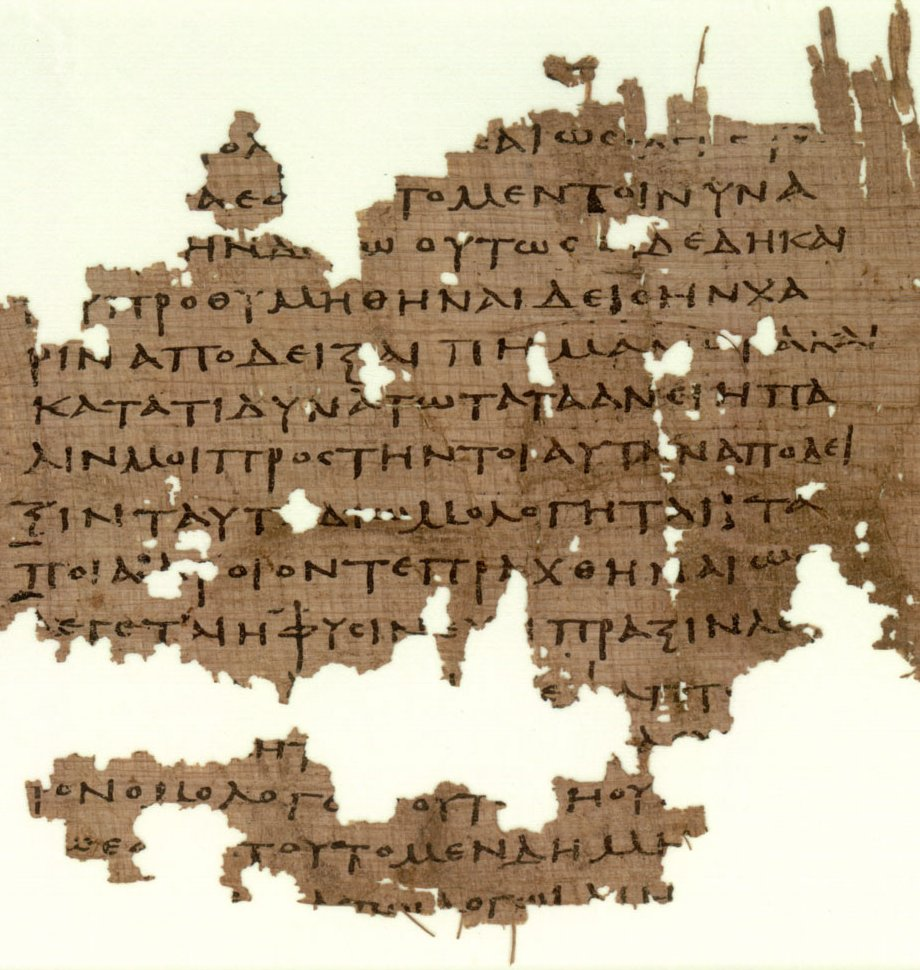
قطعه پاپیروسی از رسالهٔ جمهور یافت‌شده در اکسی‌رینخوس، قرن سوم میلادی. موزه اشمولین، آکسفورد.

از قرن سوم پیش از میلاد، فیلولوژیست‌های مکتب اسکندریه به مطالعهٔ آثار افلاطون پرداختند. یکی از آنان به نام آریستوفان بیزانسی (قرن سوم یا دوم ق.م.)، این نوشته‌ها را در یک قالب سه‌گانه دسته‌بندی کرد. با این حال، رایج‌ترین گروه‌بندی باستانی، تقسیم‌بندی آثار به نُه چهارگانه است که شامل ۳۶ اثر می‌شود: ۳۴ رساله دیالوگ‌محور، دفاعیه و مجموعه نامه‌ها. این نظم چهارگانه‌ای که زمان شکل‌گیری آن مورد بحث است، بر اساس محتوا انجام شده بود؛ دغدغهٔ اصلی افلاطونیان باستان در این کار، مسئلهٔ آموزشی-تربیتی بود، یعنی  این‌که یک شاگرد باید رساله‌ها را به چه ترتیبی بخواند.
وضعیت کنونی پژوهش‌ها دربارهٔ اصالت ۳۶ اثری که چهارگانه‌ها را تشکیل می‌دهند و مورد پذیرش اکثریت محققان است، به شرح زیر است:
- علاوه بر دفاعیه، ۲۴ رساله قطعاً اصیل هستند: خارمیدس، اوتودموس، اوتیفرون، گرگیاس، ایون، کراتیلوس، کریتیاس، کریتون، لاخس، لوسیس، منکسنوس، منون، قوانین، پارمنیدس، فایدون، فایدروس، فیلبوس، جمهور، دولتمرد، پروتاگوراس، سوفسطایی، ضیافت، ته‌تتوس، تیمائوس.

- ۵ اثر مورد تردید هستند[و ۳]: آلکیبیادس اول،[۴۶] هیپیاس اول،[۴۷] هیپیاس دوم،[۴۸] کلیتوفون،[۴۹] تئاگس.[۵۰]

- ۵ اثر قطعاً جعلی هستند[و ۴]: آلکیبیادس دوم، اپینومیس، آنتراستای، هیپارخوس، مینوس.

از میان نامه‌ها، همه به جز نامه‌های سوم، ششم، هفتم و هشتم قطعاً جعلی هستند؛ از میان این چهار نامه، نامهٔ هفتم عمدتاً تا حدودی اصیل تلقی شده، در حالی که اصالت سه نامهٔ دیگر مورد تردید است.
مجموعهٔ سنتی آثار افلاطونی، علاوه بر ۳۴ رساله‌های دیالوگ‌محور (غیر از دفاعیه و مجموعهٔ نامه‌ها) که به شکل نُه چهارگانه گروه‌بندی شده‌اند، شامل رساله‌های دیگری نیز می‌شود که امروزه به عنوان ضمیمه از مجموعهٔ اصلی جدا شده‌اند، زیرا قطعاً جعلی هستند. به نظر می‌رسد تمام رساله‌های جعلی توسط اعضای آکادمی قدیم و جدید نوشته شده‌اند و بین قرن چهارم تا دوم پیش از میلاد به وجود آمده‌اند. برخی از آن‌ها احتمالاً خیلی زود وارد نظم چهارگانه‌ای شده و با وجود تردیدها در آن باقی مانده‌اند، که شاید تمایل به حفظ ساختار نُه چهارگانه در این امر بی‌تأثیر نبوده است. امروزه پژوهش‌ها به رساله‌های جعلی نه صرفاً از منظر جعلی و تقلبی بودن، بلکه به عنوان نمونه‌هایی از پرداختن به مسائل مطرح‌شده توسط افلاطون با تقلید از سبک و استدلال او می‌نگرند. افزون بر این، در تحقیقات جدیدتر دیگر بر جدایی قاطع میان آثار اصیل و جعلی پافشاری نمی‌شود؛ بلکه این امکان مطرح می‌شود که برخی رساله‌های مشکوک و جعلی، پیش‌نویس‌های خود افلاطون یا نسخه‌های تکمیل‌شدهٔ آن پیش‌نویس‌ها توسط شاگردان یا افلاطونیان بعدی باشند. حتی در مورد رساله‌هایی که در اصالت آن‌ها تردیدی نیست، به‌ویژه آثار دوران کهنسالی افلاطون، احتمال بازنگری توسط اعضای آکادمی در نظر گرفته می‌شود. همچنین شواهدی وجود دارد که خود افلاطون نیز آثارش را پیوسته ویرایش و تکمیل می‌کرده است.

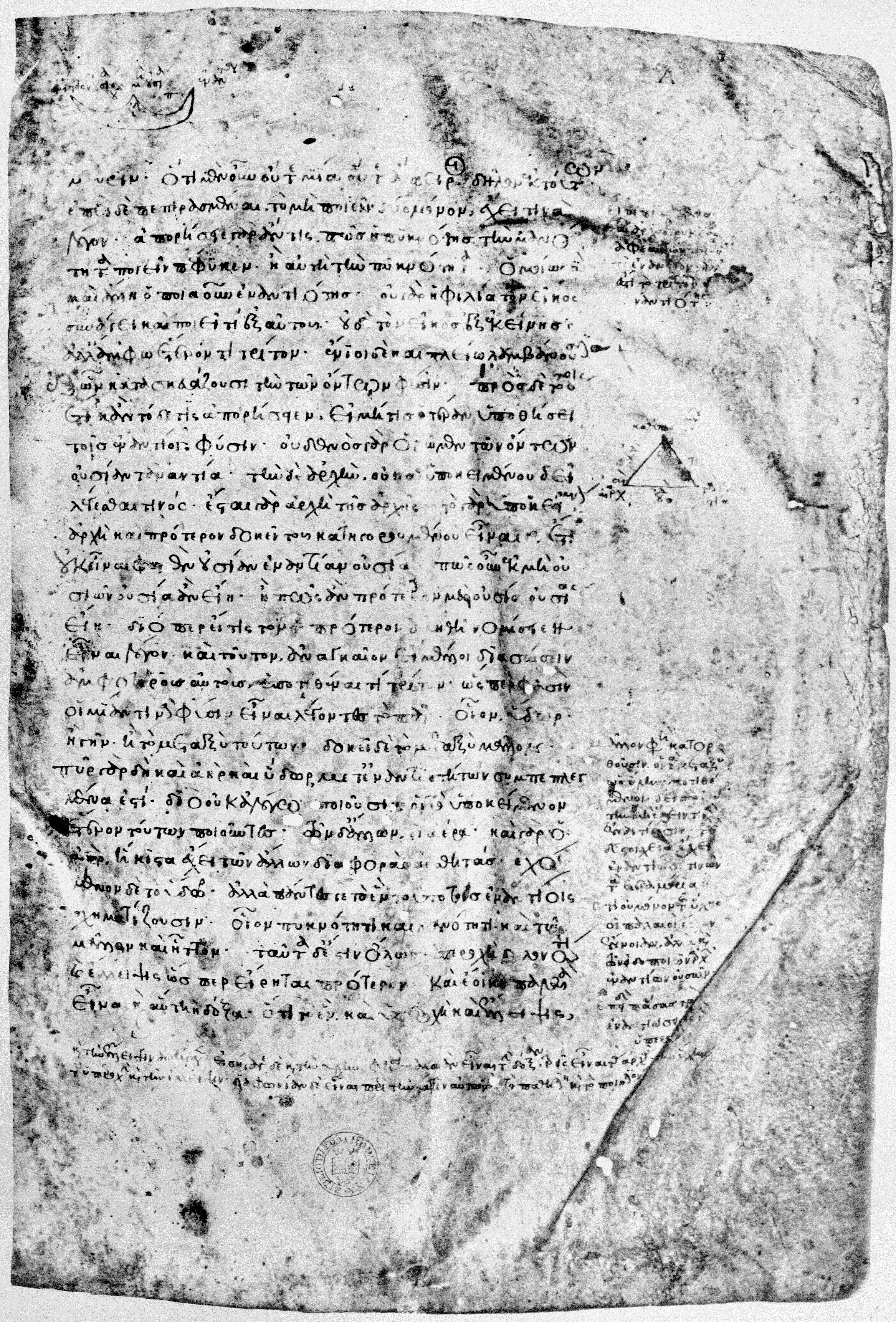
صفحه اول مجموعه آثار افلاطون که در سال ۸۹۵ میلادی برای آرتاس تهیه شد، معروف به کودکس کلارکیانوس.

روایت متون در درجه اول بر پایهٔ نسخه‌های خطی متعدد قرون وسطی استوار است که در نهایت ریشه در دو رونوشت باستانی دارند. مقایسه روایت‌های خطی با نقل‌قول‌های فراوان و گاه طولانی از افلاطون در ادبیات باستان نشان می‌دهد که متن موجود تا حد زیادی یکپارچه و قابل اعتماد است. سنت نسخه‌نویسی خطی در اواخر قرن نهم میلادی آغاز می‌شود. اسقف اعظم جهانی قسطنطنیه، فوتیوس اول، که از دانشمندان برجسته قرن نهم بود، دستور داد تا مجموعه‌ای از تمام آثار منسوب به افلاطون در دو کودکس گردآوری شود. این دو جلد امروزه مفقود شده‌اند، اما متن تهیه‌شده توسط پاتریارک، مبنای رونوشت‌های بعدی شد که برخی از آن‌ها بسیار باشکوه بوده و بخش بزرگی از سنت متنی امروز ما را تشکیل می‌دهند. یک مجموعهٔ خطی دیگر از نوشته‌های افلاطون به دستور آرتاس قیصریه‌ای، شاگرد فوتیوس، تهیه شد. در سال ۱۴۲۳، انسان‌گرای ایتالیایی، جووانی آئوریسپا، مجموعه کاملی از آثار افلاطون را از قسطنطنیه به ایتالیا آورد. پاپیروس‌های باستانی فراوانی که البته تنها حاوی قطعاتی از متن هستند، مکمل شواهد متنی قرون وسطی به شمار می‌روند. قدیمی‌ترین پاپیروس به اواخر قرن چهارم یا اوایل قرن سوم پیش از میلاد تعلق دارد.

### تاریخ‌گذاری آثار
تاریخ‌گذاری مطلقِ هر یک از آثار بسیار دشوار است، زیرا آن‌ها به ندرت به رویدادهای تاریخیِ زمان نگارش خود اشاره می‌کنند و رویدادهای گفتگوها معمولاً در دوران حیات سقراط، یعنی پیش از آغاز واقعی فعالیت نویسندگی افلاطون، جریان دارد. در برخی موارد، دست‌کم می‌توان محدودهٔ زمانیِ شکل‌گیری اثر را مشخص کرد، برای نمونه به واسطهٔ اشاراتی به وقایع قابل تاریخ‌گذاری یا از طریق زمانِ آغازِ بازتاب‌ها و تاثیرگذاری‌های آن اثر.
تاریخ‌گذاری نسبیِ نوشته‌ها در کل آثار، از اواخر قرن هجدهم میلادی به طور گسترده در میان پژوهشگران مورد بحث بوده است، زیرا تعیین ترتیب زمانیِ نگارش آن‌ها، پیش‌نیازِ تمام فرضیه‌ها دربارهٔ سیر تحول اندیشهٔ افلاطون است. معیارهای درونیِ صریح، ارجاعات متقابل در خود رساله‌ها هستند که البته فقط به ندرت یافت می‌شوند. معیارهای بیرونی (تاریخی)، اشاراتی به رویدادهای قابل تاریخ‌گذاری هستند که اما گاهی نمی‌توان آن‌ها را به طور قطعی به رویداد خاصی نسبت داد. از این رو، استدلال عمدتاً بر پایهٔ ملاحظات فیلولوژیک (زبان‌شناختی-تاریخی) و تأملاتی دربارهٔ یک سیر تحول فلسفی منسجم استوار است. این امر، از جمله، شامل فرضیه‌هایی است که بر اساس آن‌ها یک رساله بر پایهٔ رساله‌ای دیگر بنا شده و نیازمند آشنایی با خطوط فکریِ پرورش‌یافته در آن است. اما مهم‌ترین معیارها نه محتوایی، بلکه زبانی هستند. ویژگی‌های زبانیِ مرتبط در این زمینه، از یک سو از تحلیل کلی سبک حاصل می‌شوند که البته به دلیل ماهیت ذهنی آن و گستردگی فراوان هنر سبک‌پردازی افلاطون، به سختی به نتایج قطعی می‌رسد؛ از سوی دیگر، این معیارها به نتایج دقیقِ حاصل از به‌کارگیری روش‌های آماری-زبانی (سبک‌سنجی) مربوط می‌شود که استفاده از آن از سال ۱۸۶۷ آغاز شد. اساس مطالعهٔ آماری-زبانی مشاهدهٔ این امر است که برای مثال وقوع و بسامدِ به کار بردن واژگان منحصربه‌فرد (واژگان غیرتکراری) یا حتی ترکیب‌های خاصی از پارتیکل‌ها می‌تواند مشخصهٔ دوره‌های خلاقیتِ یک نویسنده باشد. شواهدی از این دست همچنین از ضرباهنگ جمله و مطالعهٔ وقوع یا عدم وقوع پدیدهٔ هیاتوس به دست می‌آید.
ترکیب این رویکردها، یک تقسیم‌بندی کلی سه‌بخشی به آثار متقدم، میانی و متأخر را ممکن ساخته است که — با وجود برخی اختلافات و تغییرات — به عنوان دیدگاه غالب در میان پژوهشگران تثبیت شده است. با این حال، این الگو در مورد برخی آثار همواره با مخالفت روبرو شده و استحکام پایه‌های آن زیر سؤال رفته است. شماری از موارد مرزی همچنان حل‌نشده باقی مانده‌اند. علاوه بر این، برای آن دسته از پژوهشگران افلاطون که بر جنبهٔ بازنویسی مکررِ برخی رساله‌ها تأکید دارند، نتایج تحقیقات آماری-زبانی وزن چندانی ندارد. همچنین، ترتیب خود آثار در درون این سه گروه تا حد زیادی نامشخص یا کاملاً نامعلوم است.
بر اساس دیدگاه غالب امروزی، گروه‌بندی زیر بر پایه تحلیل سبکی نسبتاً قابل قبول است:
| آثار متقدم                | آثار متقدم   | آثار میانی | آثار میانی     | آثار متأخر | آثار متأخر | آثار غیرمعتبر | آثار غیرمعتبر      |
| نام اصلی                  | نام بدلی     | نام اصلی   | نام بدلی       | نام اصلی   | نام بدلی   | نام اصلی      | نام بدلی           |
| ------------------------- | ------------ | ---------- | -------------- | ---------- | ---------- | ------------- | ------------------ |
| آپولوژی                   | دفاعیه       | پارمنیدس   | صور مثل        | کریتیاس    | اتلانتیدا  | آلکیبیادس اول | حقیقت انسان        |
| خارمیدس                   | خردمندی      | فایدروس    | زیبایی         | قوانین     | نوامیس     | هیپیاس دوم    | دروغ               |
| اوتودموس                  | مرد جدلی     | جمهور      | سیاست یا عدالت | فیلبوس     | لذت        | اوپینموس      | حکیم، گفتگوی شبانه |
| اوتیفرون                  | دینداری      | ته‌تتوس     | علم            | دولتمرد    | پادشاهی    |               |                    |
| گرگیاس                    | فن خطابه     |            |                | سوفسطائی   | وجود       |               |                    |
| هیپیاس اول (با فرض اصالت) | زیبا         | تیمائوس    | طبیعت          |            |            |               |                    |
| ایون                      | شعر          |            |                |            |            |               |                    |
| کراتیلوس                  | خواص اسامی   |            |                |            |            |               |                    |
| کریتون                    | تکلیف        |            |                |            |            |               |                    |
| لاخس                      | دلاوری       |            |                |            |            |               |                    |
| لوسیس                     | دوستی        |            |                |            |            |               |                    |
| منکسنوس                   | خطابه رثائیه |            |                |            |            |               |                    |
| منون                      | فضیلت        |            |                |            |            |               |                    |
| فایدون                    | نفس          |            |                |            |            |               |                    |
| پروتاگوراس                | سوفسطاییان   |            |                |            |            |               |                    |
| ضیافت                     | مهمانی، عشق  |            |                |            |            |               |                    |

با نگاهی از منظر محتوایی، تصویر مشابهی به دست می‌آید، اما در این صورت به نظر خواهد رسید که رساله‌های کراتیلوس، فایدون و ضیافت بیشتر به گروه میانی تعلق دارند تا آثار اولیه، در حالی که پارمنیدس و ته‌تتوس که از نظر سبکی جزو گروه میانی محسوب می‌شوند، از دیدگاه محتوایی به آثار متأخر تعلق دارند. این امر تناقضی با نتایج تحلیل سبکی ندارد، زیرا مراحل تحول فلسفی لزوماً نباید با مراحل تحول سبکی تطابق کامل داشته باشند. با این حال، استفاده از معیارهای متفاوت برای دوره‌بندی آثار می‌تواند از نظر اصطلاح‌شناختی به سردرگمی منجر شود.

## سبک ادبی

### قاعدهٔ گفتگو

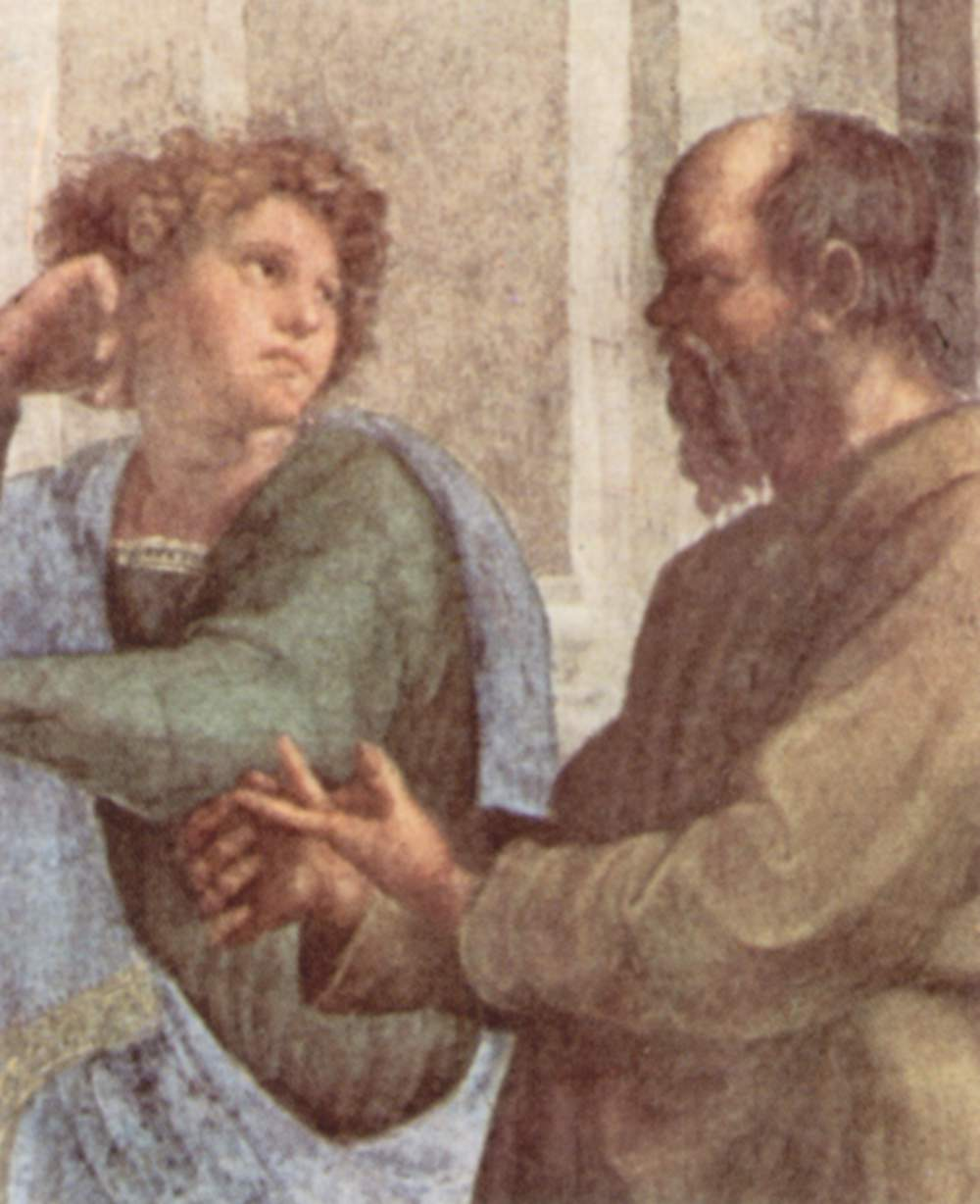
سقراط در حال گفتگو با گزنفون جوان. جزئیاتی از نقاشی مکتب آتن اثر رافائل (۱۵۱۰–۱۵۱۱)، فرسکوی کلیسای سیستین (واتیکان)

تمام آثار افلاطون، به استثنای نامه‌ها و دفاعیه، به شکل گفتگو هستند؛ و برخلافِ بیشترِ نوشته‌های فلسفی آن زمان، در قالب منظومه‌های تعلیمی یا رساله‌ها نوشته نشده‌اند. دفاعیه نیز در بخش‌هایی حاوی قسمت‌های گفتگویی است. در این آثار، افلاطون شخصیتی اصلی، که اغلب سقراط است، را در حال بحث‌های فلسفی با طرف‌های گفتگوی متفاوت به تصویر می‌کشد. این بحث‌ها با بخش‌هایی چون گزارش‌های غیرمستقیم، مطالب حاشیه‌ای یا بخش‌های اسطوره‌ای قطع و تکمیل شده و با آن‌ها در هم تنیده می‌شوند؛ سخنرانی‌های طولانی تک‌گویانه نیز در آن‌ها وجود دارد. شاگردان دیگر سقراط مانند گزنفون، آیسخینس، آنتیستنس، اقلیدس مگارایی و فایدون الیسی نیز آثاری در قالب گفتگوی سقراطی (به یونانی باستان: Σωκρατικοὶ λόγοι، تلفظ: Sokratikoì lógoi) تألیف کردند، اما افلاطون در این زمینه به چنان جایگاه برجسته‌ای دست یافت که در دوران باستان او را (هرچند نه به اتفاق آرا) مخترع این ژانر ادبیِ نوپا می‌دانستند. او به گفتگوی سقراطی کمک کرد تا به اوج شکوفایی و در عین حال کمال خود برسد.
شکل گفتگو تفاوت‌های آشکاری با دیگر اشکال نوشتاری دارد:
- به واسطهٔ  این‌که جنبه‌های هنری در آن دخیل هستند، خواننده را جذب می‌کند.
- خواننده را از انتظارِ کمالِ نظام‌مند رها می‌سازد؛ مسائل حل‌نشده می‌توانند باز باقی بمانند.
- فرایند کسب معرفت را به تصویر می‌کشد که به بازنگری در دیدگاه‌ها نیز می‌انجامد و بدین ترتیب، بیش از یک نوشتهٔ تعلیمی و اندرزگونه، خواننده را به تفکر فعال تشویق می‌کند.
- نویسنده در قبال نظریه‌های ارائه‌شده موضع‌گیری نمی‌کند؛ او پشت شخصیت‌هایش پنهان می‌شود[۶۱] و قضاوت را به خواننده واگذار می‌کند.
- اندیشه در معرض نظارت استدلالیِ طرف‌های گفتگو قرار می‌گیرد.
- می‌توان از داشتن اصطلاح‌شناسی خشک و ثابت، که افلاطون عموماً از آن پرهیز دارد، اجتناب کرد.[۶۲]

مکان و زمان گفتگوها اغلب به دقت مشخص شده است؛ برای مثال، دیدار با سقراطِ زندانی (کریتون)، خانهٔ یک آتنی ثروتمند (جمهور)، یک مهمانی (ضیافت)، قدم زدن در خارج از آتن (فایدروس) یا پیاده‌روی به سوی یک معبد (قوانین)، محیط‌های ملموس گفتگو را تشکیل می‌دهند. این چارچوب واقع‌گرایانه، حس یک رویداد تاریخی را القا کرده و به اثر اصالت می‌بخشد. با این حال، این‌ها گزارش‌های اصیل گفتگوهایی واقعاً تاریخی نیستند، بلکه آثاری تخیلی و ادبی هستند. اغلب، منابع روایات، گزارش‌ها یا اسطوره‌هایی که در گفتگوها گنجانده شده‌اند نیز به دقت توصیف و تأیید می‌شوند، برای نمونه در مورد اسطوره آتلانتیس در رساله‌های تیمائوس و کریتیاس.
سقراطی که از منظر افلاطون ترسیم شده و در شخصیت او ویژگی‌های تاریخی و آرمان‌گرایانه در هم آمیخته‌اند، در مرکز اکثریت قریب به اتفاق گفتگوها قرار دارد. در چنین شرایطی، تمایز میان فلسفهٔ خود افلاطون و فلسفهٔ سقراط تاریخی که تنها به صورت شفاهی سخن گفته و اثر مکتوبی ندارد، دشوار است؛ این موضوع از دیرباز یکی از مهم‌ترین و بحث‌برانگیزترین مسائل پژوهشی بوده است. اغلب، گفتگوهای آپورِتیک (بن‌بستی) دورهٔ اولیه به عنوان بازتابی نسبتاً واقعی از دیدگاه‌های سقراط تاریخی در نظر گرفته شده و از این رو برای ترسیم تصویری از فلسفهٔ اصیل سقراطی به کار می‌روند. شاید بهترین اثر برای این منظور دفاعیه باشد. در اواخر گفتگوهای میانی که از آن‌ها نظریهٔ مُثُل آرام‌آرام برمی‌آید، اندیشهٔ خود افلاطون وزن بیشتری می‌یابد. برخی پژوهشگران در سیر تحول مفروض از فلسفهٔ سقراطی به فلسفهٔ اصیل افلاطونی، یک مرحلهٔ گذار قائل می‌شوند که آثاری چون اوتودموس، هیپیاس اول، لوسیس، منکسنوس و منون را به آن مرحله نسبت می‌دهند. خود افلاطون همواره در آثارش در پس‌زمینه باقی می‌ماند؛ نام او تنها در دفاعیه و فایدون به طور گذرا ذکر می‌شود.
سقراطِ افلاطونی بر گفتگو مسلط و غالب است. او با دادن انگیزه‌های تعیین‌کننده، مسیر گفتگو را مشخص می‌کند و به روش سقراطی به طرف‌های گفتگوی خود برای رسیدن به بینش و معرفت یاری می‌رساند. او نظرات دیگران را رد می‌کند؛ در مقابل این امر، این واقعیت قرار دارد که اظهارات خود او همواره بی‌چون و چرا و ردناپذیر به نظر می‌رسند. اغلب، طرف‌های گفتگو در ابتدا از مواضع خود مطمئن هستند، اما سپس توسط سقراط متوجه نقص‌های موجود در استدلال‌ها یا پیش‌فرض‌های نسنجیدهٔ خود می‌شوند، تا جایی که به نادرستی نظرات پیشین خود پی می‌برند. در اکثر موارد، طرف‌های گفتگو شخصیت‌هایی هستند که به طور خاص از آن‌ها نام برده شده است و می‌توان برای آن‌ها الگوهای تاریخی واقعی پیدا کرد. در گفتگوهای اولیه، این شخصیت‌ها اغلب افرادی هستند که ارتباطی مستقیم یا غیرمستقیم با موضوع مورد بحث دارند، برای مثال کاهنان، شاعران، دولتمردان، فرماندهان نظامی، مربیان یا سخنوران، که خواننده به دلیل حرفه‌شان به آن‌ها در زمینهٔ مربوطه صلاحیت نسبت می‌دهد. تنها در آثار دورهٔ متأخر است که شرکت‌کنندگان، همان‌طور که دانش قبلی آن‌ها نشان می‌دهد، در گفتگو اغلب پیش‌زمینهٔ مشخصاً فلسفی دارند. شکل گفتگو به افلاطون این امکان را می‌دهد که گاهی آرایش زبانیِ گفتار آزاد را با ویژگی‌های شناخته‌شدهٔ شخصیت‌های اصلی‌اش تطبیق دهد.
تعداد شرکت‌کنندگان در بحث بین دو تا چهار نفر متغیر است. سقراط خط فکری خود را در تقابل با طرف‌های گفتگویی که آگاهانه انتخاب کرده، پیش می‌برد و همواره تنها به یکی از آن‌ها در یک زمان می‌پردازد. با تغییر طرف گفتگو، اغلب سطح بحث به طور ناگهانی تغییر می‌کند. چنین تغییراتی همچنین زمانی رخ می‌دهد که شخصیت مسلط در گفتگو به افرادی که حضور ندارند، می‌پردازد و از روند گفتگوی قبلی خود با دیگران گزارش می‌دهد، مانند موردِ سخنرانی دیوتیما دربارهٔ اروس در ضیافت. هدف گفتگو، هم‌رأیی (به یونانی باستان: ὁμολογία، تلفظ: homología) طرفین بحث در نتیجهٔ گفتگوست. بسته به نوع موضوع و صلاحیت شرکت‌کنندگان، گفتگو یا به راه‌حلی رضایت‌بخش برای همه می‌رسد، یا به یک موقعیت استدلالیِ آپوریایی (به یونانی باستان: ἀπορία، تلفظ: aporía، به معنای درماندگی). هنگامی که موضوعی باید روشن شود اما در چارچوب گفتگوی فعلی فراتر از توان شرکت‌کنندگان است، افلاطون آگاهانه این وظیفه را به بحثی به طور کل، با یک طرف دیگر گفتگو موکول می‌کند.
گفتگوها از نظر توانایی‌های فکری‌ای که از خوانندگان می‌طلبند، بسیار متفاوت هستند. از این رو، مشخص نیست که افلاطون معمولاً چه مخاطبانی را در نظر داشته است. محتمل است که برخی از گفتگوهای او در درجه اول به عنوان نوشته‌های تشویقی-ترغیبی برای مخاطبان گسترده‌تر بوده‌اند، در حالی که آثار دشواری مانند تیمائوس اساساً برای کسانی که پیش‌زمینهٔ آموزشی فلسفی داشتند و شاگردان آکادمی در نظر گرفته شده بودند. در هر صورت، افلاطون قصد داشت بر جامعهٔ تحصیل‌کرده تأثیر بگذارد تا افراد خارج از این حلقه را به فلسفه جذب کند و همچنین باورهای سیاسی خود را گسترش دهد. با این حال، او احتمال مورد کج‌فهمی قرار گرفتن آثارش را نیز می‌داد، یعنی زمانی که نوشته‌هایش به دست خوانندگانی بیفتد که بدون کمک، قادر به درک آن‌ها نیستند.
باید فرض کرد که مخاطبان در آن زمان هم خواننده و هم شنونده بوده‌اند و بلندخوانی و بحث دربارهٔ متون از اهمیت بالایی برخوردار بوده است. گفتگوها که شباهت‌هایی نیز با درام یونانی دارند و گاهی حاوی نقل‌قول‌هایی از تراژدی‌ها هستند، در دوران باستان گاهی مانند نمایشنامه اجرا یا دکلمه می‌شدند.

### ویژگی‌های گروه‌های مختلف درگیر در گفتگوها

#### آثار اولیه
آثار اولیهٔ افلاطون، اشخاص و دیدگاه‌هایشان را با وضوحی ملموس و سرزندگی‌ای شگفت‌انگیز به تصویر می‌کشند. مجموعه‌ای از گفتگوهای این دوره به جستجوی پاسخ برای مهم‌ترین و مبرم‌ترین پرسش‌های سقراط می‌پردازند؛ برای مثال، پرسش‌هایی دربارهٔ ماهیت دینداری (اوتیفرون)، شجاعت (لاخس)، خویشتن‌داری (خارمیدس)، فضیلت (هیپیاس دوم)، و دوستی و عشق (لوسیس) مطرح می‌شود.
سقراط در درجه اول از مدعیان، انتظار پاسخ‌های مستدل دارد، اما پس از پرس‌وجوی دقیق، آشکار می‌شود که آن‌ها اطلاعات رضایت‌بخشی برای ارائه ندارند. در برخی گفتگوها، مسئله‌ای که در ابتدا مطرح شده بود، حل‌نشده باقی می‌ماند؛ این گفتگوها به عنوان گفتگوهای تعریف‌طلبانهٔ آپورتیک (بن‌بستی) شناخته می‌شوند. با این حال، بن‌بست به این معنا نیست که افلاطون به لاینحل بودن مسئله اعتقاد داشته، بلکه می‌تواند ناشی از این باشد که طرف گفتگو برای رسیدن به راه‌حل، صلاحیت کافی نداشته است. اغلب، جوانان بی‌تجربه اما کنجکاو به عنوان طرفین بحث ظاهر می‌شوند.
یک گروه از گفتگوهای این دوره بر رویارویی‌های تنش‌آلود با سوفیست‌های شناخته‌شده‌ای مانند گرگیاس لئونتینی یا پروتاگوراس تمرکز دارد که نسخهٔ افلاطونی سقراط با موضع آن‌ها در قبال اخلاق و تعلیم و تربیت به شدت مخالفت می‌کند. افلاطون تحت عنوان «سوفیست‌ها» که آن را با بار معنایی منفی به کار می‌برد، متفکران مختلفی را گرد هم می‌آورد که به عنوان معلم سفر می‌کردند و در ازای دریافت دستمزد تدریس می‌کردند، اما در سایر موارد اشتراک چندانی با یکدیگر نداشتند. در تصویرسازی او، سوفیستِ نوعی، مظهرِ عرضه‌کنندهٔ دانش ظاهریِ بی‌ارزش است. این تصویرسازی جدل‌آمیز، باعث شده تا افلاطون، تصویر قابل اعتمادی از واقعیت تاریخی شخصیت‌ها و آموزه‌های سوفیست‌ها به دست ندهد. گروه دیگری از گفتگوها از نظر صحنه‌پردازی و زمان‌بندی در چارچوب محکومیت سقراط قرار دارند.
روش اساسی‌ای که سقراط در این گفتگوها به کار می‌گیرد، رد کردن (به یونانی باستان: ἔλεγχος، تلفظ: élenchos اِلنْخوس، به معنای بررسی یا آزمون) دیدگاه‌های اولیه طرفین گفتگویش است که ساده‌لوحانه و نیندیشیده از آب درمی‌آیند. با این رهایی یافتن از دانش ظاهری، فقدان دانش حقیقی آشکار می‌شود. در این میان، سقراط از نظر آموزشی بر این نکته تأکید دارد که طرف گفتگو از طریق تلاش‌های شخصی خود در جریان درگیری فکری، به دانش دست یابد. خود سقراط این شکل خاص از هنر گفتگو را با «مهارت مامایی» (به یونانی باستان: μαιευτική τέχνη، تلفظ: maieutikḗ téchnē مایئوتیکه تخنه) مادرش مقایسه می‌کند. طرفین با یکدگیر تعریفی از اصطلاحات مورد پرسش به دست می‌آورند. سپس جستجو برای یافتن دلایلِ درستیِ برخی باورها دنبال می‌شود. سقراط با شخصیت و طنازی خاص خود، کل بحث را شکل می‌دهد. او از طریق پرسش‌هایش، طرف مورد گفتگو را به سمت مطلوبش هدایت می‌کند.
هدف تلاش‌های فلسفی، نزدیک شدن به حقیقت و در نتیجه به دست آوردن راهنمایی برای زندگی است، از طریق تشخیص  این‌که روش صحیح زندگی چیست و چگونه توجیه می‌شود. در مسیر جستجوی این حقیقت، افلاطون خود را از جدل سوفیستی و بلاغی که به شدت آن را رد می‌کند، متمایز می‌سازد، زیرا این نوع جدل معطوف به کسب معرفت نیست، بلکه به ارائه ترفندهایی برای به پیروزی رساندن یک دیدگاه، صرف نظر از محتوای حقیقی آن، بسنده می‌کند.

#### آثار میانی و متأخر
گفتگوهایی که بر اساس معیارهای محتوایی در گروه میانی دسته‌بندی می‌شوند، تفاوت چشمگیری با آثار اولیه دارند؛ این گفتگوها شاهکارهای ادبی افلاطون به شمار می‌روند. اگرچه در این دوره نیز پرسش‌های تعریف‌طلبانه اغلب در مرکز بحث قرار دارند، اما سیر حقیقت‌یابی دیگر به موقعیت‌های آپورتیک نمی‌انجامد. در عوض، نظریهٔ مُثُل که دیگر تا این نقطه معرفی شده است، معمولاً به عنوان امری از پیش شناخته‌شده، قابل فهم و بنابراین بی‌نیاز به بازتوجیه، برای گفتگوها پیش‌فرض گرفته می‌شود. در حالی که در آثار اولیه عمدتاً مسائل اخلاقی مورد بحث قرار می‌گرفتند، آثار میانی به طیف وسیع‌تری از مسائل فلسفی می‌پردازند، از جمله موضوعاتی مانند مرگ و جاودانگی نفس (فایدون)، دولت آرمانی (جمهور)، عشق (فایدروس) و جاذبهٔ اروتیک (ضیافت)، فلسفهٔ زبان (کراتیلوس)، و زیبایی (هیپیاس اول).
نظریه مُثُل در آثار متأخر نیز مورد استفاده قرار می‌گیرند، برای مثال در پرداختن به پرسش‌هایی دربارهٔ هستی (پارمنیدس و سوفسطایی) و معرفت (ته‌تتوس)، و مسائل فلسفه طبیعی (تیمائوس). با این حال، دیگر این چنین نیست که نظریه مُثُل مانند گفتگوهای میانی، اساس استدلال را تشکیل دهند. موضوع کانونی دیگرِ آثار متأخر، فلسفه سیاسی (دولتمرد و قوانین) است. آثار متأخر اغلب به بینش‌هایی که قبلاً به دست آمده‌اند ارجاع می‌دهند یا نظریه‌های موجود در آثار قبلی را به طور قابل توجهی تغییر می‌دهند. در مورد طرح ادبی نیز تحولی از دوره میانی به دوره متأخر قابل مشاهده است. در گذار از رساله‌های میانی به آثار متأخر افلاطون، شاهد عقب‌نشینی تدریجی شخصیت محوری سقراط هستیم؛ همزمان، تک‌گویی‌های بلند که توسط دیگران (مانند تیمائوس) ایراد می‌شوند، به طرز چشمگیری بیشتر می‌شوند.

### عناصر اسطوره‌ای
شماری از اسطوره‌ها در گفتگوها گنجانده شده‌اند، از جمله اسطوره آتلانتیس در تیمائوس و کریتیاس، اسطوره‌های انسان‌های گوی‌مانند و تولد اروس در ضیافت، اسطوره‌های ژیگس، اِر و بومیان در جمهور، اسطوره‌های ارابه نفس و توث در فایدروس، اسطورهٔ عصر طلایی در دولتمرد، اسطوره آفرینش جهان در تیمائوس و چندین اسطوره درباره جهان پس از مرگ.
افلاطون اسطوره‌های خود را در قالب تک‌گویی‌های با ساختار روایی ارائه می‌دهد که معمولاً در آغاز یا پایان یک گفتگو گنجانده می‌شوند. ویژگی معمول این اسطوره‌ها این است که ادعاهای غیرقابل اثبات مطرح می‌کنند. گاهی شخصیت‌های الهی به عنوان بازیگر وارد صحنه می‌شوند یا از گذشته‌های دور سخن به میان می‌آید. در برخی بخش‌ها، افلاطون از استعاره‌ها و تشبیهات تصورپذیر استفاده می‌کند. هدف همواره این است که محتوای گزاره‌های نظری به شکلی ملموس ارائه شود، به صورت تمثیلی به شکلی انضمامی و مؤثر منتقل گردد و قدرت اقناع بیشتری به آن بخشیده شود. بنابراین، اسطوره‌های افلاطون برای مثال، برای به تصویر کشیدن وضعیت جهان (دولتمرد)، آفرینش آن (تیمائوس)، توانایی‌های انسانی (اسطوره توث)، ماهیت نفس (فایدروس) یا ادامه حیات آن در جهان پس از مرگ (فایدون) به کار می‌روند. افلاطون در گریزهای اسطوره‌شناختی خود در بسیاری موارد از سنت‌های موجود و همچنین تصورات دینی و فلسفی رایج در سوفسطائی‌گری، اورفیسم یا فیثاغوریسم بهره می‌برد و آن‌ها را تغییر می‌دهد تا در خدمت اهداف خود قرار داده و با باورهایش تطبیق دهد.
به طور کلی، می‌توان اسطوره‌هایی را که افلاطون از زبان سقراط نقل می‌کند از آن‌هایی که دیگر شرکت‌کنندگان در گفتگو روایت می‌کنند، متمایز ساخت. در میان اسطوره‌هایی که از زبان سقراط بیان نمی‌شوند، علاوه بر گزارش‌هایی که به منابع خاصی نسبت داده می‌شوند، اسطوره‌هایی نیز وجود دارند که بدون اشاره به منبع، مدعی باورپذیری هستند، و همچنین افسانه‌های سبب‌شناختی که برای توضیح چگونگی پیدایش چیزی به کار می‌روند. برای مثال، پروتاگوراسِ سوفیست در گفتگویی به همین نام، اسطورهٔ پرومته درباره منشأ فرهنگ را برای تأیید ادعای خود مبنی بر  این‌که فضیلت (آرِته) را می‌توان به روش سوفیست‌ها آموزش داد، ارائه می‌دهد. به همین ترتیب، آریستوفانِ کمدی‌نویس در ضیافت می‌خواهد با اسطوره انسان‌های گوی‌مانند نشان دهد که عشق اروتیک را باید به عنوان تلاشی برای بازگرداندن وحدت و کمال اولیه تفسیر کرد.
شناخته‌شده‌ترین و بحث‌برانگیزترین اسطورهٔ افلاطونی، اسطورهٔ آتلانتیس است که افلاطون آن را از زبان کریتیاس در گفتگویی به نام خود او و در تیمائوس، با استناد به سنت شاهدان و اسناد مکتوب ادعایی، روایت می‌کند. در این گفتگوها، افلاطون امپراتوری دریایی قدرتمند آتلانتیس را توصیف می‌کند که زمانی در جنگ با قدرت زمینی آتنِ نخستین، که دارای ویژگی‌های آرمانی بود، شکست خورد و سرانجام در دریا غرق شد. این اسطوره معمولاً به عنوان تصویری از برتری ادعایی دولت آرمانی افلاطون در جمهور تفسیر می‌شود. اسطوره‌های افلاطون درباره جهان پس از مرگ، که در آن‌ها سقراط سرنوشت نفس جاودان پس از مرگ را توصیف می‌کند، اهداف دینی-اندرزی دارند.
معنای واژهٔ «اسطوره» در آثار افلاطون بسیار متغیر است. اغلب به نظر می‌رسد که تقابلی با مفهوم لوگوس را بیان می‌کند که در فلسفه به گزاره‌ای مبتنی بر استدلال اطلاق می‌شود. با این حال، اسطوره و لوگوس می‌توانند با یکدیگر در هم تنیده باشند و افلاطون مکرراً یک اسطوره را به عنوان لوگوس و در نتیجه مبتنی بر واقعیت معرفی می‌کند؛ او اغلب بر محتوای حقیقی آنچه روایت می‌شود، تأکید دارد. اسطوره‌هایی وجود دارند که در آن‌ها راویان به منابعی استناد می‌کنند که برای آن‌ها ادعای اعتبار دارند، مانند اسطوره اِر در جمهور. در جای دیگر، افلاطون اساطیر را آمیزه‌ای از راست و دروغ خوانده و اسطوره‌ها را داستان‌هایی برای کودکان می‌نامد. او در گفتگوها گاهی اسطوره را کاملاً از لوگوس متمایز می‌کند، اما در جای دیگر سقراطِ او تصمیم‌گیری دربارهٔ  این‌که آیا یک روایت باید به عنوان اسطوره یا لوگوس ارزیابی شود را به طرفین گفتگو واگذار می‌کند.
از این رو، در پژوهش‌های افلاطونی، تفاسیر مختلفی از نسبت اسطوره با لوگوس ارائه شده است. برخی از محققان اسطوره را شکلی فرودست نسبت به لوگوس می‌دانند. برخی دیگر معتقدند که اسطوره و لوگوس هردو، به عنوان رویکردهای به یک اندازه مشروع نسبت به حقیقت ارائه می‌شوند. بر اساس این دیدگاه، افلاطون اسطوره را در تقابل با لوگوس نمی‌داند؛ بلکه آن‌ها دو رویکرد متفاوت و در عین حال مکمل به واقعیت، و به عبارتی دو راه متفاوت برای فهم جهان هستند که یکی از آن‌ها با دلایل عقلی تضمین شده است، در حالی که دیگری جنبه‌هایی را به نمایش می‌گذارد که درک عقلانی آن‌ها دشوار است. اسطوره‌ها بسته به درک معنا و هدفشان، از دوران باستان از نظر ارزش ادبی و فلسفی به اشکال متخالفی مورد قضاوت قرار گرفته‌اند.

## فلسفه

### نظریه مثل
نظریهٔ مُثُل اغلب به عنوان خط فاصل میان فلسفهٔ سقراطی و افلاطونی تلقی می‌شود. در گفتگوهای تعریف‌طلبانهٔ آپورتیک اولیه، سقراطِ افلاطون عمدتاً به موضوعات اخلاقی می‌پردازد. او می‌پرسد که چه ویژگی‌هایی یک فضیلت خاص مانند عدالت یا شجاعت را تشکیل می‌دهند، یا خیر با چه مشخصه‌هایی تعریف می‌شود. با این حال، تعاریفی که در آنجا بررسی می‌شوند برای او ناکافی باقی می‌مانند، زیرا یا بیش از حد محدود، یا بیش از حد کلی هستند و بنابراین امکان تعیین دقیق محتوای مفهومی که باید تعریف شود را فراهم نمی‌کنند.
در مقابل، افلاطون در گفتگوهای میانی به ماهیت یک فضیلت یا هر ابژهٔ دیگری می‌پردازد، بدون  این‌که خود را به جستجوی ویژگی‌های تعریف‌محورانه محدود کند. ممکن است فردی عادل نامیده شود، درحالی که او فی‌نفسه عادل نباشد؛ ممکن است شیئی زیبا نامیده شود، اما هرگز مظهر زیبایی محض نباشد. همه چیزهایی که بر اساس احکام مبتنی بر تجارب حسی، ویژگی خاصی – مثلاً «زیبا» – به آن‌ها نسبت داده می‌شود، سهم بیشتر یا کمتری در اصلِ ذاتاً تصور شدهٔ خود، یعنی در یک مثال (به یونانی باستان: ἰδέα، تلفظ: idéa ایده‌آ)، مثلاً «زیبایی فی‌نفسه»، دارند.

#### مُثُل به مثابه اعیان متعالی
«مثال» یا «ایده» افلاطونی – برخلاف مفهوم مدرن «ایده» – محصولی ذهنی، یک فکر یا اندیشه نیست. افلاطون فرض می‌کند که جهانی که انسان از طریق حواس درک می‌کند، مادونِ قلمرو مُثُل است که از ادراک حسی پنهان است، اما واقعی و به طور مستقل موجود است و تنها از طریق قوای فکری قابل شناخت است. از نظر افلاطون، مثال موجود حقیقی است؛ وجود آن، وجود به معنای اخص کلمه است. در مقابل، اشیاء محسوس تنها وجودی مشروط و در نتیجه ناقص دارند. کسی به مثال دست می‌یابد که از ویژگی‌های غیرذاتی پدیده منفرد انتزاع کند و توجه خود را به امر کلی معطوف سازد که زیربنای اشیاء منفرد و مشترک میان آن‌هاست. بدین ترتیب، او در ضیافت توصیف می‌کند که چگونه می‌توان از ادراک حسی یک بدن زیبا به زیبایی نفس، آداب و رسوم، و شناخت‌های عقلی، و سرانجام به آنچه «ذاتاً زیباست»، یعنی مثال زیبایی، رسید. این همان مظهر چیزی است که زیباست، زیرا تنها مثال زیبایی است که عاری از اجزای نازیباست. به همین ترتیب، مثال عدالت عاری از جنبه‌های ناعادلانه‌ای است که به هر یک از تجلیات آن در جهان مادی متصل است.

#### ویژگی‌ها و معنای مُثُل

شماتیکی کلی از نظریهٔ مثل افلاطون

مُثُل به عنوان واقعیات حقیقی، سرنمون‌های مطلق و جاودانه هستند. از آنجا که آن‌ها تابع قوانین پیدایش، تغییر و زوال نیستند، کیفیتی الهی دارند. زیبایی همواره تنها به میزان محدودی به یک شیء منفرد تعلق می‌گیرد، به طوری که اشیاء زیبا از نظر میزان زیبایی‌شان قابل مقایسه‌اند. اما مثال زیبایی از چنین کم و بیشی مبراست، زیرا زیبایی به مثابه مثال، مطلقاً (بدون درجه‌بندی یا محدودیت) زیباست. از آنجا که مُثُل واقعی‌تر از اشیاء منفرد محسوس هستند، از نظر هستی‌شناختی (در آموزهٔ سلسله‌مراتب موجودات) رتبه بالاتری نسبت به اعیان حسی دارند. مُثُل جوهر واقعی صفات را تشکیل می‌دهند و به اشیاء صورت می‌بخشند. آن‌ها به عنوان موجوداتی تغییرناپذیر، موضوعی هستند که تفکر و شناخت به آن معطوف می‌شود، زیرا تنها از امور تغییرناپذیر می‌توان دانش داشت، نه از اشیاء حسی که همواره ناقص و در حال تغییرند. اعیانی که انسان درک می‌کند، وجود خود را مدیون وجود عینیِ مثال مربوطه و ماهیت خاص خود را مدیون مُثُل مختلفی هستند که در آن‌ها مشارکت دارند. برتری هستی‌شناختی مُثُل با برتری معرفت‌شناختی آن‌ها مطابقت دارد. هر دانشی دربارهٔ امور محسوس، مستلزم درک صحیح از مثال زیربنایی امور مربوطه است. بنابراین، این تصور افلاطونی در تقابل با این دیدگاه قرار دارد که اشیاء منفرد کل واقعیت را تشکیل می‌دهند و در پس مفاهیم کلی چیزی جز نیاز بشری برای ساختن مقوله‌های نظم‌دهنده جهت طبقه‌بندی پدیده‌ها وجود ندارد.
افلاطون مفهومی که در اصل توسط پارمنیدس پرورده‌شده که تحت عنوان وجود واحد در پس اشیاء شناخته می‌شود، را برمی‌گیرد و این اندیشه را در مورد پرسش‌های فلسفی متعددی به کار می‌برد. بدین ترتیب، او در جمهور اشاره می‌کند که ریاضی‌دانان پیش‌فرض‌های بدیهی خود را اثبات نمی‌کنند، بلکه آن‌ها را بدیهی می‌انگارند. علاقهٔ آن‌ها به اشکال هندسی‌ای نیست که کم و بیش به طور ناقص در طبیعت می‌یابند یا خود ترسیم می‌کنند؛ دغدغهٔ آن‌ها در هندسه نه اعیان جهان فیزیکی و تجربی، بلکه اعیان مثالی است. در اینجا پیش‌فرض گرفته می‌شود که یک ابژهٔ غیرتجربی — مثلاً مربع و قطر آن — هدف تلاش‌هاست و نه بازنمودهای آن که در طبیعت یافت می‌شوند. افلاطون با حرکت از این برداشت از رابطهٔ میان مثال و تصویر، برای نمونه، زیبایی فی‌نفسه، خیر فی‌نفسه، عدالت فی‌نفسه یا دینداری فی‌نفسه را تعیین می‌کند.
بنابراین، هر پدیده جهان مادی در مثالی که تصویر حقیقی (به یونانی باستان: εἰκών، تلفظ: eikṓn ایکون؛ به یونانی باستان: εἴδωλον، تلفظ: eídōlon ایدولون) آن است، مشارکت دارد. نحوه این مشارکت (به یونانی باستان: μέθεξις تلفظ: méthexis متخسیس) در هر مورد خاص تعیین می‌کند که آن ابژه تا چه حد از خاصیتی که از مثال دریافت می‌کند، برخوردار است. مثال، علتِ این است که چیزی آنگونه باشد که هست. بنابراین، زیبایی، عدالت یا برابری تعیین می‌کند که اشیاء منحصربه‌فردی که به عنوان زیبا، عادل یا برابر درک می‌شوند، این ویژگی‌ها را تا حد معینی از خود نشان دهند. بنابراین، یک انسان تنها به این دلیل و تا آنجا می‌تواند زیبا نامیده شود که از مثال زیبایی سهم دارد. مثال در عین حال در ابژهٔ مربوطه حاضر (به یونانی باستان: παρουσία، تلفظ: parusía اپاروسیا، به معنای حضور) است.

#### مسئله‌ساز بودن اصطلاح «نظریه مُثُل» و پرسش‌های باز
افلاطون اظهارات خود دربارهٔ مُثُل را به شکلی نظام‌مند ارائه نمی‌دهد؛ او در هیچ کجا یک نظام فلسفی منسجم عرضه نمی‌کند. بنابراین، درک مقصود او تنها از طریق گزاره‌های منفرد پراکنده در نوشته‌های متعدد قابل دستیابی است که در نتیجهٔ آن تصویری کلی و طرح‌وار به دست می‌آید. بنابراین، اصطلاح رایج «نظریهٔ مُثُل» که از خود افلاطون نیست، با آنچه روایت شده به شکل دقیق مطابقت ندارد. همچنین افلاطون برای مفهوم «مثال» از عبارات مترادف مختلفی استفاده می‌کند و پیوسته در انتخاب واژگان تنوع به خرج می‌دهد. در گفتگوهای متأخر، نظریه مُثُل یا گاهی وجود ندارد، یا در اصول اساسی تغییر می‌کند و یا مانند تیمائوس به حوزه‌های جدیدی مانند کیهان‌زایی منتقل می‌شود.
به دلیل ماهیت غیرنظام‌مند، ناهماهنگ و ناتمام اندیشه‌های مکتوب افلاطون در این زمینه، که حتی در طول تحول فلسفی او تغییر هم کرده‌اند، پرسش‌های بنیادین متعددی باز باقی می‌مانند که از دوران باستان به طرز مناقشه‌برانگیزی مورد بحث بوده‌اند. برای مثال، مشخص نیست که به کدام پدیده‌های محسوس، به نظر افلاطون، مُثُل خاصی اختصاص داده شده و به کدام یک نه. در دولتمرد به نظر می‌رسد تعیین یک مفهوم و در نتیجه وجود مثال مربوطه، به یک معیار صرفاً صوری بستگی دارد و پرسش از ارزش یا رتبه در این میان بی‌اهمیت است. در مقابل، در پارمنیدس گفته می‌شود که سقراط در وجود مُثُلِ پدیده‌های منفردی مانند آتش یا آب تردید داشت و این تصور را ناپسند می‌دانست که به چیزهای ناچیز یا حقیر مانند سرگین یا کثافت، مُثُل خاصی اختصاص داده شود. در جای دیگر، افلاطون فرض می‌کند که نه تنها از اشیاء طبیعی، بلکه از چیزهایی مانند میز نیز مُثُل وجود دارد که در جهان مادی تنها محصولاتی حاصله از نبوغ بشری هستند. این پرسش‌ها باز باقی می‌مانند که آیا باید برای نقص‌ها، امور ناقص و بد نیز مُثُل در نظر گرفت یا خیر و رابطه میان اعیان حسی و مُثُل آن‌ها دقیقاً چگونه باید فهمیده شود.

### نظریهٔ نفس

#### ویژگی‌ها و اجزای نفس
در فلسفهٔ افلاطون، نفس (به یونانی باستان: ψυχή، تلفظ: psychḗ پسیخه) به عنوان اصل غیرمادی حیات، مستقلاً جاودانه است. وجود آن کاملاً مجزا از وجود بدن است؛ پیش از پیدایش بدن وجود دارد و پس از نابودی آن، سالم باقی می‌ماند (وجود پیشین و پسین). از این امر، سلسله مراتب این دو نتیجه می‌شود: بدن که در معرض انواع آسیب‌ها و در نهایت نابودی است، مادون نفس جاودانه و فناناپذیر است. برای نفس سزاوار است که بر بدن فرمانروایی کند. بدن در اصل «ظرف» یا «مسکن» نفس است، اما به بیان منفی، «گور» یا «زندان» او نیز هست — این عبارتی است مشهور از افلاطون.
در مرگ، نفس از بدن جدا می‌شود؛ موجود جاودانه از ماده‌ای که تنها با تأثیر او زنده است، جدا و رها می‌شود. نفس رها شده از بدن می‌تواند به شیوه‌ای زلال و بی‌شائبه به شناخت برسد، به همین دلیل فیلسوف حقیقی مرگ را معنادار می‌جوید. با این حال، تا زمانی که نفس در بدن است، جایگاهی میانجی میان عالم مُثُل و عالم محسوسات دارد. نفس همراه با عوامل بدنی و از طریق خود، ادراکات، شناخت‌ها، عقاید، عواطف، هیجانات و امیال را ایجاد می‌کند و آثار فیزیکی مانند رشد، ویژگی‌های ظاهری و تجزیه ماده بدنی را موجب می‌شود. ارتباط او با بدن تنها برای مدت زندگی اهمیت دارد که در طی آن توانایی‌هایی مانند قوهٔ شناخت، تفکر و طلب، و ویژگی‌هایی (فضایل و رذایل) را به ظهور می‌رساند و تجارب لذت و درد را کسب می‌کند. تمام کارکردهای ذهنی یک فرد از آنِ نفس است، به طوری که او با شخص یکی است. تصمیمات اخلاقی او سرنوشتش را پس از مرگ تعیین می‌کند. بنابراین، از نظر افلاطون، تمام تلاش‌های فلسفی تنها معطوف به نفس است؛ از این رو سقراطِ افلاطونی اندرز می‌دهد که «برای بصیرت و حقیقت و برای نفست، تا در بهترین حالت ممکن باشد» بکوشی.
از دیدگاه افلاطون، نفس نه به عنوان پدیده‌ای واحد و بسیط، بلکه پیچیده و مرکب ظاهر می‌شود. نفس از سه بخش شهوانی (به یونانی باستان: ἐπιθυμητικόν، تلفظ: epithymētikón اپیتومتیکون)، روحانی (به یونانی باستان: θυμοειδές، تلفظ: thymoeidés توموئیدس) و عقلانی (به یونانی باستان: λογιστικόν، تلفظ: logistikón لوگیستیکون) تشکیل شده است. این سه بخش با یکدیگر در تضاد هستند. از دیدگاه فلسفی، هماهنگی آن‌ها تحت سیطرهٔ بخش عقلانی مطلوب است. افلاطون در یک اسطوره، اجزای نفس را به یک ارابه تشبیه می‌کند. عقل به عنوان ارابه‌ران باید دو اسب بسیار متفاوتِ اراده و شهوت را هدایت کند و شهوت را مهار سازد تا به عنوان نیروی حاکم، نفس را به سوی شناخت رهنمون کند. بخش شهوانی در اینجا معطوف به ادراک حسی است، لذات جسمانی مانند خوردن، نوشیدن و تولید مثل را برآورده می‌کند یا وسایلی برای ارضای چنین لذاتی را می‌طلبد. در مقابل، اراده به عنوان بخش روحانی نفس، عقاید را تولید می‌کند، زیبایی و خیر را می‌شناسد (اما نه زیبایی و خیر فی‌نفسه را) و درباره خود و دیگران قضاوت‌های ارزشی صادر می‌کند. هر دو باید تابع بخش عقلانی باشند – بخش شهوانی برای مهار سیری‌ناپذیری غریزی‌اش، بخش روحانی برای شکوفا ساختن ویژگی‌های مثبت خود مانند حمیت معقول، ملایمت، نرم‌خویی، احترام و انسان‌دوستی در برابر ویژگی‌های منفی مانند حمیت کاذب، بی‌اعتمادی و حسادت. بخش عقلانی در لذت یادگیری و شناخت حقیقت، در تلاش علمی آشکار می‌شود. در حوزهٔ اخلاق، بخش عقلانیِ نفس با توانایی تشخیص آنچه خوب و سودمند است، و با مهار بخش‌های پست‌تر، امکان خویشتن‌داری انسان را فراهم می‌کند. در آموزهٔ اولیهٔ نفس افلاطون، اجزای نفس یک کل واحد جاودانه را تشکیل می‌دهند؛ اما در اثر متأخر تیمائوس، او بخش‌های پست‌تر نفس و عواطف، امیال و هیجانات منفی مرتبط با آن‌ها را به عنوان آمیزه‌هایی فانی در نفس عقلانیِ فناناپذیر می‌نگرد.

#### نفس‌مندی موجودات و اشیاء غیرانسانی

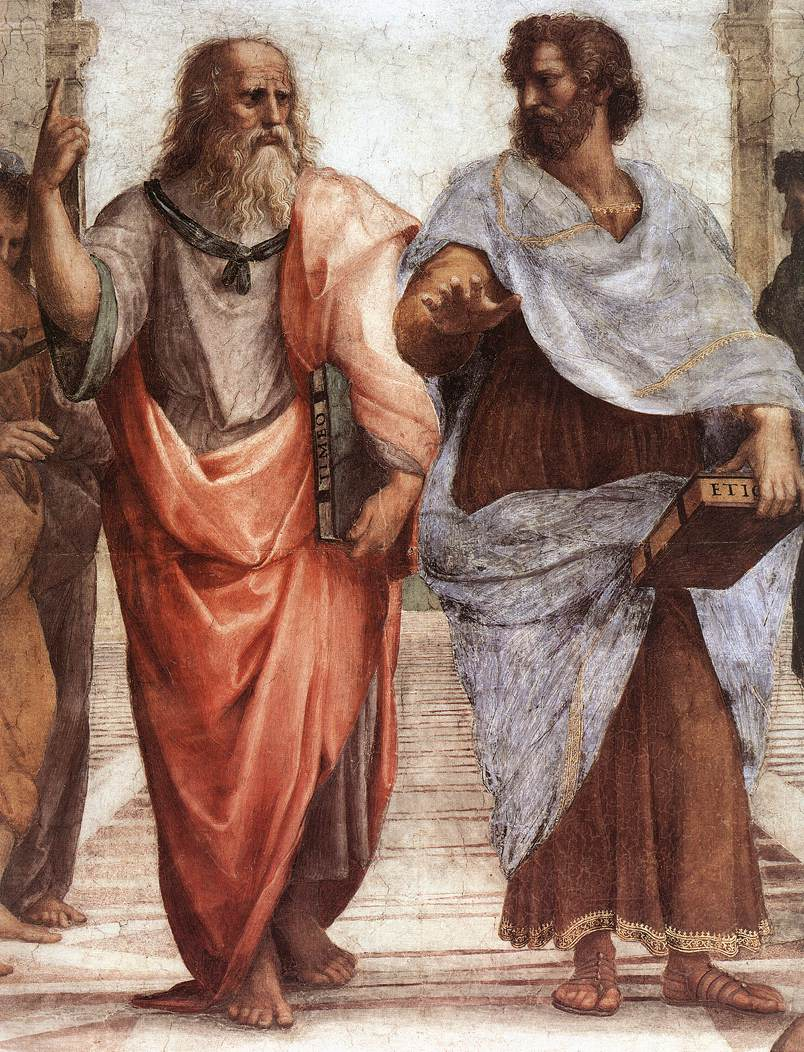
تصویر از افلاطون (چپ) و ارسطو با تیمائوس و اخلاق نیکوماخوس در دستانشان، جزئیاتی از نقاشی مکتب آتن اثر رافائل (۱۵۱۰–۱۵۱۱)، فرسکوی کلیسای سیستین (واتیکان).

از آنجا که برای افلاطون حرکت خودبه‌خودی یکی از ویژگی‌های ذاتی و تعریفی نفس است، او حیوانات و اجرام آسمانی را نیز نفس‌مند می‌داند، و در تیمائوس گیاهان را نیز. خود کیهان دارای عقل است که جایگاه آن در نفس جهان (به یونانی باستان: ψυχή τοῦ παντός، تلفظ: psychḗ tou pantós پسیخه تو پانتوس) است. یک خدای آفریننده، دمیورگوس، یعنی نفس جهان را شکل داد، به آن سهمی در مُثُل بخشید و آن را در جهان کاشت تا عقل را به کل جهان وارد کند و بدین ترتیب آن را کامل‌تر سازد. نفس جهان نیرویی است که خود و هر چیز دیگری را به حرکت درمی‌آورد. او در جهان ذاتی است، در همه جای آن گسترده شده و در عین حال آن را احاطه کرده است. از آنجا که او از طریق اجزای مختلف خود در همه چیز مشارکت دارد، قادر به درک و شناخت همه چیز است. ماهیت او با ماهیت عقل انسانی یکی است؛ بنابراین، میان نفس انسان و نفس کیهان هماهنگی وجود دارد.

#### استدلال‌ها برای جاودانگی نفس
تلاش برای اثبات جاودانگی نفس یکی از دغدغه‌های اصلی افلاطون است. او در فایدون سقراط را وامی‌دارد تا استدلال کند که اضدادی مانند بیداری و خواب به طور چرخه‌ای از یکدیگر پدید می‌آیند. بنابراین، برای گذار از زندگی به مرگ نیز باید یک حرکت معکوس به سوی زندگی فرض شود؛ در غیر این صورت، تمام حرکت زندگی به سوی مرگ هدف‌گیری می‌کرد و با آن به طور قطعی پایان می‌یافت، به طوری که دیگر حیاتی وجود نمی‌داشت.
در استدلالی دیگر، سقراطِ افلاطون هر فرایند یادگیری را به این امر بازمی‌گرداند که نفس دانشی را بازمی‌یابد که نمی‌تواند برایش جدید باشد؛ بنابراین، باید این دانش بالقوه را از وجود خود پیش از پیدایش بدن به همراه داشته باشد. از آنجا که نفس پیش از ورود به بدن، مُثُل را در «مکانی فراتر از آسمان» (به یونانی باستان: τόπος ὑπερουράνιος تلفظ: tópos hyperouránios توپوس هوپر اورانیوس) مشاهده کرده و بنابراین دانش را در خالص‌ترین شکل خود داشته است، می‌تواند در طول حیات انسانی خود با یادآوری تدریجی و در ابتدا به شکلی تحریف‌شده و ناخالص آنچه زمانی درک کرده بود، بیاموزد (آموزهٔ آنامِنْسیس افلاطون). افلاطون از وجود مُثُل و دسترسی انسان به دانشی که آن‌ها برای انسان امکان‌پذیر می‌سازند، نتیجه می‌گیرد که نفس به قلمرو امور محدود زمانی تعلق ندارد.
استدلالی دیگر از این ملاحظه ناشی می‌شود که امر مرئی مرکب و بنابراین قابل تجزیه است، در حالی که امر نامرئی روحانی بسیط، غیرقابل تجزیه و فناناپذیر است. این امر مؤید آن است که نفس به قلمرو امور فناناپذیر تعلق دارد که ماهیت آن شبیه ماهیت خود نفس است. استدلالی دیگر در فایدون بیان می‌کند که اضداد نمی‌توانند همزمان حاضر باشند؛ بنابراین، برف با گرما ناسازگار است. از این رو، نفس که به عنوان اصل حیات‌بخش فی‌نفسه فهمیده می‌شود، نمی‌تواند مرگ را در خود بپذیرد. بنابراین، مرگ تنها بر بدن جاندار تأثیر می‌گذارد، نه بر اصلی که آن را جان می‌بخشد.
علاوه بر این، افلاطون در جمهور این نظریه را مطرح می‌کند که به هر چیز فناپذیری، شری نسبت داده می‌شود که توسط آن فاسد و نابود می‌شود. شروری که نفس را تحت تأثیر قرار می‌دهند، یعنی بی‌عدالتی و رذیلت، آن را بد می‌کنند، اما مشاهده نمی‌شود که باعث نابودی آن شوند. ملاحظه دیگری از افلاطون این است که نفس منشأ تمام حرکت‌هاست. نفس به عنوان حامل توانایی همواره از خود به حرکت درآمدن و به حرکت درآوردن دیگر چیزها، باید نامخلوق و بنابراین جاودانه باشد.

#### نفس پس از مرگ
افلاطون معمولاً درباره سرنوشت نفس در جهان پس از مرگ و «دوباره شدن» (به یونانی باستان: πάλιν γίγνεσθαι تلفظ: pálin gígnesthai پالین گیگنس‌تای) ، یعنی تناسخ ارواح، به شکلی اسطوره‌ای سخن می‌گوید. اگرچه او از عباراتی معادل اصطلاحات «تناسخ ارواح» (به یونانی: μετεμψύχωσις تلفظ: metempsýchōsis متِمپسوخوسیس، παλιγγενεσία تلفظ: palingenesía پالینگِنِسیا) یا «جهان دیگر» استفاده نمی‌کند، اما همان‌طور که از توضیحاتش پیداست، مقصود او نهایتا به معنای این اصطلاحات برمی‌گردد. او در این کار به مفاهیم قدیمی‌تری ارجاع می‌دهد که بر اساس آن‌ها شرایط وجود پس از مرگ به رفتار در زندگی زمینی بستگی دارد، همان‌طور که پیشتر فیثاغورس، امپدوکلس و پیندار نیز معتقد بودند.
او در فایدون زمین و جهان پس از مرگ را توصیف می‌کند که به دو بخش بالایی و پایینی تقسیم شده است. در بخش بالایی «زمین حقیقی» قرار دارد. در آنجا ارواح رها شده از بدن در محیطی پاک و شگفت‌انگیز در حضور خدایان زندگی سعادتمندی را می‌گذرانند تا  این‌که دوباره تناسخ یابند. در بخش پایینی، پنج گروه از ارواح بسته به شدت خطاهایی که در زندگی مرتکب شده‌اند، مجازات و تطهیر می‌شوند. بدین ترتیب، ارواح «درمان‌ناپذیر» در تارتاروس فرو می‌روند، در حالی که آن‌هایی که در زندگی پشیمان شده و گناهان «درمان شدنی» مرتکب شده‌اند، سالانه به نزدیکی رودخانهٔ آخرون برده می‌شوند و در آنجا از قربانیان سابق خود طلب بخشش می‌کنند. تنها ارواحی که به راستی با فلسفه تطهیر شده‌اند، از «زمین حقیقی» در جهان مطلقاً روحانی و وصف ناپذیر پذیرفته می‌شوند.
افلاطون در گفتگوی گرگیاس، ایدهٔ داوری پس از مرگ را معرفی می‌کند که برای اولین بار در تاریخ فرهنگ یونان در اینجا به تفصیل شرح داده می‌شود و به تصورات قدیمی‌تر از نقش داوری خدایان اتکا دارد. داوری پس از مرگ افلاطون متشکل از مینوس، رادامانتوس و آیاکوس است. ارواح برهنه در آنجا بر اساس «زخم‌ها» و «پینه‌های» خود که در اثر زندگی ناعادلانه ایجاد شده‌اند، مورد بررسی قرار می‌گیرند و به تارتاروس یا الوسیون فرستاده می‌شوند. به همین ترتیب، افلاطون در جمهور (اسطوره اِر) توصیف می‌کند که چگونه ارواح بر اساس شیوهٔ زندگی مربوطهٔ خود به جهان زیرین تبعید و تطهیر می‌شوند یا به مکانی آسمانی منتقل می‌گردند. پس از هزار سال، آن‌ها به «دوک آنانکه» (ضرورت) هدایت می‌شوند که اجرام آسمانی را در حرکت نگه می‌دارد. آن‌ها در آنجا تحت نظارت مویرای، از میان الگوهای مختلف زندگی، آن را که می‌خواهند در آینده تحقق بخشند، انتخاب می‌کنند و دوباره به تناسخ وارد می‌شوند.
افلاطون در اثر متأخرش، تیمائوس ادعا می‌کند که اگر نفس پیش‌زمینه‌های نامساعدی را با خود به همراه داشته باشد، در بدن یک زن دوباره متولد می‌شود و در صورتی که نابخردانه عمل کرده باشد، تناسخ می‌تواند در بدن یک حیوان صورت گیرد که در این حالت نیز نوع حیوان به میزان نابخردانه عمل کردن‌های نفس در زندگی قبلی بستگی دارد. از نظر افلاطون، در پایین‌ترین سطح، حتی پایین‌تر از خزندگان، جانوران آبزی قرار دارند.

### معرفت‌شناسی و نظریه تعریف

#### تعریف و ویژگی‌های شناخت و دانش
در پس‌زمینهٔ تاریخی-فلسفیِ تقابل با سوفیست‌ها که به صورت حرفه‌ای به انتقال دانش می‌پرداختند، سقراط — که برای افلاطون مظهر انسان اندیشمند است — در رسالهٔ ته‌تتوس این پرسش را مطرح می‌کند که شناخت و دانش (به یونانی باستان: ἐπιστήμη، تلفظ: epistḗmē اپیستمه) چیست. ابتدا، او این ادعاها را رد می‌کند که «دانش همان ادراک حسی است» و «دانش همان عقیدهٔ درست است». او استدلال می‌کند که یک عقیدهٔ درست را اگر به طور تصادفی درست باشد، نمی‌توان دانش نامید. اما حتی تعریف سنتی و کلاسیک در تاریخ فلسفه، یعنی دانش به مثابه «باور صادق موجه»، نیز توسط سقراطِ افلاطونی در ته‌تتوس رد می‌شود. در رسالهٔ پیشین، منون، افلاطون این تعریف را از زبان سقراط بیان کرده بود؛ بر اساس آن، شناخت و در نتیجه دانش پایدار از این واقعیت ناشی می‌شود که بتوان یک دیدگاه صحیح را توجیه کرد. در ته‌تتوس، او از این دیدگاه روی برمی‌گرداند و استدلال می‌کند که توجیه یک عقیده، خود باید توجیه شود و توجیهِ توجیه نیز به همین ترتیب، که این امر به یک تسلسل بی‌نهایت می‌انجامد. توجیه یک عقیده شامل پیوندی از عناصر (گزاره‌ها) است که تنها در صورتی قابل درک است که اجزای آن از پیش شناخته شده باشند، همان‌طور که نمی‌توان یک هجا را تشخیص داد مگر  این‌که پیشتر حروف جداگانهٔ آن را آموخته باشیم. بنابراین، توجیه باید بر دانشِ از پیش موجود استوار باشد تا به یک عقیدهٔ صادق، خصلت دانش ببخشد. اما گزارهٔ حاصل، یعنی «دانش، باور درستی است که با دانش توجیه شده باشد»، به عنوان تعریف بی‌فایده است، زیرا واژه‌ای که باید تعریف شود، خود در تعریف آمده است و این امر به یک دور باطل می‌انجامد. این گفتگو به طور آپورتیک پایان می‌یابد.
افلاطون در معرفت‌شناسی خود، میان عقیده (به یونانی باستان: δόξα، تلفظ: dóxa دوکسا) یا باور بدون دانش از یک سو، و دانش حقیقی از سوی دیگر، تمایزی قاطع قائل می‌شود. ادراکات حسی برای رسیدن به حقیقت کافی نیستند، بلکه صرفاً عقایدی را تولید می‌کنند. حتی اگر یک عقیده درست باشد، از نظر ماهیت و منشأ، اساساً با دانش و فهم متفاوت است. دسترسی به حقیقت و در نتیجه دانش، تنها در تفکری برای نفس آشکار می‌شود که تا حد امکان خود را از ادراک حسی رها کرده باشد.
بر همین اساس، افلاطون دو قلمرو هستی را از هم جدا می‌کند: کیفیت محسوس و ذات نامحسوس. در کاوش این دو، انسان چندین مرحلهٔ شناختی را طی می‌کند، همان‌طور که افلاطون در نامهٔ هفتم با مثال دایره نشان می‌دهد:
- در پایین‌ترین سطح فهم، نام یک شیء قرار دارد که صرفاً بر قرارداد زبانی استوار است، یعنی استفاده از واژهٔ «دایره».
- پس از آن، تعریف چیزی که با آن واژه مشخص شده، می‌آید، برای مثال: «دایره آن چیزی است که از مرکز خود در همه جا فاصله‌ای یکسان دارد.»
- فراتر از تعریف زبانی، شیء محسوس قرار دارد، در این مورد دایره‌ای که توسط یک ترسیم‌گر کشیده شده و البته همواره ناقص است.
- شناخت مفهومی، یعنی بازنمایی شناختی از یک دایره، مرحلهٔ ماقبل آخر شناخت را تشکیل می‌دهد.
- در بالاترین سطح، شناخت عقلیِ محض قرار دارد که «مثال» دایره را درمی‌یابد.

این تمایز در تمثیل خط منقسم نیز یافت می‌شود. در آن، افلاطون قلمروهای جداگانهٔ هستی را به عنوان بخش‌هایی بر روی یک خط در نظر می‌گیرد. این خط ابتدا به بخش‌های اصلیِ مرئی (محسوس) و معقول (آنچه برای عقل قابل دسترس است) تقسیم می‌شود. این کار قلمروهای عقیده و شناخت را از هم جدا می‌کند. بخش محسوس خود به زیربخش‌های تصاویر (مانند سایه‌ها و بازتاب‌ها) و اشیاء فیزیکی (خود اعیان حسی) تقسیم می‌شود که از نظر وضوح با یکدیگر متفاوتند. قلمرو معقول نیز به اعیان هندسی مثالی و مُثُل تقسیم می‌شود.
متناظر با این قلمروهای دارای ترتیب سلسله‌مراتبی، چهار مرحلهٔ شناختی وجود دارد که آخری آن‌ها از بقیه ارزشمندتر است: صرفاً گمان، صرفاً باور، فهم (به یونانی باستان: διάνοια، تلفظ: diánoia دیانویا) و عقل (به یونانی باستان: νόησις، تلفظ: nóēsis نوئسیس). فهم که در ریاضیات تحقق می‌یابد، مشخصه‌اش این است که بر پایه‌هایی بی‌چون و چرا استوار است. این مرحله با عقاید درستی کار می‌کند که خود توسط عقاید بدیهتاً درست توجیه شده‌اند. با این حال، پیش‌فرض آن‌ها خارج از محدودهٔ این عقاید قرار دارد و بنابراین مورد توجه قرار نمی‌گیرد. تنها عقل که از نظر کیفی در مرتبهٔ بالاتری قرار دارد، می‌تواند به آن صعود کند.
به گفتهٔ افلاطون، تمام شناخت، تمام یادگیری، به صورت یادآوری (آنامِنْسیس) از مُثُلی رخ می‌دهد که نفس پیش از ورود به بدن در مکانی «فراآسمانی» مشاهده کرده و بنابراین در فرایند شناخت آن‌ها را به یاد می‌آورد. از این رو، شناخت و دانش به قلمرو مُثُل ارجاع دارند. آنچه انسان با حلول در بدن فراموش کرده است، می‌تواند با کمک ادراکات حسی و گفتگوها و با راهنمایی یک آموزگار دوباره به دست آورد. به همین ترتیب، سقراط در رسالهٔ منون یک بردهٔ ناآشنا با ریاضیات را هدفمندانه به سوی حل یک مسئلهٔ هندسی هدایت می‌کند تا نشان دهد که بینش بر دانش پیش از تولد استوار است. فرد نادان زمانی که به درستی تحریک شود، به این تصورات صحیح از آنچه نمی‌داند دسترسی پیدا می‌کند، زیرا آن‌ها به صورت رؤیایی در او حضور دارند.

#### دیالکتیک به مثابه روش کسب دانش
اصطلاح دیالکتیک برای نخستین بار به عنوان صفت و اسم در آثار افلاطون یافت می‌شود، که این برخلاف اکراه معمول او در معرفی و استفادهٔ نظام‌مند از اصطلاحات فنی است. عبارت یونانی hē dialektikē [téchnē] (ἡ διαλεκτική [τέχνη]) از فعل «سخن گفتن، گفتگو کردن» (به یونانی باستان: διαλέγεσθαι، تلفظ: dialégesthai دیالگستای) مشتق شده و بنابراین در معنای محدودتر به معنای «[هنر] گفتگو» است. افلاطون احتمالاً این اصطلاح را برای تمایز مفهومی روش گفتگویی‌ای که سقراطِ افلاطونی به‌ویژه در رساله‌های اولیه به کار می‌برد، معرفی کرده است. سودی که از طریق دیالکتیک سقراطی حاصل می‌شود، در ابتدا شامل افشای تعاریف نامناسب و ناکافی است. دیالکتیک‌دان با توانایی خود در تعریف دقیق و متمایزکنندهٔ ذات اشیاء و در عین حال رد موفقیت‌آمیز استدلال‌های مخالف، مشخص می‌شود.
افلاطون با حرکت از این افشای دانش کاذب، در رساله‌های میانی به دیالکتیکی می‌رسد که به عنوان یک روش گفتمانی، به خودِ شناخت می‌پردازد. او با تکیه بر ناکافی بودن ادراک حسی و عقیدهٔ درست، ضرورت دیالکتیکی را توجیه می‌کند که صرفاً بر تفکر محض استوار است. او این روش را در تقابل با ریاضیات قرار می‌دهد که به ادعای او به بدیهیات وابسته است و در تقابل با هندسه، که به اشکال ترسیم‌شده نیاز دارد. افلاطون تصور ریاضی‌دانان از موضوعشان را به رؤیا تشبیه می‌کند، زیرا آن‌ها از اعداد زوج و فرد، انواع زوایا و ساختارهای محسوس استفاده می‌کنند که البته آن‌ها را به عنوان مفروضات کمکی برای بدیهیات و اشکال ایده‌آلی می‌دانند که تنها در ذهن می‌یابند. آن‌ها معتقدند که برای بدیهیات خود نه به خود و نه به دیگران نیازی به پاسخگویی ندارند، گویی که این مفروضات برای همه بدیهی هستند. در مقابل، با کمک دیالکتیک، دانش بی‌قید و شرط و در نتیجه حقیقی به دست می‌آید که بر چنین پیش‌فرض‌های بررسی‌نشده‌ای استوار نیست. بنابراین دیالکتیک‌دان باید از همه پیش‌داوری‌های بی‌چون و چرا پرهیز کند. او با فرضیه‌هایی سروکار دارد که آشکارا آن‌ها را چنین می‌نامد و مورد بررسی قرار می‌دهد. به این ترتیب، او به مفروضات موجهی می‌رسد که افلاطون آن‌ها را «پله‌ها و سکوهای پرش» می‌داند که به «آنچه غیرفرضی است»، به «سرآغاز همه چیز» (ἀρχή ἀνυπόθετος آرخه آنوپوتتوس)، یعنی «مثال خیر» می‌انجامد. از آنجا، فیلسوفی که به روش دیالکتیکی می‌اندیشد، دوباره به سوی مُثُل پایین‌تری که به این مثال وابسته‌اند، بازمی‌گردد. بدین ترتیب، او بدون استفاده از ادراک حسی، مسیر شناخت خود را می‌پیماید و در این فرایند به سرآغاز حقیقی و اصل اعلایی می‌رسد که نمی‌توان آن را به علتی فراتر از خود ارجاع داد.
افلاطون در جمهور، رساله‌ای دربارهٔ دولت آرمانی، نقشی محوری برای دیالکتیک در آموزش فیلسوف‌شاهان قائل می‌شود. پس از رشته‌های مختلفی مانند حساب، هندسه، نجوم و هارمونی، دیالکتیک بخش پایانی برنامه آموزشی آن‌ها را تشکیل می‌دهد، که هدف آن صعود به مثال خیر به عنوان بزرگترین موضوع مطالعه است.

#### یافتن تعاریف
در دیالکتیک افلاطونی می‌توان سه روش اساسی را تشخیص داد که به شناخت منجر می‌شوند: نخست، روش ابطال سقراطی به نام سقراط در رساله‌های اولیه که به بینش نسبت به جهل خود می‌انجامد؛ دوم، روش فرضیه در رساله‌های میانی که فرضیه‌های مطرح‌شده را می‌آزماید؛ و سوم، روش تقسیم در رساله‌های متأخر. در رساله‌های اولیه که سقراط شخصیت اصلی است، معمولاً به دنبال تعریف یک مفهوم هستند تا ذات امر مورد نظر به طور واضح و کامل مشخص شود (برای مثال، پرهیزکاری چیست؟). روش تقسیم در رساله‌های متأخر وسیله‌ای برای پاسخ به پرسش‌های تعریفی مشابه است. با این روش، از پرسش ماهیگیری با قلاب چیست؟ به این تعریف می‌رسیم: ماهیگیری با قلاب، هنرِ یک شکارِ زخمی‌کنندهٔ ماهی با قلاب در روز برای کسب درآمد است.

#### اروس و زیبایی‌شناسی در مسیر شناخت

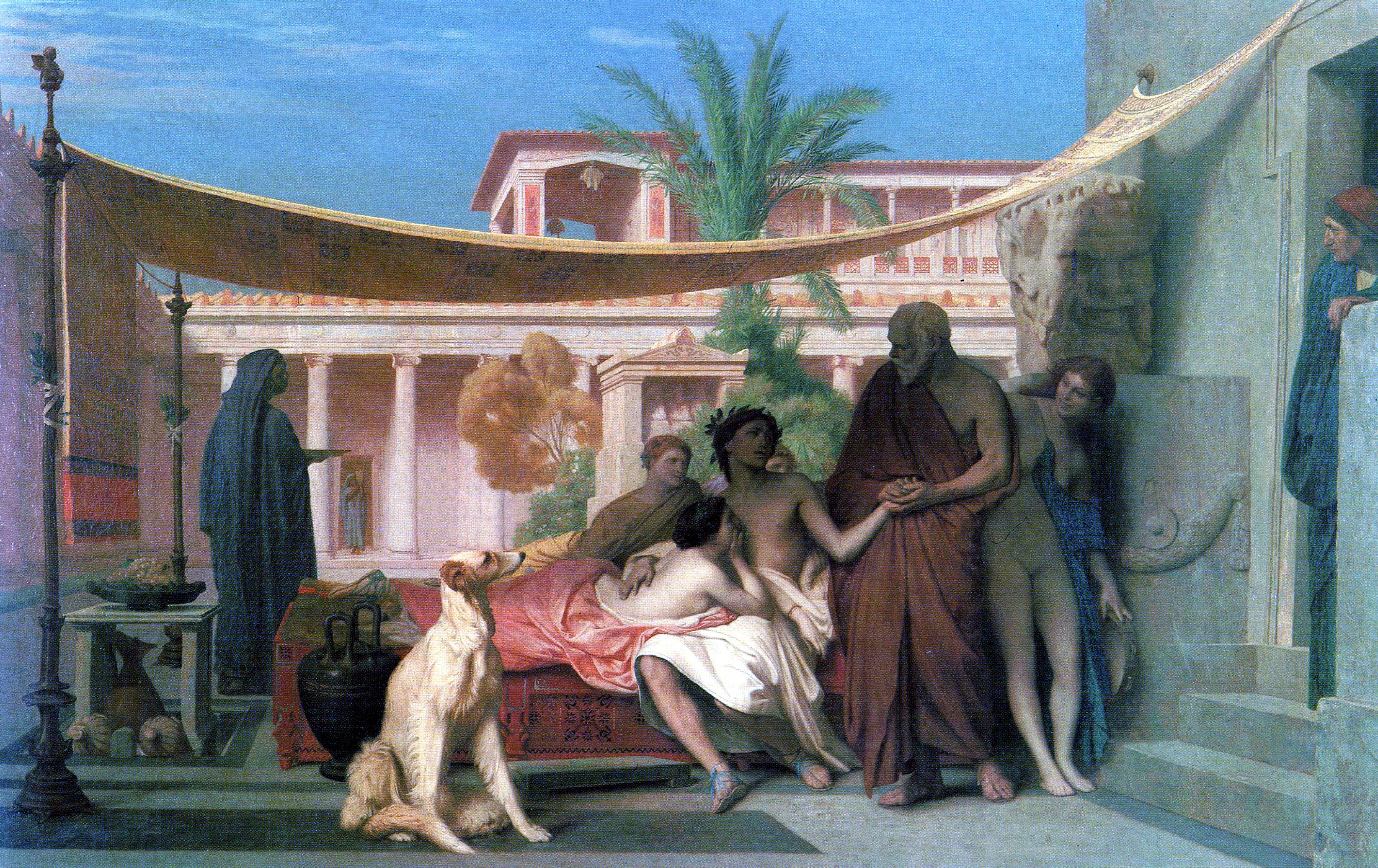
تصویر سقراط در حال بازدید از آسپاسیا، نقاشی اثر ژان-لئون ژروم، قرن نوزدهم

در رسالهٔ ضیافت افلاطون، چند تن از سخنوران اروس، یعنی همان دایمون (روح) عشقی که به سوی «زیبایی» جهت‌گیری شده را توصیف و ستایش می‌کنند. برای مثال، فایدروس بر بُعد اخلاقی زیبایی تأکید می‌کند. او اشاره می‌کند که عشق، تلاش برای یک زندگی فضیلت‌مندانه را در عاشق تقویت می‌کند، زیرا هیچ‌کس نمی‌خواهد در چشم معشوق خود از نظر اخلاقی زشت به نظر برسد، بلکه عاشقان به خاطر معشوقان خود اعمال زیبا انجام می‌دهند. افلاطون مفهوم زیبایی را نه تنها در معنای محدود آن برای فرم‌ها، رنگ‌ها یا ملودی‌های خوشایند از نظر زیبایی‌شناختی به کار می‌برد، بلکه او آنچه را که در شخصیت و رفتار انسانی، در دولت و جامعه و فراتر از آن، در ابژه‌های صرفاً ذهنیِ تلاش فلسفی، خوشایند، ستودنی و دل‌انگیز است نیز «زیبا» می‌نامد. همهٔ اینها از نظر او در واقع از یک جنس هستند، تا آنجا که احساساتی از یک نوع را برمی‌انگیزند و بنابراین از این حیث تحت مفهوم مشترک زیبایی قرار می‌گیرند. با این حال، هر چیزی که خوشایند است، زیبا نیست؛ زیبایی ظاهری نیز وجود دارد که تنها خوشایندی‌ای گذرا ایجاد می‌کند.
سقراطِ افلاطونی در ضیافت گاهی سخن سخنوران پیش از خود را رد می‌کند و گاهی گفته‌های آن‌ها را تعالی می‌بخشد و تکمیل می‌کند. او کارکرد اروس را بسیار فراتر از قلمرو شور و هیجان میان‌فردی می‌داند، زیرا عشق برای افلاطون نیروی محرکهٔ تلاش انسان برای رسیدن به زیبایی و خیر است. این دو حوزه جنبه‌هایی از یک واقعیت واحد هستند که ارتباط تنگاتنگی با هم دارند و والاترین شکل آن کمال معنوی، اخلاقی و جسمی (به یونانی باستان: καλοκαγαθία، تلفظ: Kalokagathia کالوکآگاتیا) است. والاترین هدفِ تلاش انسان، رسیدن به این درک است که زیبایی و خیر به عنوان یک اصلِ واحد و غایی، با یکدیگر یگانه‌اند؛ زیبایی همان خیر است از منظر جاذبهٔ زیبایی‌شناختی‌اش. اروس به عنوان پسر پِنیا، تجسم فقر، و پوروس، تجسم فراوانی و تدبیر، انسان را وامی‌دارد تا خود را در شناخت خیر به کمال برساند و از این طریق سعادتمند شود. هدف عشق «تولید و زایش در زیبایی» است.
یک شرط بیرونی برای فعالیت اروس، حضور زیبایی (به یونانی باستان: τὸ καλόν، تلفظ: to kalón تو کالون) است. علاوه بر این، نفس برای آن‌که پذیرای زیبایی باشد، باید پیش‌نیازهای معینی داشته باشد. هنگامی که انسان با زیبایی در شکلی که در جهان حسی وجود دارد روبرو می‌شود، نفس زیبایی حقیقی را به یاد می‌آورد که پیش از تولد مشاهده کرده و از آغاز وجود زمینی‌اش از آن جدا بوده است. هنگامی که این اتفاق می‌افتد، تأثیر زیبایی به نفس بال و پر می‌دهد و به او اجازه می‌دهد تا گام به گام به سوی زیبایی فراحسی، یعنی مثال زیبایی، صعود کند. در همان حال، اشعهٔ زیبایی در وجودش راه می‌یابد و در برابر آن به لرزه می‌افتد.
بنابراین اروس به صورت صعودی، ابتدا به شکل یک بدن زیبای حاضر، سپس به طور کلی به همهٔ بدن‌های زیبا، سپس به نفس زیبا، زیبایی در جامعه و علم، و در نهایت به مثال زیبایی روی می‌آورد. در این مسیر، غریزهٔ تولید مثل که با زیبایی یک بدن تحریک می‌شود، پایین‌ترین مرحله را نشان می‌دهد. فراتر از آن، میلی است که از اروس سرچشمه می‌گیرد برای کسب فضایل اخلاقی و سیاسی که به زیبایی نفس کمک می‌کنند. شناخت زیبایی تنها در شهود مثال زیبایی به کمال خود می‌رسد، پس از آن‌که نگرنده خود را از هرگونه وابستگی به ادراک حسی رها کرده باشد.
همزمان، افلاطون اروس را نیروی محرکهٔ تعیین‌کنندهٔ تلاش معرفتی فلسفی می‌داند، زیرا عشقِ فیلسوف به حکمت است که به زیباترین چیزها تعلق دارد. اروس، فیلسوف را برای شناخت آنچه واقعاً مطلوب است به شوق می‌آورد و در نتیجه او را به فعالیتی ذهنی وامی‌دارد که در شهود مُثُل به اوج خود می‌رسد. دوستدار حکمت (به یونانی باستان: φιλόσοφος، تلفظ: philósophos فیلوسوفوس) برای شناخت تلاش می‌کند زیرا هنوز آنچه را که عاشقانه به دنبال آن است، در اختیار ندارد، یعنی هنوز حکیم نیست. در مقابل، کسی که یا مانند خدایان از پیش حکیم است یا ارزش حکمت را نشناخته است، فلسفه‌ورزی نمی‌کند.

### اخلاق

#### عدالت به مثابه فضیلت بنیادین
پرسش از ماهیت عدالت (به یونانی باستان: δικαιοσύνη، تلفظ: dikaiosýnē دیکایوسینه) در رسائل متعددی موضوع محوری است. در جمهور، افلاطون عدالت را به عنوان آمادگی یک شهروند برای وقف خود تنها به وظایفی تعریف می‌کند که طبیعتاً برای آن‌ها مناسب است و بنابراین حرفهٔ او را تشکیل می‌دهند و با طبقهٔ معین او مطابقت دارند، و  این‌که در امور دیگران دخالت نکند. بنابراین بی‌عدالتی زمانی به وجود می‌آید که مرزهای حوزه‌های مسئولیتی که دولت تعیین کرده است، نادیده گرفته شوند. به طور مشابه، عدالت در درون یک فرد زمانی حاکم است که اجزای نفس او (بخش شهوانی، روحانی و عقلانی) در نسبت درستی با یکدیگر باشند.
سقراطِ افلاطونی در جمهور تعاریف دیگر از عدالت را رد می‌کند، از جمله نظریه‌های سنتی عدالت که توسط سوفیست‌ها مطرح شده بود، مبنی بر  این‌که عادلانه است که «به دوستان نیکی کنیم و به دشمنان بدی» یا «به هر کس آنچه را که شایستهٔ اوست بدهیم». در برابر دیدگاه نخست، سقراط اعتراض می‌کند که این‌که به کسی آسیب برسانیم به هیچ وجه نمی‌تواند عادلانه باشد؛ بلکه چنین رفتاری همواره ناعادلانه است. افلاطون، تراسیماخوسِ سوفیست را که طرف گفتگوی اوست، وامی‌دارد تا عدالت را به عنوان ابزاری در دست قدرتمندان و به طور کلی به عنوان چیزی که به نفع طرف برتر است، توصیف کند. در هر دولتی، از طریق قانون‌گذاری قدرتمندان است که تعیین می‌شود که چه چیزهایی عادلانه است. سوفیست دیگری که در گفتگو ظاهر می‌شود، عدالت را به عنوان یک قرارداد اجتماعی در نظر می‌گیرد که شهروندان به موجب آن ناچاراً از فرصت انجام بی‌عدالتی صرف‌نظر می‌کنند تا خود را در برابر خطر قربانی بی‌عدالتی شدن، محافظت کنند.
این تعاریف سوفیستی از دیدگاه افلاطون نامناسب هستند، زیرا عدالت را به عنوان یک تعهد و رفتار در قبال دیگران توضیح می‌دهند، نه به عنوان کیفیتی از نفس. برخلاف ارسطو که تأکید می‌کند فضیلت عدالت تنها در ارتباط با دیگران می‌تواند تحقق یابد، افلاطون عدالت را یک وضعیت درونی فرد می‌داند، نه یک نگرش یا رفتار در قبال دیگران. بنابراین عدالت کارکردی از نفس است.
همان‌طور که بزرگی یا کوچکی یک فرد منوط است به میزان معینی که او از مثال بزرگی یا کوچکی سهم دارد، در تصور افلاطونی یک فرد بسته به سهمی که از مثال عدالت دارد، عادل است. انسان‌ها معتقدند که همه از این مثال سهم دارند تا بتوانند به یک جامعه تعلق داشته باشند، زیرا در جامعه هر کس باید دستکم ادعای عادل بودن کند. از نظر افلاطون، عدالت به یودایمونیا می‌انجامد؛ در حالی که زندگی یک بدکار لزوماً فلاکت‌بار است. بنابراین، عدالت «به زیباترین چیزها تعلق دارد، یعنی به آن چیزی که باید هم به خاطر خودش و هم به خاطر نتایجی که از آن حاصل می‌شود، توسط هر کسی که می‌خواهد سعادتمند شود، دوست داشته شود.» همزمان، عدالت «بهترین حالت» نفس، والاترین فضیلت (به یونانی باستان: ἀρετή، تلفظ: aretḗ آرته) است که سه فضیلت بنیادین دیگر یعنی خویشتن‌داری، شجاعت و حکمت را که به سه جزء نفس اختصاص دارند، در خود جمع کرده و سامان می‌دهد. در رسالهٔ کریتون، افلاطون گزارش می‌دهد که سقراط در زندان پس از محکومیت به مرگ، فرار را که برایش ممکن بود به این دلیل رد کرد که عقیده داشت قانون‌شکنی عملی ناعادلانه خواهد بود.

#### خیر
افلاطون با معرفی مثال خیر، که همهٔ فضایل را در بر می‌گیرد و بنابراین فراتر از آن‌هاست، از پرسش دربارهٔ ماهیت فضایل فردی و امر فضیلت‌مندانه فراتر می‌رود. اگرچه افلاطون در بسیاری از رساله‌های خود به موضوع خیر می‌پردازد، اما اندیشه‌های خود را دربارهٔ مثال خیر، یعنی خیر فی‌نفسه را، تنها در یک بخش از جمهور بسط می‌دهد. در آنجا او خیر را به عنوان مثالی معرفی می‌کند که از دیگر مُثُل در کرامت و قدرت فراتر است و مانند آن‌ها به آنچه واقعاً هست تعلق ندارد، بلکه فراتر از هستی و وجود قرار دارد. مُثُل از طریق مشارکت با یکدیگر مرتبط هستند زیرا می‌توان آن‌ها را به مثال خیر به عنوان اصل اعلاء ارجاع داد. مفهوم مثال خیر که به اختصار ارائه شده، موضوع تفاسیر متعددی است. اکثر محققان معتقدند که از نظر افلاطون، مثال خیر از قلمرو هستی فراتر می‌رود، که البته این دیدگاه، بدون مناقشه نیست.
سقراطِ افلاطونی در جمهور از طریق سه تمثیل (تمثیل خورشید، خط منقسم و غار) به تعیین مثال خیر نزدیک می‌شود. در تمثیل خورشید، او خیر را با خورشید به عنوان «فرزند» آن مقایسه می‌کند. همان‌طور که نور خورشید امکان درک اشیاء را فراهم می‌کند، در حالی که در تاریکی قدرت بینایی محدود است، دیگر مُثُل نیز تنها در پرتو مثال خیر قابل شناخت هستند. مثال خیر به اشیاء قابلیت شناخته شدن، به شناسنده توانایی شناخت، به همهٔ موجودات هستی‌شان و به همه چیز — از جمله عدالت — سودمندی‌اش را می‌بخشد، زیرا خود هدف و معنای همه چیز است. بنابراین، شناخت آن بالاترین هدف فیلسوف و در جمهور، پیش‌نیاز تبدیل شدن به فیلسوف‌شاه است. کسی که یک بار به بینش خیر دست یافته باشد، دیگر نمی‌تواند برخلاف این دانش برتر عمل کند؛ مسئلهٔ آکراسیا (به یونانی باستان: ἀκρασία، تلفظ: akrasia آکراسیا، به معنای ضعف اراده یا عدم خویشتن‌داری) برای او وجود ندارد. بنابراین خیر به یک نقطهٔ مرجع مطلق برای عمل تبدیل می‌شود.

#### یودایمونیا و لذت
افلاطون میان یودایمونیا — وضعیت روحی خوشایند و متعادلی که با یک زندگی موفق همراه است — و هیدونی (به یونانی باستان: ἡδονή، تلفظ: hēdonḗ هیدونی، به معنای لذت) تمایز قاطعی قائل می‌شود. عبارت یودایمونیا معمولاً به طور نادقیق در فارسی به «خوشبختی»، «سعادت» یا دقیق‌تر به «خوش‌روانی» ترجمه می‌شود. افلاطون یودایمونیا را مطلقاً مطلوب می‌داند؛ او در عین حالی که خوبی لذت را به تمامه رد نمی‌کند، اما لذت روحی مشروع را به عنوان یک خیر پست طبقه‌بندی می‌کند و برای لذت‌هایی که از ارضای نیازهای جسمی ناشی می‌شوند، ارزشی قائل نیست. هنگامی که عقل چیزی باشد که در نفس رهبری را بر عهده دارد (که در یک شیوهٔ زندگی فلسفی چنین است)، لذت می‌تواند به شیوه‌ای بی‌اشکال تجربه شود.

#### همانندسازی با خدا
افلاطون جوهر شیوهٔ زندگی فلسفی را همانندسازی با الوهیت، «تا آنجا که ممکن است» تعریف می‌کند. پیش‌نیاز این امر، همان وجود خویشاوندی ذاتی‌ای است که نفس جاودان با امر الهی دارد. الوهیت، که در آن همهٔ امور مطلوب به طور بهینه متحد شده‌اند، الگویی را فراهم می‌کند که فردی که زندگی فلسفی دارد، با تلاش برای دستیابی به کامل‌ترین تملک ممکن از ویژگی‌های الهیِ فضیلت و دانش، از آن تقلید می‌کند. هر انسانی از چیزی تقلید می‌کند که با خوشحالی و به طور مداوم با آن سروکار دارد و در نتیجه کیفیت خوب یا بد آن را به خود می‌گیرد. از آنجا که هستی تغییرناپذیر عالم مُثُل دارای کیفیتی الهی است، نگرنده‌ای که به صورت تقلیدی به آن روی می‌آورد، خود نیز الهی می‌شود. درک معنوی مُثُل و عملی که به کمک چنین شناختی هدایت می‌شود، انسان را تا آنجا که شرایط زندگی در جهان حسی اجازه می‌دهد، به همانند شدن با خداوند می‌رساند. فیلسوف بیش از همه از طریق آشنایی روزافزون خود با مُثُل عدالت و اندازه، که در آن‌ها امر الهی در درجهٔ اول ظاهر می‌شود، به این هدف نزدیک می‌شود. هرچه در این مسیر، درک نسبت به نظم کیهانی که بر این مُثُل استوار است، بیشتر شود، نفس ادراک‌کننده و فاعل شناسا، نظمی مشابه‌تر به نظم کیهانی را در نفس خود به وجود می‌آورد. علاوه بر این، همانندسازی با الوهیت او را به پذیرش مسئولیتی در قبال حفظ و تامین نیکویی در جهان حسی وامی‌دارد.

### فلسفه سیاسی

#### جمهور، دولت آرمانی فیلسوف‌شاهان
پرسش از عدالت نقطهٔ آغاز رسالهٔ جمهور است که به همین دلیل در ترتیب چهارگانه‌ای، عنوان فرعیِ دربارهٔ عدالت (به یونانی باستان: περὶ δικαίου، تلفظ: perì dikaíou پری دیکایو) را دریافت کرده است. در آن، سقراطِ افلاطونی، دموکراسی آتنی را در مقابل یک دولت آرمانی اوتوپیایی قرار می‌دهد که با سرمشق قرار دادن عدالت هدایت می‌شود. با رساندن مسئله به سطح دولتی و حکومتی، پرسش از ماهیت عدالت که در ابتدا به فرد مربوط می‌شد، قرار است در اینجا پاسخی جامع‌تر بیابد. دولت آرمانی هدف تحقق مثال خیر را در سطح مادی دارد؛ با اجرای عدالت، قرار است پیش‌نیازی برای زندگی نیکوی هر شهروند ایجاد شود. همان‌طور که در کیهان و در نفس، قرار است یک کل هماهنگ در دولت آرمانی نیز تحقق یابد. از نظر افلاطون، میان فرد و دولت شباهت وجود دارد، همان‌طور که عدالت در فرد به عنوان یک وضعیت نظم درونی خاص آشکار می‌شود، یک نظم معین در پولیس نیز آن را به یک جامعهٔ عادل تبدیل می‌کند. بنابراین، هر طبقه و هر شهروندی وظیفه دارد با قرار گرفتن در کل به شیوه‌ای هماهنگ و مناسب و خدمت به آن، به خیر همگانی کمک کند.
افلاطون در جمهور، سیر تکامل یک دولت به سوی مدل آرمانی‌اش را ترسیم می‌کند. یک دولت اولیه و ابتدایی که بر نیازهای اساسی انسان متمرکز است و «شهر خوک‌ها» (به یونانی باستان: ὑῶν πόλις، تلفظ: ὑῶν πόλις هیون پولیس) نامیده می‌شود، شکل می‌گیرد زیرا هیچ‌کس نمی‌تواند خودکفا باشد. با توسعهٔ بیشتر، اصل تقسیم کار بر اساس استعدادها و توانایی‌های متفاوت شهروندان اعمال می‌شود. با این حال، دولت برای هدفی والاتر، یعنی تخقق عدالت است که وجود دارد که با توزیع عادلانهٔ وظایف میان طبقات محقق می‌شود. هر کس باید در ساختار دولت فعالیتی متناسب با توانایی‌های خود انجام دهد. بنابراین، حتی یک دولت ساده نیز می‌تواند با فراهم کردن امکان برآوردن نیازهای اساسی از طریق کمک متقابل، به نیاز جوامع برای به تحقق رساندن یک ساختار عادلانه پاسخ دهد. از دولت ابتدایی، به تدریج یک دولت «پر زرق و برق» و «متورم» (به یونانی باستان: τρυφῶσα/φλεγμαίνουσα πόλις، تلفظ: tryphṓsa/phlegmaínusa pólis تریفوسا/فلگماینوسا پولیس) توسعه می‌یابد که در آن زندگی فرهنگی شکل می‌گیرد و کالاهای لوکس در دسترس قرار می‌گیرند.
| طبقه                | جزء نفس | فضیلت      |
| فیلسوف‌شاهان         | عقلانی  | حکمت       |
| نگهبانان            | روحانی  | شجاعت      |
| صنعتگران و کشاورزان | شهوانی  | خویشتن‌داری |

با این حال، چنین دولت‌شهر «متورمی» با تحولات مهلکی مانند جنگ‌های قدرت، جنگ‌ها و آسیب‌های نوظهور تمدن تهدید می‌شود. به عنوان جایگزین، افلاطون یک دولت آرمانی «پاکسازی‌شده» را طراحی می‌کند. او شهروندان این دولت آرمانی را به طبقهٔ صنعتگران و کشاورزان (به یونانی باستان: δημιουργοί، تلفظ: dēmiurgoí دمیورگوی)، طبقهٔ نگهبانان (به یونانی باستان: φύλακες، تلفظ: phýlakes فولاکس) و طبقهٔ فیلسوف‌شاهان (به یونانی باستان: ἄρχοντες، تلفظ: árchontes آرخونتس) تقسیم می‌کند. برای انجام وظایف خاص طبقاتی خود، هر شهروند به فضایل اصلی به‌خصوصی نیاز دارد: خویشتن‌داری (به یونانی باستان: σωφροσύνη، تلفظ: sōphrosýnē سوفِروسینه)، شجاعت (به یونانی باستان: ἀνδρεία، تلفظ: andreía آندریا) و حکمت (به یونانی باستان: σοφία، تلفظ: sophía سوفیا). بنابراین، این سه فضیلت به سه بخش شهروندان نیز اختصاص داده شده‌اند، همان‌طور که به سه جزء نفس (شهوانی، روحانی و عقلانی) اختصاص دارند. عدالت از این امر ناشی می‌شود که هر کس در خدمت جامعه کاری را انجام دهد که با طبیعت و استعدادهایش مطابقت دارد (به یونانی باستان: τὰ ἑαυτοῦ πράττειν، تلفظ: tà heautû práttein تا هِئوتو پراتین به معنی: پرداختن به کار خود).
به این دلیل که مویرای قبل از تولد توانایی‌های متفاوتی به افراد اختصاص داده است، افلاطون یک فرایند گزینش برای قرار دادن شهروندان در سه طبقه در نظر می‌گیرد. وابستگی طبقاتی در دولت افلاطونی ارثی نیست بلکه بر اساس عملکرد شخصی در فرایند آموزشی تعیین می‌شود. برای این منظور، کودک نوزاد از والدین گرفته شده و به مربیان سپرده می‌شود و هیچ تفاوتی بین پسران و دختران قائل نمی‌شوند. این کار برای ایجاد جامعه‌ای بزرگ بوده که در آن کودکان هیچ پیوندی با بستگان بیولوژیکی خود برقرار نکنند. دولت زاد و ولد را برنامه‌ریزی و هدایت می‌کند، آن را تجویز یا ممنوع می‌سازد، هم به منظور اصلاح نژاد و هم برای ثابت نگه داشتن جمعیت. آموزش و پرورش فرزندان منحصراً بر عهدهٔ مقامات دولتی است؛ نوزادان معلول و آن‌هایی که حاصل از پیوندهای نامطلوب هستند، نباید بزرگ شوند، بلکه باید «پنهان» شوند، یعنی رها شوند، همان‌طور که در اسپارت مرسوم بود. رها کردن یا کشتن نوزادانی که با نقص‌های مادرزادی به دنیا می‌آمدند، عملی رایج در دوران باستان بود.
افلاطون ارزش ویژه‌ای برای تربیت بدنی و آموزش موسیقی قائل است. هر کس به دلیل عملکرد ناکافی زود از نظام آموزشی خارج شود، کشاورز یا صنعتگر می‌شود. برای این طبقه، مالکیت خصوصی و خانواده باقی می‌ماند. خواندن هومر که زیان‌آور تلقی می‌شود و همچنین برخی اسطوره‌های کهن به واسطهٔ سانسور ممنوع می‌شوند. به‌ویژه، آن بخش‌هایی از حماسه‌ها، تراژدی‌ها و کمدی‌ها که ترس از مرگ را القا می‌کنند، به غرور دامن می‌زنند یا با ایده‌های اخلاقی در تضاد هستند، باید حذف شوند. پیشرفت به دو طبقهٔ بالا بر اساس استعداد ممکن است. در این طبقات، اشتراک اموال و خانواده الزامی است؛ از این رو، در دوران مدرن اصطلاحی تحت عنوان «کمونیسم افلاطونی» نیز ابداع شده است.
آموزش نگهبانان بر اساس وظایف مخصوص به آن‌ها طراحی شده است: آن‌ها به عنوان جنگجو، مسئول دفاع از کشور هستند و در داخل نیز به عنوان یک ارگان اجرایی عمل می‌کنند. تنها تواناترین‌ها در طبقهٔ حاکمان قرار می‌گیرند. آن‌ها پس از دریافت آموزش در موسیقی و ژیمناستیک، سپس در ریاضیات و علوم دیگر و در نهایت در دیالکتیک، و همچنین پس از رسیدن به «شهود مُثُل» و خیر فی‌نفسه، و پس از تصدی مناصب مختلف، به حکومت بر دولت می‌رسند. افلاطون از حاکمان «عشق به حکمت» را می‌طلبد. آن‌ها باید حکومت فیلسوف‌شاهان را اجرا کنند که در دولت افلاطونی پیش‌نیاز یک جامعهٔ کامل است: «مگر  این‌که یا فیلسوفان در دولت‌های ما به پادشاهی برسند یا کسانی که اکنون پادشاهان و حاکمان ما شمرده می‌شوند، به طور جدی و کافی به فلسفه‌ورزی بپردازند، و این دو چیز، یعنی قدرت سیاسی و هوش فلسفی، توأمان در فرد واحد جمع شود، در حالی که انبوه افرادی (=نفوسی) که در حال حاضر هر یک را جدا از دیگری دنبال می‌کنند، به‌اجبار کنار گذاشته شوند، هیچ پایانی برای مشکلات دولت‌های ما، و گمان نمی‌کنم برای نژاد بشر نیز، وجود نخواهد داشت، ای گلاوکن عزیز. و تا این اتفاق نیفتد، این طرحی که ما در ضمن این گفتگو توصیف کردیم، هرگز در عمل تحقق نخواهد یافت و روشنایی روز را نخواهد دید.»
برای جامعهٔ یونانی آن زمان، نظر افلاطون مبنی بر  این‌که نقش زنان نباید به فعالیت‌های خاص جنسیتی محدود شود، بلکه زنان باید تا حد امکان همان وظایف مردان را بر عهده بگیرند، غیرمعمول بود. آن‌ها حتی باید، تا آنجا که توانایی‌های طبیعی‌شان اجازه می‌داد، به عنوان نگهبان آموزش ببینند و به همین ترتیب دوشادوش مردان به مصاف با دشمنان بروند.

#### دروغ شرافتمندانه
در رسالهٔ جمهور افلاطون از تمثیلی برای توجیه و توضیح این موضوع که هر شخصی براساس استعدادهای طبیعی و مادرزادی خود باید بر مناصب به‌خصوصی گماشته شود، استفاده می‌کند که خود آن را «دروغی نجیبانه» می‌نامد. در این تمثیل سقراط افلاطونی صحبت از داستانی فنیقی می‌کند که مضمون آن این بوده که زمانی همهٔ مردم در شکم زمین بوده‌اند و در داخل آن تربیت و رشد یافته‌اند و ابزار و اسلحه‌هایشان در آنجا ساخته شده است، در همان زمان خداوند کسانی را که به حد کافی برای حاکمیت صلاحیت داشته‌اند را با طلا سرشته است، در حالی که نگهبانان را از نقره و کشاورزان و صنعتگران را از برنز و آهن سرشته است.

#### نوامیس، دومین دولت برتر
افلاطون در اثر متأخر خود، قوانین، مفهوم اولیهٔ خود از دولت را که در اینجا آن را بیش از حد آرمان‌گرایانه می‌داند، به طور قابل توجهی تغییر می‌دهد و مدلی واقع‌گرایانه‌تر طراحی می‌کند. در این حین، او به‌ویژه از ایدهٔ اموال اشتراکی دست می‌کشد، اگرچه همچنان دولتی را که بر مالکیت جمعی طبقهٔ حاکم متمرکز است، بهترین دولت ممکن می‌داند. بهترین دولت، البته بهترین، پس از دولت توصیف شده در جمهور، که آرمانی غیرقابل تحقق بود، باید تلاش کند تا دستکم به سمت اهدافی که در جمهور گفته شده، جهت‌گیری کند؛ اما در عین حال خواسته‌های افراطی پیشینش از شهروندان را کاهش دهد. در قوانین، حکومت فیلسوف‌شاه وجود ندارد؛ بلکه افلاطون به همهٔ شهروندان امکان مشارکت در حکومت را می‌دهد، زیرا قدرت نامحدود همه را فاسد می‌کند. برای  این‌که این وسوسه از حد نگذرد، قوانین باید در دولت حاکم باشند و از آن حمایت کنند. بنابراین قوانین، علاوه بر توضیحات بسیار دقیق دربارهٔ آموزش، ژیمناستیک و شیوهٔ زندگی صحیح، حاوی توضیحات مشخصی دربارهٔ قانون‌گذاری‌های لازم نیز هست.

### در باب هنر
افلاطون در جایگاه نویسندهٔ نثر و گاهی نیز شعر، هنرمندی بسیار با استعداد بود و به زیبایی به عنوان یک زیبایی‌شناس متخصص، علاقه‌مند بود. با این حال، از دیدگاه فلسفی، رابطهٔ او با هنر — هم با هنرهای تجسمی و هم با هنرهای نمایشی، موسیقی و ادبیات — دوگانه و عمدتاً منفی بود. نقد او بر هنر که او آن را در ارتباط با فلسفهٔ سیاسی خود توسعه داد، از دوران باستان توجه‌ها را به خود جلب کرده است. او در جمهور، با این استدلال که هنر تأثیر فوق‌العاده قوی‌ای بر ذهن‌های حساس دارد، از این عقیده دفاع می‌کرد که دولت باید هنر را طوری پایش کند تا از تأثیرات زیان‌بار اشکال هنری مضر بر جامعه جلوگیری شود. بنابراین، در دولت آرمانی خود، تنها برخی دستگاه‌های موسیقی و سازها را مجاز می‌دانست. او شاعرانی را که آثار نامطلوب می‌آفریدند، در آنجا تحمل نمی‌کرد. تنها امور سنتی، آزموده‌شده و ساده مورد تأیید او بود؛ او نمی‌خواست در جامعه نوآوری ببیند، زیرا ممکن بود وضعیت آرمانی هماهنگ و پایداری را که به دست آمده بود، مختل کنند.
افلاطون زیبایی اشکال هندسی را بر زیبایی موجودات زنده یا آثار هنری ترجیح می‌داد، زیرا اینها تنها به طور نسبی زیبا بودند، در حالی که برخی اشکال هندسی منظم دارای زیبایی مطلق بودند. نظم، اندازه (تناسب) و نسبت‌های هماهنگ (به یونانی باستان: συμμετρία، تلفظ: symmetría سیمِتریا) برای او معیارهای تعیین‌کنندهٔ زیبایی بودند، زیرا به اشیاء وحدت می‌بخشیدند؛ از انحراف خودسرانه از این هنجار و از بی‌اندازگی، علی‌القاعده باید زشتی نتیجه می‌شد.
ناخشنودی افلاطون از هنرهای تجسمی بر این عقیده استوار بود که در نظم سلسله‌مراتبی هستی، امر نسبتاً پست‌تر همواره صرفاً تصویری از امر نسبتاً والاتر است و به همین ترتیب، در مقایسه با آن، تا حدودی ناقص‌تر است. بنابراین، تلاش واقعی انسان برای بهبود تنها و تنها می‌بایست به معنای رویگردانی از تصاویر و روی آوردن به سرنمون‌ها باشد. اما از آنجا که هم نقاشی و هم مجسمه‌سازی برای افلاطون چیزی جز تقلید از طبیعت نبودند (مفهوم میمسیس) و طبیعت به نوبه خود تصویری از عالم مُثُل بود، او در پرداختن به چنین هنرهایی صرفاً حرکتی از سمت سرنمون به سمت تصویر و در نتیجه یک سراشیبی و گمراهی می‌دید. چنین آثار هنری‌ای، از دیدگاه او، در بهترین حالت کپی‌های وفادار و بنابراین تکرارهای غیرضروری از اصالت‌هایی بودند که هرگز نمی‌توانستند از آن‌ها پیشی بگیرند. علاوه بر این، افلاطون در چنین آفرینش هنری‌ای یک سرگرمی و تفریح و یک انحراف از وظایف مهم می‌دید (از این جهت که این نوع تقلید صرفاً به قصد تاثیرگذاری بر احساسات و عواطف انسانی صورت می‌گیرد و به دنبال حقیقت و خردورزی نیست). او به‌ویژه آثاری از هنرهای تجسمی را به شدت محکوم می‌کرد که هنرمند با آن‌ها حتی برای تقلید هرچه وفادارانه‌تر از اشیاء طبیعی تلاش نمی‌کند، بلکه می‌خواهد توهماتی ایجاد کند یا اموری ذهنی را بیان کند؛  او این این را به عنوان فعلی فریبکارانه و گناه‌آلود محکوم می‌کرد. او زیبایی‌شناسی را یک واقعیت عینی می‌دانست که در آن نباید هیچ عنصر ذهنی وجود داشته باشد. این قضاوت‌های تحقیرآمیز او شامل معماری نمی‌شد، که آن را نه از هنرهای تقلیدی بلکه از هنرهای آفرینشی می‌دانست که اشیاء واقعی را تولید می‌کنند به جای آن‌که فقط آن‌ها را به تصویر بکشند.
نقد او بر برخی اشکال موسیقی و شعر عمدتاً بر نقطهٔ دیگری متمرکز بود، یعنی تأثیر غیراخلاقی‌ای که به آن‌ها نسبت می‌داد. با این استدلال، او علیه دستگاه لیدیایی، موسیقی فلوت و اشعاری مانند اشعار هومر و هزیود موضع گرفت. او معتقد بود که موسیقی بد، عواطف پست را تقویت می‌کند، حاکمیت عقل بر زندگی عاطفی را تهدید می‌کند و در نتیجه شخصیت را فاسد می‌سازد، و شعر بد نیز دروغ را اشاعه می‌دهد. در مقابل، دیگر دستگاه‌های موسیقی، سرودهای دینی و اشعار ستایشی برای انسان‌های نیک را مثبت ارزیابی می‌کرد و معقتد بود تأثیر مطلوبی بر شکل‌گیری شخصیت خواهند داشت. آنچه را که در شعر نیکو می‌یافت را دستاورد خود شاعران نمی‌دانست، بلکه آن را به الهام الهی نسبت می‌داد. برای توصیف شوری که در چنین آفرینشی به وجود می‌آید، او از مفهوم دوگانه و در اینجا با معنای مثبتِ جنون (به یونانی باستان: μανία، تلفظ: manía مانیا) استفاده می‌کرد؛ او در شاعری که مورد الهام الهی قرار گرفته، نیرویی واسط میان خدایان و انسان‌ها می‌دید. در اشکال شعری، او بر اساس مقدار جزء میمتیکی که در آن‌ها وجود داشت، تمایز قائل می‌شد. افلاطون درام را به عنوان یک فرم نمایشی و بنابراین صرفاً میمتیک و فرمی که بازتولیدکنندهٔ مستقیم بود، کاملاً رد می‌کرد؛ به‌ویژه از آنجا که شخصیت‌های مشکوک یا بد نیز در آن ظاهر می‌شوند که از نظر او، تقلید از آن‌ها توسط بازیگران، برای شخصیت بازیگران زیان‌آور بود. او اشکال روایی و تنها به طور غیرمستقیم بازتولیدکنندهٔ شعر با مقدار میمسیس کم (دیتیرامب، حماسه) را قابل قبول می‌دانست، به شرطی که به محتوای آن‌ها از نظر اخلاقی ایرادی وارد نباشد.
افلاطون در کتاب دوم رسالهٔ قانون می‌نویسد که معیار ارزش هنر لذت نیست بلکه درستی است و مقصودش از درستی «آن برابری است که هر اثر هنری باید از حیث اندازه و دیگر خصائص با سرمشق داشته باشد. و سپس ادامه می‌دهد هر که بخواهد به هنگام داوری دربارهٔ یک شعر یا یک قطعه موسیقی به خطا نرود اولاً باید بداند آن قطعه چه چیزی را می‌خواهد مجسم کند و ثانیاً آن چیز را بشناسد.

### فلسفه طبیعی

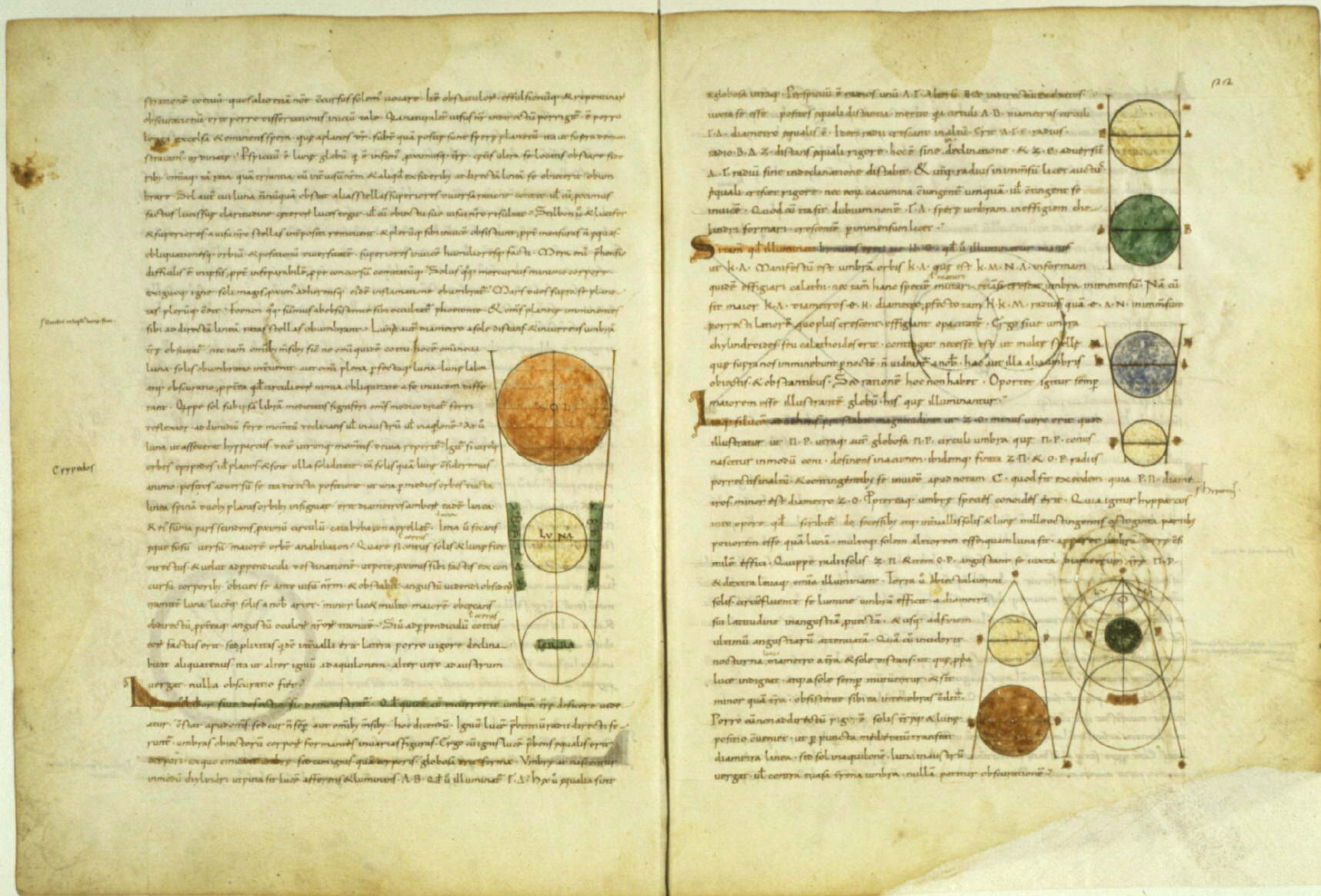
تصویر یک دست‌نوشته قرون وسطایی از ترجمه لاتین تیمائوس توسط کلسیدیوس

در فایدون، سقراطِ افلاطونی به وضوح گزارش می‌دهد که چگونه در جوانی امیدوار بود که در علوم طبیعی علت همه چیز را بیابد و چگونه در این راه ناامید شد. حتی انکساگوراسِ فیلسوف طبیعت نیز تنها به امور محسوس پرداخته و از پاسخ به «چرا»ـی واقعی بازمانده بود. در اینجا فاصلهٔ افلاطون از علوم طبیعی آشکار می‌شود؛ علاقهٔ واقعی او به امور معنوی و — به منظور هدایت به سوی آن — به ریاضیات است. در مقابل، موضوع علوم طبیعی جهان تجربی پدیده‌ها (به یونانی باستان: φύσις، تلفظ: phýsis فوسیس، به معنای طبیعت) است، یعنی از دیدگاه افلاطون، صرفاً تصویری از مُثُل محض که او تنها وجودی ناقص برای آن قائل است.
بر اساس تیمائوس، دمیورژِ اسطوره‌ای (آفریننده، به معنای تحت‌اللفظی «صنعتگر»، «متخصص»)، جهان مادی را از مادهٔ اولیه شکل داد. این گزاره بر اساس اعتقاد افلاطونیان باستان و همچنین بر اساس درک غالب در پژوهش‌های امروزی، نباید به معنای تحت‌اللفظی آفرینش یک‌بارهٔ جهان در زمانی در گذشتهٔ دور، بلکه به صورت استعاری فهمیده شود؛ آفرینش رویدادی یک‌باره نیست، بلکه فرایندی مستمر است. وضعیت جهان از تلاقی دو عامل متضاد ناشی می‌شود، یعنی تأثیر عقلانی دمیورژ که به سوی عالم مُثُل جهت‌گیری کرده و می‌خواهد بهترین نتیجه ممکن را به دست آورد، و خصلت آشفته و بی‌قانون مادهٔ اولیه که با فعالیت آفریننده و سامان‌بخش دمیورژ مخالفت می‌کند. ماده توسط دمیورژ آفریده نشده، بلکه پایه‌ای مستقل از او برای کار او تشکیل می‌دهد. او یک خدای آفرینندهٔ قادر مطلق نیست، بلکه به نوعی یک معمار الهی است که به مواد ناقص موجود وابسته است و از آن در چارچوب امکانات چیزی تولید می‌کند. بنابراین، افلاطون مادهٔ اولیه (به یونانی باستان: χώρα، تلفظ: chóra خورا) را با مواد خامی مقایسه می‌کند که در اختیار صنعتگران قرار دارد (به یونانی باستان: ὕλη، تلفظ: hýlē هیولی). این ماده ذاتاً بی‌شکل است، اما قابل شکل‌دهی و قالب‌ریزی است.
مادهٔ اولیه دارای کیفیتی مکانی است که البته نباید به معنای فضای خالی فهمیده شود؛ بلکه می‌توان آن را میدانی در نظر گرفت که بر اساس گفته‌های افلاطون، پیشاپیش آثاری از عناصر چهارگانهٔ (که امپدوکلس نخستین بار آن را پیشنهاد داد) را در خود دارد. این ماده «رحمِ بارورِ شدن» است که اجسام از آن پدید می‌آیند، امرِ بی‌شکل صرفاً پذیرنده‌ای که همهٔ شکل‌ها را می‌پذیرد. آتش، هوا، آب و خاک چهار شکل اصلی ماده‌ای هستند که توسط دمیورژ شکل گرفته‌اند و به استثنای خاک، می‌توانند به یکدیگر تبدیل شوند. این چهار عنصر از چهار نوع چندوجهی منتظم تشکیل شده‌اند که به نوبه خود از دو نوع مثلث قائم‌الزاویهٔ متساوی‌الساقین کوچک — نوعی اتم‌های هندسی — ترکیب شده‌اند. مثلث‌های عنصری به عنوان ساده‌ترین اشکال هندسی، سنگ‌بناهایی هستند که از ترکیب‌های مختلف آن‌ها تنوع اشیاء مادی، برای مثال حالت‌های مختلف آب یا درجات سختی از خاک تا سنگ، به وجود می‌آید. با این کیهان‌شناسی، افلاطون در کنار دموکریت، به آفرینندگان ایدهٔ ساختار اتمی ماده و عناصر تعلق دارد و بنیان‌گذار یک اتمیسم ریاضیاتی است.
|                 |                |                |                     |            |
| چهار وجهی - آتش | هشت وجهی - هوا | بیست وجهی - آب | دوازده وجهی - کیهان | مکعب - خاک |

یک ویژگی اصلی کیهان افلاطونی این است که مرده نیست، بلکه دارای نفس، زنده و مجهز به عقل است، یک موجود جاودانه و کامل. کیهان زنده بودنش را مدیون نفس جهان است که آن را فراگرفته و احاطه کرده است. نفس جهان اصل حرکت جهان و حیات است.
افلاطون گاهی هم، تحت تأثیر فیثاغوریسم، به طور مشخص دربارهٔ مسائل علوم طبیعی اظهارنظر می‌کند و برای این کار با خوشنودی شکل اسطوره‌ای را برای ارائه انتخاب می‌کند. بدین ترتیب، در اسطورهٔ پایانی جمهور، مدلی برای حرکات سیارات یافت می‌شود. افلاطون همچنین در تیمائوس برای مکان‌یابی آناتومیک اجزای نفس، وارد حوزهٔ علوم طبیعی می‌شود. او جزء شناسای نفس را در محلی در سر، جزء روحانی را در محلی بین گردن و دیافراگم نزدیک به قلب، و جزء شهوانی را تحت حاکمیت کبد بین دیافراگم و ناف قرار می‌دهد.

### آموزه‌های نامکتوب
رساله‌های دیالوگ‌محور، نمایندهٔ کل فلسفهٔ افلاطون را نیستند، بلکه تنها بخشی از آن را نمایندگی می‌کنند که برای انتشار کتبی در نظر گرفته شده بود. این امر به‌ویژه با وجود مستندِ کاملا معتبرِ سخنرانی عمومی او با عنوان دربارهٔ خیر نشان داده می‌شود که موضوعی محوری را در بر می‌گرفت اما هرگز به صورت مکتوب به اطلاع عموم نرسید. پیشاپیش ارسطو، شاگرد افلاطون، از «آموزه‌های نانوشته» افلاطون (به یونانی باستان: ἄγραφα δόγματα، تلفظ: ágrapha dógmata آگرافا دوگماتا) گزارش می‌دهد. اینها مطالبی درسی بودند که تنها به صورت شفاهی در آکادمی به شاگردان سطح عالیه منتقل می‌شدند. افلاطون به صورت کلی  نسبت به سودمندی گفتار کتبی تردید داشت و معتقد بود که برخی شناخت‌ها درباره موضوعات بسیار دشوار، اساساً برای ارائه و انتشار کتبی مناسب نیستند، زیرا درک این موضوعات نیازمند صلاحیت ویژه‌ای از سوی یادگیرنده است و تنها در گفتگوی شفاهی قابل دستیابی است. البته این موضوع نباید باعث شود این‌گونه برداشت کنیم که افلاطون قاعدهٔ به‌خصوصی برای منع ثبت کتبی یا قصد و غرض رازورزانه داشته است؛ زیرا شاگردان در آکادمی یادداشت‌هایی تهیه می‌کردند که وجود آن‌ها از تعدادی از منابع باستانی مشخص است.

#### بحث‌های پژوهشی
بخش قابل توجهی از پژوهش‌های امروزی بر این عقیده‌اند که محتوای آموزه‌هایی که به انتقال شفاهی اختصاص داشتند، به طور قابل توجهی فراتر از آنچه در گفتگوها ارائه شده بود، می‌رفت. مورد مناقشه است که آیا افلاطون ادعا می‌کرده که آموزه‌های نانوشته‌اش حاوی حقیقت مسلم است یا خیر؛ یعنی آیا او یک جزم‌اندیش و یا به عبارتی یک معرفت‌شناس خوش‌بین به دستیابی به حقیقت مطلق بود یا صرفا فرضیه‌هایی را برای بحث به شاگردان خود ارائه می‌داد. در هر صورت، آموزهٔ نانوشته را نباید به عنوان یک نظام خشک، جزمی و مستبدانهٔ دیکته‌شده فهمید، بلکه می‌بایست برای بررسی انتقادی باز بود. مورخان فلسفه دربارهٔ این سؤال که آیا این آموزه‌های نامکتوب اصلاً یک نظام کاملا پرورده‌شده بوده‌اند یا صرفاً یک رویکرد فکری، نظرات بسیار متفاوتی دارند. همچنین به طور مناقشه‌آمیزی بحث می‌شود که آیا این آموزه‌ها با دیگر بخش‌های فلسفه افلاطون سازگار است و آیا با آن به عنوان یک مدل منسجم برای تبیین جهان ترکیب شده است یا خیر.
موضوعی زنده که در پژوهش‌ها پیگیری می‌شود پیرامون این سؤال شکل گرفته که آیا آموزه‌های نانوشته اساساً قابل بازسازی هستند؟ و اگر هستند، تا چه حد؟ و  این‌که آیا این‌ها هستهٔ فلسفه افلاطونی را تشکیل می‌دهند یا خیر؟ دانشمندان به اصطلاح «مکتب توبینگن» که شامل هانس یواخیم کرمر، کنراد گایزر و توماس آ. سلزاک هستند، این فرضیه‌ها را با اطمینان زیادی تأیید می‌کنند. پژوهشگران دیگری مانند ینس هالفواسن نیز به تفصیل توضیح داده‌اند که چرا آموزه‌های نانوشته را مهم‌ترین جزء آموزه‌های افلاطون می‌دانند و کل آثار او را در پرتو این ارزیابی تفسیر می‌کنند. در میان دانشمندان متعددی که دیدگاه مکتب توبینگن از افلاطون را تأیید می‌کنند — هرچند گاهی با محدودیت‌ها و ملاحظاتی — می‌توان به میشائل ارلر، ویتوریو هوسله، دتلف تیل، رافائل فربر، هرویگ گورگمانس، کارل آلبرت، هاینتس هاپ، کلاوس اولر، جان نیمایر فیندلی، ویلی تایلر، هانس-گئورگ گادامر و کریستینا شفر اشاره کرد. از آنجا که مورخ فلسفه میلانی، جووانی رئاله، نیز شدیداً از این دیدگاه حمایت کرده و پژوهشگران اطراف او با آن موافقت کرده‌اند، امروزه از «مکتب توبینگن و میلان» نیز سخن گفته می‌شود.
موضع مخالف شکاکان، که وجود یا حداقل اهمیت فلسفی و قابلیت بازسازی آموزه‌های نانوشته از افلاطون را زیر سؤال می‌برند، به‌ویژه در جهان انگلیسی‌زبان طرفدارانی یافته است. در ایالات متحده، هارولد چرنیس و گرگوری ولاستوس به عنوان نمایندگان به‌خصوص مصمم این جریان شناخته شده‌اند. در پژوهش‌های افلاطونی آلمانی‌زبان، تئودور ابرت، دوروتئا فرده، آندریاس گرزر، ارنست هایچ، فرانتس فون کوچرا، گونتر پاتسیگ و ولفگانگ ویلاند، از جمله کسانی هستند که مواضع «مکتب توبینگن» را رد می‌کنند.

#### اصل بنیادین
بر اساس بازسازی‌هایی که از آموزه‌های نانوشته افلاطون شده، موضوع بر سر نقش اصل اعلاء، یعنی واحد مطلقاً متعالی است که با مثال خیر یکسان دانسته می‌شود، و پرسش از شناخت‌پذیری و انتقال‌پذیری آن. از طریق یکسان‌انگاری این واحد متعالی با خیر، پیوندی میان هستی‌شناسی و اخلاق برقرار می‌شود. در نهایت، این مفهوم به یک نظریهٔ یکپارچه از همه چیز منجر می‌شود. واحد به عنوان علت کل سلسله مراتب هستی در نظر گرفته می‌شود که خود به آن تعلق ندارد، بلکه فراتر از آن است. از آنجا که واحد به عنوان اصل اعلاء نمی‌تواند از هیچ چیز دیگری مشتق شود، ماهیت آن تنها به صورت سلبی قابل تعیین است.
| ↓ ↑ | اصل اول (وحدت) واحد، خیر، زیبایی | اصل اول (وحدت) واحد، خیر، زیبایی | اصل اول (وحدت) واحد، خیر، زیبایی | اصل اول (وحدت) واحد، خیر، زیبایی | ↓ ↑ |
| ↓ ↑ | مثال                             | هستی حقیقی                       | اطلاق، فی‌نفسه بودن، کمال         | نامتحرک                          | ↓ ↑ |
| ↓ ↑ | نفس                              | ریاضیات                          | حالت میانی                       | خودمتحرک                         | ↓ ↑ |
| ↓ ↑ | ماده                             | محسوس                            | فناپذیری، شدن، نقص               | متحرک بالغیر                     | ↓ ↑ |
| ↓ ↑ | اصل دوم (دوی نامتعین)            |                                  |                                  |                                  | ↓ ↑ |

همان‌طور که نظریهٔ مُثُل قلمرو محسوسات را به عالم مُثُل بازمی‌گرداند، آموزهٔ نانوشته نیز تنوع مُثُل را به دو اصل اولیهٔ بسیط بازمی‌گرداند که قرار است وجود مُثُل و در نتیجه وجود اعیان حسی را توضیح دهند. در این مدل، کل کثرت پدیده‌های قابل شناخت بر رابطهٔ متقابل میان این دو اصل اولیه استوار است. بنابراین، آموزهٔ نانوشته، نظریهٔ اصول یا «پروتولوژی» (نظریهٔ امر نخستین یا به طور تحت‌اللفظی «بنیان‌شناسی») نیز نامیده می‌شود. اصل اول واحد است و پیش‌شرط اساسی هر نوع وحدتی. این اصل از نظر هستی‌شناختی با هستی، از نظر منطق صوری با هویت، اطلاق و عدم‌تقسیم‌پذیری، از نظر ارزشی با فضیلت و نظم، از نظر کیهان‌شناختی با سکون، پایداری و فناناپذیری، و از نظر روحی با روی آوردن به مُثُل مطابقت دارد. اصل دوم تحت عنوان دوی نامتعین شناخته می‌شود. این اصل از نظر هستی‌شناختی با نیستی، از نظر منطق صوری با تفاوت، نسبیت و تقسیم‌پذیری، از نظر ارزشی با بدی و بی‌نظمی، از نظر کیهان‌شناختی با حرکت، تغییر و فناپذیری، و از نظر روحی با عواطف غریزی و وابسته به بدن مطابقت دارد. اصل اول امکان محدودیت و در نتیجه تعین و شکل‌یافتگی را فراهم می‌کند، اصل دوم نماد گسترهٔ بی‌حد، عدم تعین و بی‌شکلی است. تعامل این دو اصل، وجود همه چیزهای موجود را ممکن می‌سازد. هرچه چیزی از نظر هستی‌شناختی در مرتبهٔ پایین‌تری قرار داشته باشد، حضور اصل دوم در آن قوی‌تر است.
این‌که رابطهٔ این دو اصل اولیه را چگونه باید تصور کرد، از منابع به وضوح مشخص نیست. اما مسلم است که به واحد رتبه بالاتری نسبت به دوی نامتعین اختصاص داده می‌شود. به دلیل نقش منحصر به فرد واحد که به عنوان تنها اصل مطلقاً متعالی است، نظریهٔ اصول را می‌توان در نهایت یک مدل یگانه‌انگارانه نامید. با این حال، جنبهٔ دوگانه‌انگارانه  نیز دارد، زیرا دوی نامتعین نیز به عنوان یک اصل اولیهٔ ضروری درک می‌شود. از اهمیت بنیادین هر دو اصل اولیه، یک «ساختار دوقطبی واقعیت» حاصل می‌شود، هرچند باید همیشه توجه داشت که این دو قطب هم‌وزن نیستند.

#### جنبهٔ معرفت‌شناختی
اصل  این‌که آیا افلاطون دسترسی شهودی و بی‌واسطه به اصل اعلاء را ممکن می‌دانسته و یا  این‌که دسترسی به آن را توسط خودش ادعا می‌کرده یا خیر، مورد مناقشه است، همان‌طور که این سؤال نیز مورد بحث است که آیا او اصلاً یک شهود مستقل از هنر دیالکتیک را فرض می‌کرده و اگر می‌کرده، در این صورت، آنگاه شناخت شهودی چه نسبتی با فرایند گفتمانی دارد؟ پژوهشگرانی مانند پتر اشتمر با فرض محدودیت به دیالکتیک به عنوان تنها راه شناخت، علیه فرض درک شهودی مثال خیر استدلال می‌کنند و بنابراین به افلاطون یک تردید عمیق نسبت به امکان تعیین مثال خیر با دانش نسبت می‌دهند. یک نمایندهٔ ثابت‌قدم موضع مخالف، ینس هالفواسن است. او آموزهٔ نوافلاطونی از تأمل شهودی در واحد و خیر را که مستلزم خودالغا کردن تفکر دیالکتیکی است، به خود افلاطون بازمی‌گرداند و بدین ترتیب درک نوافلاطونی از افلاطون را احیا می‌کند. کریستینا شفر حتی از این هم فراتر می‌رود؛ او شواهدی برای دیدگاه خود ارائه می‌دهد که بر اساس آن، در مرکز اندیشهٔ افلاطون نه نظریهٔ مُثُل نوشته‌شده و نه آموزه نانوشته قرار داشت، بلکه یک تجربه دینی «ناگفتنی»، یعنی متجلی شدن خدای آپولون بر او بود. بنابراین، در این تفسیر از افلاطون، آموزهٔ نانوشته نیز خصلتی مقدماتی برای دستیابی به امر دیگری پیدا می‌کند.

#### دیگر آراء و دیدگاه‌ها
در آراء افلاطون پذیرش ضمنی ذات دوره‌ای زمان دیده می‌شود، او همیشه برای یافتن عصر طلایی به گذشته ارجاع می‌داد و دوران خود را رو به زوال می‌دید. البته باید این نکته را در نظر داشت که او معتقد بود در گذشته چندین دوران طلایی داشتیم پس امکان وقوع دوبارهٔ آن میسر است و به آن امید داشت.

## تأثیرات و میراث
افلاطون با آثار متنوع خود، تا به امروز به شیوه‌های گوناگون بر کل تاریخ فلسفه تأثیر گذاشته است. بیش از همه، او با فرض وجود یک واقعیت معنویِ مستقل، به تکامل رشته‌ای که بعدها متافیزیک نامیده شد، شکل بخشید. تأثیر عمیق او بر آیندگان، تا حد زیادی مدیون توانایی‌های سبکی او نیز بوده و هست. «گفتگو» یا «دیالکتیک سقراطی» به عنوان یک فرم ادبی، آفریدهٔ اوست.

### دوران باستان
افلاطون، در دوران باستان استاد گفتگو به شمار می‌رفت. رساله‌های گفتگوی او بیش از آثار دیگر سقراطیان و البته نوشته‌های مشهورترین شاگردش، ارسطو، که برای مخاطبان گسترده‌تری نوشته شده بود و در حال حاضر گمشده است، مورد تحسین واقع می‌شد؛ متونی که در حال حاضر از ارسطو در دست داریم بسیار فنی‌تر و علمی‌تر از آن آثار نوشته شده‌اند.

#### ارسطو
ارسطو، حتی پس از ترک مکتب افلاطون، به بخش‌های اساسی اندیشهٔ افلاطونی پایبند ماند. با این حال، او برخی از مؤلفه‌های اصلی افلاطون‌گرایی را رد کرد، از جمله فرض وجود مُثُلِ مستقل که بر اساس استدلال او منجر به تکرار غیرضروری اشیاء می‌شود، جاودانگی نفس فردی، و این اصل که انسان تنها از روی نادانی علیه خیر عمل می‌کند (مسئلهٔ آکراسیا). او به شدت با نظریهٔ سیاسی افلاطون، به‌ویژه با ایدهٔ اشتراک اموال که در جمهور مطرح شده بود، مخالفت کرد. او فلسفهٔ خود را در تقابلی انتقادی با افلاطون‌گرایی توسعه داد.
نقد گاه تند و تیز ارسطو بر دیدگاه‌های افلاطون و فاصله‌گیری مؤکد او از برخی باورهای استادش، تفاوت‌های میان آن‌ها را برجسته می‌کند و باعث می‌شود توافقات مهمی که نیز وجود داشتند، به پس‌زمینه رانده شوند. تقابل میان افلاطون‌گرایی و ارسطوگرایی در سراسر تاریخ فلسفه ادامه‌دار بوده و هست، و این در حالی است که گاهی تلاش‌هایی برای میانجی‌گری میان این دو نحله صورت گرفته و گاهی نیز افلاطونیان و ارسطوئیان بر تمایز روشن، و گاهی تند و جدلیِ مواضع خود تأکید داشته‌اند.

#### آکادمی
نهاد اصلی فلسفه افلاطون در ابتدا آکادمی افلاطونی بود که با نهادهای جانشین خود در آتن، تقریباً برای یک هزاره، البته با وقفه‌های طولانی، پابرجا بود. در دورهٔ امپراتوری روم، اسکندریه و رم، در کنار آتن، مهم‌ترین مراکز افلاطون‌گرایی بودند؛ با این حال، مکاتب خارج از آتن هرگز نام «آکادمی» را بر خود نداشتند.
این‌که آیا پرورش اندیشه‌های افلاطون به یک نظام کامل تبیین فلسفی جهان، پیشاپیش توسط خود او در به اصطلاح آموزهٔ نانوشته پیش برده شد یا پس از مرگش بود که آغاز شد، به طرز مناقشه‌آمیزی مورد بحث است. مکتب توبینگن و پژوهش‌های مرتبط با آن فرض می‌کنند که شکل‌گیری این نظام پیشاپیش توسط خود افلاطون تعیین شده بود. موضع مخالف به‌ویژه توسط گرگوری ولاستوس و همچنین در فضای آلمانی‌زبان توسط کورت فون فریتس، پتر اشتمر و یورگن میتلشتراس نمایندگی می‌شد. از دیدگاه آن‌ها، این جانشینان افلاطون در «آکادمی قدیم» که تا سال ۲۶۸/۲۶۴ پیش از میلاد پابرجا بود، بودند که یک آموزهٔ نظام‌مند را توسعه دادند. در «آکادمی جوان» (که «آکادمی میانه» نیز نامیده می‌شود) که متعاقباً توسط آرکسیلائوس پیتانه‌ای تأسیس شد، تغییری در مسیر رخ داد. با استناد به آپورتیک سقراطی، آن‌ها از یک جهت‌گیری شک‌گرایانه در معرفت‌شناسی پیروی کردند و دستیابی به دانش قطعی را انکار نمودند. آشفتگی‌های اولین جنگ مهردادی که در آن رومیان در سال ۸۶ پیش از میلاد آتن را فتح کردند، به آموزش در آکادمی پایان داد.

#### افلاطون‌گرایی میانه
آنتیوخوس اسکالنی با تأکید بر کناره‌گیری از موضع شک‌گرایانه که آن را غیرافلاطونی می‌دانست، آغازی دوباره را رقم زد. او مکتب جدیدی تأسیس کرد که آن را به نشانهٔ بازگشت به مفاهیم اصیل افلاطونی، «آکادمی قدیم» نامید. در میان شاگردان او مارکوس تولیوس سیسرون بود که در سال ۷۹ پیش از میلاد در آتن اقامت داشت. این سرآغاز دورهٔ افلاطون‌گرایی میانه بود که نمایندگان آن به‌ویژه به مسائل الهیاتی و کیهان‌شناختی می‌پرداختند. افلاطونیان میانه تا حدی ایده‌های رواقی و ارسطویی را پذیرفتند که به اعتقاد آن‌ها با آموزه‌های افلاطون سازگار بود. در کنار این، جریانی نیز به نمایندگی نومنیوس آپامیایی وجود داشت که می‌خواست به آموزهٔ اصیل افلاطون بازگردد و افلاطون‌گرایی را از «بدعت‌های» رواقی و ارسطویی پاک کند.

#### نوافلاطونی‌گری
در حدود اواسط قرن سوم، نوافلاطونی‌گری ظهور کرد. این اصطلاح مدرن که در قرن نوزدهم ابداع شد، به جریانی اشاره دارد که به‌ویژه بر جنبه‌های متافیزیکی و دینی سنت افلاطونی تأکید داشت و مدل‌های دقیقی از یک نظم جهانی با ساختار سلسله‌مراتبی طراحی کرد. این جریان در فلسفهٔ دوران باستان پسین بر دیگر جریانات فلسفی غالب بود. بنیان‌گذار نوافلاطونی‌گری فلوطین — به همراه استادش آمونیوس ساکاس — دانسته می‌شود که مکتب‌خانه‌ای در رم تأسیس کرد. با این حال، فلوطین خود را یک نوآور نمی‌دانست، بلکه تنها قصد داشت مفسری وفادار به آموزه‌های افلاطون باشد. برجسته‌ترین شاگرد او فرفوریوس بود که در یک رسالهٔ جدلی، از افلاطون‌گرایی دینی در برابر مسیحیتِ در حال قدرت گرفتن آن زمان، دفاع کرد. یکی از شاگردان فرفوریوس، یامبلیخوس کالسیسی، این نظام را اصلاح کرد و برخی از دیدگاه‌های فلوطین و فرفوریوس را رد نمود. او تأثیری تعیین‌کننده بر مکتب نوافلاطونی آتن که در حدود سال ۴۱۰ ب.م تأسیس شد، گذاشت؛ مکتبی که پس از یک وقفهٔ طولانی، سنت محلی آکادمی را تجدید کرد. علاوه بر آتن، اسکندریه که فلوطین در آن تحصیل کرده بود نیز مرکز مهمی برای جریان نوافلاطونی‌گری در دوران باستان پسین بود. این آخرین موج شکوفایی نوافلاطونی‌گری بود که تا اوایل قرن ششم ادامه یافت. در میان نوافلاطونیان متأخر، پروکلوس پس از مرگ بیشترین تأثیرگذاری را داشت؛ داماسکیوس و سیمپلیکیوس نیز از دیگر فیلسوفان برجستهٔ مکتب آتن بودند.
افلاطونیان در مکاتب فلسفی رم، آتن و اسکندریه تقریباً همگی مخالفان سرسخت مسیحیت بودند که آن را با آموزه‌های افلاطون ناسازگار می‌دانستند. مکتب نوافلاطونی آتن، در مرحلهٔ پایانی وجود خود، تبدیل به مهم‌ترین دژ مقاومت فکری در برابر مسیحیت شده بود؛ به همین دلیل، امپراتور ژوستینین یکم در سال ۵۲۹ ب.م دستور به تعطیلی آن داد.

#### پدران کلیسا
مفاهیم افلاطونی و مکتب او در دوران آباء کلیسای دوران باستان پسین، اغلب بدون اشاره به منشأ افلاطون‌گرایانهٔ آن‌ها، از طریق پدران کلیسا وارد فلسفهٔ مسیحی شد. نویسندگان برجستهٔ کلیساییِ یونانی‌زبان مانند کلمنت اسکندرانی، اوریجن، باسیلیوس کبیر و گرگوری نیسایی در آثار الهیاتی خود از جهان فکری و اصطلاحات افلاطونی بهره بردند. در میان پدران کلیسای لاتین‌زبان که عمدتاً شناختی مستقیم از رساله‌های افلاطون وجود نداشت، یک نگرش منفی غالب بود که از نگاه تحقیرآمیز عمیقی که آن‌ها نسبت به تمام فلسفه‌های غیرمسیحی داشتند، نشأت می‌گرفت. در شرق و غرب امپراتوری، این عقیده رایج بود که افلاطون، اگرچه در میان فیلسوفان پیش از مسیحیت از بهترین‌ها است، اما تمام تلاش‌های مشرکانه وی برای کسب دانش و حکمت، گمراه‌کننده و تباه‌کننده هستند یا در بهترین حالت، مرحله‌ای ناقص و منسوخ از شناخت حقیقی مسیحی را نشان می‌دهند.
با این حال، آگوستین هیپویی، که تأثیرگذارترین پدر کلیسای غرب بود، جایگاهی ویژه در فهم نظرات و تفکرات افلاطون داشت. او به طور جدی به افلاطون و فلسفه نوافلاطونی پرداخت، از آنها الهامات اساسی دریافت کرد و قدردانی خود را از برخی آموزه‌های افلاطونی ابراز نمود. با این حال، او تفاوت‌های مهم میان موضع مسیحی خود و موضع افلاطون را نیز به تفصیل شرح داد.

### قرون وسطی
از اوایل قرون وسطی تا حدود اواسط قرن دوازدهم، از میان آثار افلاطون، تنها رسالهٔ تیمائوس در جهان دانشوران لاتین‌زبانِ اروپای غربی و مرکزی شناخته شده بود، آن هم صرفاً به واسطهٔ ترجمه‌های ناقص لاتین توسط کلسیدیوس و مارکوس تولیوس سیسرو؛ به طوری که این اثر تنها در تعدادی معدود از دست‌نوشته‌ها پراکنده بود. با این وجود، تأثیرات افلاطونی به طور غیرمستقیم تأثیر قدرتمندی بر حیات فکری در دوران قرون وسطی داشت، زیرا علاوه بر آگوستین، دیگر نویسندگان محبوب باستانی آن زمان مانند ماکروبیوس آمبروسیوس تئودوسیوس، مارتیانوس کاپلا و مهم‌تر از همه بوئتیوس، اندیشه‌های افلاطونی را منتقل می‌کردند. دیونوسیوس آریوپاگیتی مجعول که ظاهراً شاگرد پولس رسول هم بوده است، یک نویسندهٔ کلیسایی مورد احترام در اوایل قرن ششم و بسیار تحت تأثیر نوافلاطونی‌گری بود. او قطعاً در شکل‌گیری الهیات قرون وسطی با رنگ و بوی افلاطونی نقش داشت. به‌ویژه فلسفهٔ متفکر ایرلندی، یوهانس اسکوتوس اریوگنا، که در قرن نهم می‌زیست، عمیقاً تحت تأثیر آثار دیونوسیوس مجعول بود و چنان واضح و پایدار نوافلاطونی‌گری را نمایندگی می‌کرد که سرآخر اثرش به همین دلیل توسط کلیسا محکوم شد.
افلاطون‌گرایی قرون وسطایی که از تیمائوس سرچشمه می‌گرفت، در قرن دوازدهم از طریق مکتب شارتر جهش قابل توجهی را تجربه کرد. این مکتب حلقه‌ای از فیلسوفان و الهی‌دانان در شارتر بود که کمابیش به اندیشهٔ افلاطونی متعهد بودند و فیلسوف مشهور، برنارد شارتری (درگذشتهٔ پس از ۱۱۲۴ ب.م) که در آنجا تدریس می‌کرد، آن را به وجود آورده بود. برنارد مهم‌ترین افلاطون‌گرای دوران خود به شمار می‌رفت. ویلیام کنشه‌ای و گیلبرت د لا پوره از شاگردان او بودند. دیگر نمایندگان برجستهٔ این جریان تیری شارتری و برناردوس سیلوستریس بودند. افلاطونی‌گرایان شارتری به طور گسترده به شباهت‌ها و تفاوت‌های میان کیهان‌شناسی موجود در رسالهٔ تیمائوس و آموزهٔ آفرینش مسیحی پرداختند و برای هماهنگ‌سازی آن‌ها با یکدیگر تلاش کردند. موضوع اصلی مورد بررسی دیگر در میان شارتریان، مفهوم زیبایی افلاطونی بود.
هنگامی که آثار ارسطو با جنبش ترجمه در قرون دوازدهم و سیزدهم به طور فزاینده‌ای در ترجمهٔ لاتین در دسترس قرار گرفت و به پایه و اساس مکتب مدرسی تبدیل شد، ارسطوگرایی غالب گشته و افلاطون‌گرایی عقب‌نشینی قابل توجهی کرد؛ اما با این حال افلاطون‌گرایی — به‌ویژه در شکل نوافلاطونی خود — همچنان حضور داشت. پیشاپیش در قرون وسطای میانه و به‌ویژه در اواخر قرون وسطی، تقابل باستانی میان افلاطون‌گرایی و ارسطوگرایی باری دیگر احیا شد. این تقابل در مرکز مسئلهٔ بحث قرون وسطایی دربارهٔ مسئلهٔ کلیات قرار داشت. این واقعیت که اثر بسیار تأثیرگذار نوافلاطونی، یعنی کتاب علل به اشتباه اثری منسوب به ارسطو تلقی می‌شد، باعث سردرگمی شد. در اواخر قرن سیزدهم و در قرن چهاردهم، ارسطوگرایی همچنان در محافل دانشگاهی غالب بود، اما خارج از محیط دانشگاه، در میان دانشوران فرقه‌های مذهبی، متفکران نوافلاطون‌مآبی مانند دیتریش فرایبرگی، مایستر اکهارت و برتولد موسبورگی نیز ظهور کردند. نیکلاس کوزایی نیز در قرن پانزدهم به این جریان نوافلاطونی تعلق داشت.
در امپراتوری بیزانس، استفانوس اسکندرانی در قرن هفتم در قسطنطنیه سخنرانی‌هایی در راستای موضوعات فلسفهٔ افلاطونی ایراد کرد؛ اما به جز این یک مورد، در بازهٔ زمانی میان تعطیلی آکادمی در قرن ششم تا اواسط قرن یازدهم، هیچ مواجههٔ عمیقی با تفکرات و آثار افلاطون صورت نگرفت. با این حال، تأثیر نوافلاطونی از طریق آموزه‌های دیونوسیوس مجعول خود را نشان داد، برای مثال در جدال شمایل‌شکنان، که در آن طرفداران شمایل‌پرستی از شیوهٔ استدلال نوافلاطونی بهره بردند و در نهایت پیروز شدند. احیای مطالعات افلاطون مدیون دانشور و دولتمرد مهم، میخائیل پسلوس (درگذشتهٔ پس از ۱۰۷۷ ب.م) بود که به دلیل علاقه‌اش به افلاطون‌گرایی، حتی به ناراست‌کیشی متهم شد.
افلاطون در جهان عرب‌زبان قرون وسطی نیز مورد استقبال قرار گرفت. در قرن نهم، چندین رساله (جمهور، قوانین، تیمائوس، سوفسطایی) در مکتب ترجمهٔ حنین بن اسحاق نسطوری در بغداد به عربی ترجمه شد. فیلسوفان مسلمانی مانند فارابی در قرن دهم و ابن‌سینا در قرن یازدهم با نوافلاطونی‌گری مواجه شدند. آثار دانشمند همه‌چیزدان، ابن‌سینا، از طریق ترجمهٔ لاتین بر فلسفهٔ غرب تأثیر گذاشت که بدین ترتیب غرب به طور غیرمستقیم در معرض تأثیرات افلاطونی بیشتری قرار گرفت.

### اوایل دورهٔ مدرن

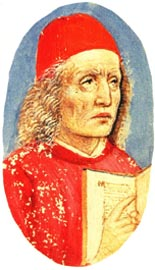
تصویر مارسیلیو فیچینو در دست‌نوشتهٔ فلورانس، کتابخانهٔ مدیچی لورنزیانا (قرن پانزدهم)

ایده‌های «تولد دوباره» آموزش آثار کلاسیک و «بازگشت به سرچشمه‌ها» در اومانیسم رنسانس بر فهم و تاثیرگذاری ایده‌های افلاطونی نیز تأثیر گذاشتند. در قرن پانزدهم، رساله‌های تا آن زمان عمدتاً ناشناختهٔ افلاطون در غرب، و از طرف دیگر آثار نوافلاطونیان در دست‌نوشته‌های یونانی کشف شده و به لاتین ترجمه و تفسیر شدند. از امپراتوری بیزانس در حال زوال، دست‌نوشته‌های گران‌بهای کلاسیک متعددی به ایتالیا رسید. با این حال، شناخت آثار اصلی افلاطون به فاصله‌گیری از نوافلاطونی‌گری منجر نشد؛ بلکه تا آن زمان تفسیر اومانیست‌ها از افلاطون بر سنت مسیحی نوافلاطونیِ همچنان زنده استوار بود، به‌ویژه از آنجا که نمایندگان آن می‌توانستند به مرجعیت پدران کلیسای تحت تأثیر ایده‌های نوافلاطونی استناد کنند. تقابل میان افلاطون و ارسطو همچنان یک مشکل بود که در مناقشاتی که بر سر برتری یکی بر دیگری وجود داشت، بازتاب یافته بود. اومانیست‌ها گاهی طرف افلاطون و گاهی طرف ارسطو را می‌گرفتند و گاهی هم مواضع میانجی اتخاذ می‌کردند. آثار افلاطون بسیار مناسب‌تر از آثار ارسطو برای پاسخگویی به حس قوی زیبایی‌شناسی ادبی اومانیست‌ها بود؛ علاوه بر این، فلسفهٔ مدرسی هم که مورد تحقیر اومانیست‌ها بود، ارسطویی بود.
ثابت‌قدم‌ترین افلاطونی در میان اومانیست‌ها احتمالاً دانشور بیزانسی، گئورگیوس گمیستوس پلتون بود که مدتی در ایتالیا اقامت داشت و اومانیست‌ها را در آنجا تحت تأثیر قرار داد. او چنان رادیکال از آموزهٔ افلاطونی پیروی می‌کرد که حتی از نظر دینی نیز به این نتیجه رسید که از مسیحیت دست بکشد و به دین افلاطونیان باستان روی آورد. در رسالهٔ جدلی درباب تفاوتات که در سال ۱۴۳۹ در فلورانس نوشته شد، او از آموزه‌های افلاطون در برابر نقد ارسطو دفاع کرد.
اومانیست و مترجم مشهور افلاطون در فلورانس، مارسیلیو فیچینو، برای تجدید افلاطون‌گرایی بر پایه‌ای نوافلاطونی تلاش کرد و به این منظور، از فلوطین آغاز نمود. با این حال، همان‌طور که پژوهش‌های اخیر نشان داده‌اند، در فلورانس «آکادمی افلاطونی» به عنوان یک نهاد دائمی وجود نداشت، بلکه تنها حلقه‌ای سست از اومانیست‌های کم و بیش افلاطونی‌مآب وجود داشته، درحالی که چارچوب نهادی به‌خصوصی نداشته‌اند.
در قرن هفدهم، حلقهٔ «افلاطونیان کمبریج» در کمبریج شکل گرفت که شامل رالف کادورث و هنری مور بود. این فیلسوفان به دنبال هماهنگ‌سازیِ دین و علوم طبیعی بودند که برای دستیابی به آن، نوافلاطونی‌گری به نظرشان پایگاه مناسبی را فراهم می‌آورد.
در عصر روشنگری، فلسفهٔ افلاطون عموماً رویکردی منسوخ و نادرست تلقی می‌شد که صرفاً واجد ارزش تاریخی است. بیش از همه، متافیزیک او در محافل گسترده‌ای به دلیل فقدان ارتباط آن با واقعیت نفی می‌شد. ولتر به‌ویژه به طور قاطع علیه هستی‌شناسی افلاطونی، علیه نظریهٔ مُثُل و علیه شیوهٔ تفکر کیهان‌شناختی ارائه‌شده در تیمائوس موضع گرفت. او در داستان کوتاه طنزآمیز رؤیای افلاطون ایدهٔ افلاطون از آفرینش جهان را به سخره گرفت و او را به عنوان یک رؤیاپرداز توصیف کرد. با این حال، زیبایی‌شناسی افلاطون و مفهوم عشق او در قرن هجدهم مورد استقبال قرار گرفت (برای مثال، نزد فرانس همسترهویس و یوهان یواخیم وینکلمان)، که گواه این امر در این است که آنان رساله‌های مربوطه (ضیافت، فایدروس) را بر دیگر رسائل مرجح می‌دانسته‌اند.

### دوران مدرن
جنبه‌هایی که در دوران مدرن به مرکز توجه آمدند، از یک سو، جستجو برای افلاطون تاریخی در مطالعات کلاسیک، و از سوی دیگر، تردید در رابطهٔ اصل اهمیت و ارزشمندی اندیشهٔ او تحت شرایط فلسفه‌ورزی مدرن بود.

#### پژوهش‌های مطالعات کلاسیک
در جهان انگلیسی‌زبان، دانشور تأثیرگذار، توماس تیلور (۱۷۵۸–۱۸۳۵)، از طریق ترجمه‌های خود از افلاطون که تأثیری درازمدت داشت، به طور هنگفتی به انتشار تصویری از افلاطون که به شدت تحت تأثیر دیدگاه سنتی نوافلاطونی بود، کمک کرد. او شخصاً نیز به دیدگاه‌های دینی نوافلاطونیان باستان پایبند بود. همزمان با او، یک تحول در جهت مخالفش در پژوهش‌های کلاسیک آلمان آغاز شد؛ تلاش‌هایی برای ترسیم چهرهٔ تاریخی افلاطون و تمایز دقیق اندیشهٔ اصیل او از تمام تفاسیر و تلاش‌های نظام‌مندسازی بعدی آکادمی افلاطونی و نوافلاطونیان صورت گرفت. فریدریش آگوست ولف (۱۷۵۹–۱۸۲۴) رساله‌های منفردی را ویراستاری کرد و شاگردش، امانوئل بکر (۱۷۸۵–۱۸۷۱)، از سال ۱۸۱۶ تا ۱۸۲۳ یک نسخهٔ کامل انتقادی از آثار را منتشر کرد؛ این نخستین نسخهٔ انتقادیِ نوشته شده پس از سال ۱۶۰۲ بود.
ترجمه‌های آلمانیِ بیشترِ آثار افلاطون که توسط الهی‌دان و فیلسوف، فریدریش شلایرماخر، از سال ۱۸۰۴ به بعد منتشر شد، تأثیراتی فوق‌العاده بزرگ و پایدار داشت. شلایرماخر معتقد بود که افلاطون نوشته‌های خود را بر اساس یک طرح از پیش تعیین‌شده در یک ترتیب مشخص تدوین کرده است، به طوری که هر رساله بر پایهٔ رسالهٔ قبلی بنا شده و آنها یک کل منسجم را تشکیل می‌دهند. او معتقد بود که هیچ آموزهٔ نانوشته‌ای وجود ندارد که چیزی بیش از فلسفهٔ مکتوب افلاطون باشد. شلایرماخر، به همراه دوستش، فریدریش شلگلِ از اولین رمانتیک‌ها، از نمایندگان برجستهٔ جریان قدرتمند آن زمان بود که از تلاش‌ها برای کشف یک نظام فلسفی افلاطونی در پسِ رساله‌ها انتقاد می‌کرد و تفسیر را به شخص خواننده واگذار می‌نمود. آنها به جای تلاش برای دریافتن یک نظام عقیدتی، بر خصلت گفتگوییِ فلسفه‌ورزی افلاطونی تأکید داشتند. از نظر شلایرماخر، فرم و محتوای رساله‌ها از یکدیگر جدایی‌ناپذیرند؛ فرم رساله‌ها از این اعتقاد افلاطون ناشی می‌شوند که درک اندیشهٔ دیگری، دستاوردِ نفسِ خودِ فرد است؛ بنابراین، رساله‌ها باید به گونه‌ای درک شوند که گویی برای ترغیب کردن خواننده به این فعالیت طراحی شده‌اند. شلایرماخر در نظریهٔ گفتگوی خود، یک قصد واعظانهٔ آموزشی را از جانب افلاطون فرض می‌کرد که زیربنای ترتیبی که بر آثار گفتگوییش قائل شده بود، بوده است. او به بررسی بازتاب تحول خود شحص افلاطون در توالی زمانی آثارش علاقه‌ای نداشت. این کارل فریدریش هرمان بود که برای نخستین بار در سال ۱۸۳۹ در تقابل با شلایرماخر، ایدهٔ تحول تفکرات شخصی افلاطون را مطرح کرد. او تحول فلسفی افلاطون را به چندین مرحله تقسیم کرد و رساله‌ها را در نسبت با مراحل ترتیب‌بندی کرد.
در سال ۱۹۱۹، لغت‌شناس کلاسیک، اولریش فون ویلامویتس-ملندورف، زندگی‌نامهٔ حجیمی از افلاطون را منتشر کرد، که در آن سیر زندگی او را ترسیم و آثارش را از دیدگاه لغت‌شناسانه ارزیابی کرد. او در آنجا همچنین به مسئلهٔ اصالت برخی از نوشته‌های منسوب به افلاطون پرداخت که پیشتر در قرن نوزدهم به طور گسترده‌ای مورد بحث قرار گرفته و توسط برخی از دانشوران مورد تردید واقع شده بود. در قرن بیستم، پژوهشگران موفق شدند در مورد بخش عمدهٔ آثار به توافق برسند و بحث گستردهٔ اصالت را به چند رساله و نامه محدود کنند. در نیمهٔ دوم قرن، پرداختن به آموزهٔ نانوشتهٔ که پیشتر عمدتاً با شک و تردید زیادی روبرو بود، اهمیت زیادی یافت. پرسش‌ها دربارهٔ ارتباط و قابلیت بازسازی آن، از موضوعات شدیداً مورد بحث و مناقشه‌آمیز پژوهش‌های افلاطونی بود؛ در این باب هنوز توافقی حاصل نشده است.

#### فهم کردن افلاطون به عنوان فیلسوف و نویسنده
برای گئورگ ویلهلم فریدریش هگل، رساله‌های متأخر (پارمنیدس، سوفسطایی، فیلبوس) در مرکز اهمیت قرار داشتند. آنها از دیدگاه دیالکتیک برای او جالب بودند، زیرا او دیالکتیک افلاطون را پیش‌درآمدی بر نظام خود می‌دانست. شلینگ بیشتر تحت تأثیر افلاطون و نوافلاطونی‌گری بود. او مفاهیمی مانند نفس جهان را به کار گرفت و معنای آنها را تغییر داد.
احترامی که در قرن نوزدهم و اوایل قرن بیستم برای افلاطون وجود داشت، به سبک خاص او نیز مربوط بود. رساله‌ها به عنوان آثار هنری ادبی خوانده می‌شدند و هماهنگی فرم ادبی و محتوای فلسفی ستایش می‌شد. علاوه بر موضوع زیبایی، موضوع عشق که پیشتر در دریافت فردریش هولدرلین از افلاطون نقش مهمی ایفا کرده بود، توجه ویژه‌ای را به خود جلب کرد. پرسی بیش شلی نیز از جمله افلاطونیان بود. نه تنها شاعران و رمانتیک‌ها، بلکه لغت‌شناسان نیز از افلاطون به عنوان یک نویسنده به وجد آمده بودند. بدین ترتیب، ویلامویتس-ملندورف معتقد بود که موفق‌ترین رساله‌های افلاطون «... هنوز هم امروزه کامل‌ترین شعر منثور از نظر ارزش هنری واقعی هستند و بنابراین احتمالاً تا روز قیامت چنین باقی خواهند ماند. سبک آنها، که به نوعی، اصلاً نمی‌شد به آن سبک گفت، زیرا دائماً متفاوت پیش می‌رفت. هر چیزی که مغزی می‌توانست بیندیشد و قلبی می‌توانست احساس کند، در آن قابل بیان بود، و در هر لحنی، تراژیک و کمیک، پرشور و طعنه‌آمیز، قابل بیان بود.»
ویلامویتس هم دستاورد ادبی و هم فلسفی افلاطون را تحسین می‌کرد؛ اما معاصر و مخالف او، فریدریش نیچه، بر هر دوی این دستاوردها نقدی ویرانگر داشت:
«افلاطون، به نظر من، تمام اشکال سبک را در هم می‌آمیزد، او بدین ترتیب اولین انحطاط‌گرای سبک است: او در باطنش چیزی شبیه به کلبیان را دارد که هجونامهٔ منیپوسی را ابداع کردند. برای  این‌که گفتگوی افلاطونی، این نوع دیالکتیک وحشتناک خودپسندانه و کودکانه، بتواند برایتان محرک باشد، باید هرگز فرانسوی‌های خوب را نخوانده باشید — برای مثال، فونتنل. افلاطون خسته‌کننده است. — در نهایت، بی‌اعتمادی من به افلاطون عمیق است: من او را چنان از تمام غرایز اساسی هلنی‌ها منحرف می‌یابم، چنان اخلاق‌زده، چنان پیشامسیحی — او پیشاپیش مفهوم «خیر» را به عنوان مفهوم برتر دارد — که ترجیح می‌دهم از کل پدیدهٔ افلاطون عبارت تند «کلاهبرداری سطح بالا» یا اگر ترجیح می‌دهید، ایدئالیسم را به کار ببرم تا هر واژهٔ دیگری.»
از نظر نیچه، سقراطِ افلاطونی نمایندهٔ «اخلاق بردگان و گله» است و به همین دلیل افلاطون را منکر «اصل حیات» می‌داند که با ارادهٔ معطوف به قدرت تخالف دارد. در حالی که افلاطون فرد برتر را در خدمت دولت قرار می‌دهد، نیچه از یک ترتیب رتبه‌بندی معکوس دفاع می‌کند. نیچه رویگردانی افلاطون از جهان حواس را که آن را به عنوان فرار به قلمرو مُثُل تفسیر می‌کند، محکوم می‌نماید. از دیدگاه او، توانایی‌های شناختی انسان از یک حوزهٔ معنوی برتر نشأت نمی‌گیرد، بلکه صرفاً ابزارهایی از ارادهٔ کور هستند که از آنها برای تصاحب جهان استفاده می‌کند. بنابراین، او به صورت کنایی، از اصطلاحات خود افلاطون برای معکوس کردن ترتیب ارزشی سلسله‌مراتبی افلاطون‌گرایی استفاده می‌کند: «فلسفهٔ من یک افلاطون‌گرایی معکوس است: هرچه دورتر از موجود حقیقی و پاک‌تر و زیباتر، بهتر خواهد بود. زندگی در جهان نمودها [در مقابل جهان مثل] به عنوان هدف غایی.»
در حالی که در فلسفهٔ افلاطون، فلسفه از هنر برتر است به این دلیل که مستقیماً با مُثُل سروکار دارد، برای نیچه هنر از فلسفه برتر است زیرا تنها در رویکرد هنری به جهان است که ارادهٔ همه‌کس‌محرک، خود را آشکار می‌سازد. تنها در «نمود هنری» است که می‌توان اراده را به دام انداخت.
درحالی‌که نیچه می‌خواست با این ارزش‌گذاری رادیکال خود را از افلاطون‌گرایی رها کند، برای مارتین هایدگر او همچنان در افق فکری یک سنت افلاطونی باقی می‌ماند که جهان را به حسی و معنوی تقسیم می‌کند، سنتی که باید بر آن غلبه کرد. هایدگر در فرض متافیزیکی افلاطون مبنی بر  این‌که امر حسی و معنوی به قلمروهای جداگانهٔ هستی تعلق دارند و یک نظم سلسله‌مراتبی میان آنها وجود دارد، آغاز یک فرآیند زوال در تاریخ فلسفهٔ غرب را می‌بیند که با نیچه به اوج نهایی خود رسیده است. مانند افلاطون، نیچه نیز تلاش می‌کند تمام هستی را به یک موجود حقیقی واحد، یعنی ارادهٔ کور معطوف به قدرت، بازگرداند. هایدگر خلاصه می‌کند: «...در نتیجه نیچه فلسفهٔ خود را افلاطون‌گرایی معکوس می‌نامد. فلسفهٔ نیچه نیز از آنجایی که افلاطون‌گرایی است، متافیزیکی هم است.»
در مکتب ماربورگ نوکانتی، تفسیر جدیدی از نظریهٔ مُثُل انجام شد که نمایندهٔ اصلی آن پاول ناتورپ بود. ناتورپ تلاش کرد فلسفهٔ افلاطونی را با فلسفهٔ کانتی هماهنگ کند. بر اساس تفسیر او، مُثُل افلاطونی باید به عنوان قواعد، قوانین، فرضیه‌ها یا روش‌های تفکر درک شوند.
یک موضع رادیکالِ مخالف با رویگردانی مؤکد بسیاری از متفکران مدرن از افلاطون‌گرایی، توسط فیلسوف دین روس، ولادیمیر سرگئیویچ سولوویوف († ۱۹۰۰) اتخاذ شد که افلاطون را مطالعه و به روسی ترجمه کرد. او به شدت تحت تأثیر متافیزیک افلاطونی بود. به‌ویژه ایدهٔ افلاطون از انسانی که به الوهیت نزدیک می‌شود و الهی می‌گردد، او را تحت تأثیر قرار داد. اندیشهٔ افلاطون همچنین در میان برخی فیلسوفان اروپای شرقی نیز مورد استقبال قرار گرفت. مهم‌تر از همه، در میان آنها توماش گاریگ ماساریک (۱۸۵۰–۱۹۳۷)، بنیان‌گذار چکسلواکی، بود.
از آنجا که تقریباً تمام موضوعاتی که در تاریخ فلسفه نقش دارند، پیشاپیش در آثار افلاطون یافت می‌شوند، فیلسوف و ریاضی‌دان بریتانیایی، آلفرد نورث وایتهد، در سال ۱۹۲۹ به طعنه خاطرنشان کرد که تمام سنت فلسفی اروپا صرفاً شامل مجموعه‌ای از پانوشت‌هایی بر افلاطون است.
در طول جنگ جهانی دوم، کارل پوپر، بنیان‌گذار خردگرایی انتقادی، تحت تأثیر شرایط سیاسی آن زمان، نقدی بنیادین بر نظریهٔ دولت افلاطون نوشت. او دولت آرمانی افلاطونی را به عنوان یک ضدالگو برای یک جامعهٔ دموکراتیک و باز می‌دید که قهرمان آن پریکلس بود و ادعا می‌کرد که افلاطون آموزه‌های سقراط را تحریف و به ضد آن تبدیل کرده است. او استدلال می‌کرد که افلاطون جستجو برای یک نظم دولتی برتر را به مسئلهٔ قدرت تقلیل داده، به جای  این‌که به دنبال نهادهایی باشد که قدرت را محدود و از سوءاستفاده از آن جلوگیری کنند. افلاطون به لطف تعریف خود از دولت به صورت موجودیتی کوچک، ایستا و بسته، پیش‌درآمدی بر توتالیتاریسم مدرن و دشمن فردگرایی و انسانیت ایجاد کرده بود. علاوه بر این، پوپر علیه خصلت تغییرناپذیر و غیرسیال مثال خیر افلاطونی موضع گرفت. اثر جدلی او، یعنی جامعهٔ باز و دشمنان آن بحث پرشوری را برانگیخت.
پوپر به نقل از رسالهٔ قانون  در کتاب جامعهٔ باز و دشمنان آن می‌گوید:
بزرگ‌ترین اصل این‌ست که هیچ‌کس چه مرد و چه زن، بدون رهبر نباشد یا ذهن کسی به این خوی نگیرد که خواه به انگیزه حمیت و غیرت و خواه از سر شوخی و بازی بگذارد شخص به کاری به ابتکار خود دست بزند. بلکه در جنگ و صلح مکلف‌ست چشم به رهبر خود داشته باشد و با وفاداری از او پیروی کند و حتی در کوچک‌ترین امور نیز تحت رهبری او باشد؛ مثلاً تنها به شرطی باید برخیزد یا بخندد یا شستشو کند یا غذا بخورد که به او گفته شده باشد که چنین کند. در یک کلمه باید، نفس خویش را چنین آموزش دهد که هرگز در خواب هم نبیند که مستقل عمل کند و از بیخ و بن از انجام چنین کاری ناتوان شود.
در بسیاری از مباحث مدرن، اصطلاح «افلاطون‌گرایی» برای هر نوع رئالیسم متافیزیکی مفاهیم یا کلیات به کار می‌رود، زیرا این مواضع «رئالیستی» («رئالیسم کلیات») شباهتی کم و بیش دور با نظریهٔ مُثُل افلاطون دارند که به عنوان جزء اصلی فلسفهٔ او شناخته می‌شود.

## واژگان
1. ↑  Totalitarianism
2. ↑  Corpus Platonicum
3. ↑  Dubia
4. ↑  Spuria
5. ↑  Corpus Platonica
6. ↑  Appendix Platonica
7. ↑  Codex Clarkianus
8. ↑  maieutic
9. ↑  protreptic
10. ↑  Anamnesis
11. ↑  überhimmlischen,  ὑπερουράνιος
12. ↑  Dihairesis
13. ↑  εὐδαιμονία
14. ↑  homoíōsis theṓ katá to dynatón
15. ↑  γενναῖον ψεῦδος
16. ↑  mimetic
17. ↑  poetic
18. ↑  Protology
19. ↑  The Indefinite Dyad
20. ↑  Monistic
21. ↑  Dualistic
22. ↑  Theophany
23. ↑  Patristic
24. ↑  unorthodoxy
25. ↑  De Differentiis
26. ↑  Songe de Platon
27. ↑  Didactic

### غیر فارسی
1. ↑  Frederick Copleston, A History of Philosophy, Vol. 1: Greece and Rome, Paulist Press 1962, p. 127. (Online Access)
2. ↑  Bryan Magee, The story of Philosophy, Dorling Kinderseley, DK millennium classics 2001, ISBN 978-0789479945, p. 24
3. ↑  «Plato | Internet Encyclopedia of Philosophy». web.archive.org. ۲۰۱۷-۱۲-۱۱. بایگانی‌شده از اصلی در ۱۱ دسامبر ۲۰۱۷. دریافت‌شده در ۲۰۲۴-۱۱-۲۱.
4. ↑  A compilation of these source texts with translations and commentary is provided by Heinrich Dörrie and Matthias Baltes: Der Platonismus in der Antike. Band 2, Stuttgart-Bad Cannstatt 1990, p. 148 ff. See Also: Alice Swift Riginos: Platonica. Leiden 1976, p. 9 ff.
5. ↑  Heinrich Dörrie, Matthias Baltes: Der Platonismus in der Antike. Band 2, Stuttgart-Bad Cannstatt 1990, pp. 150–157, pp. 404–414; Alice Swift Riginos: Platonica. Leiden 1976, pp. 9–32.
6. ↑  Heinrich Dörrie, Matthias Baltes: Der Platonismus in der Antike. Band 2, Stuttgart-Bad Cannstatt 1990, p. 2 ff.
7. ↑  Plato, Timaios 20e und Charmides 155a. See. John K. Davies: Athenian Propertied Families, 600–300 B.C. Oxford 1971, pp. 322–326.
8. ↑  For family relationships, see Michael Erler: Platon. Basel 2007, p. 41 f. (with family tree); Debra Nails: The people of Plato. Indianapolis 2002, p. 244 (family tree) and under the individual names.
9. ↑  According to this source, it took place in the 88th Olympiad year under Archon Diotimus, who reigned from 428 to 427 BC. This traditional dating, generally accepted among scholars, is rejected by Debra Nails: The People of Plato (Indianapolis, 2002), pp. 243 to 247; she argues for 424/423 BC.
10. ↑  John K. Davies: Athenian Propertied Families, 600–300 B.C. Oxford 1971, p. 333; Michael Erler: Platon. Basel 2007, p. 43.
11. ↑  «Henry George Liddell, Robert Scott, A Greek-English Lexicon, πλα^τύς». www.perseus.tufts.edu. دریافت‌شده در ۲۰۱۹-۰۴-۱۱.
12. ↑  James A. Notopoulos: The Name of Plato. In: Classical Philology. Vol. 34, 1939, pp. 135–145; John K. Davies: Athenian Propertied Families, 600–300 B.C. Oxford 1971, p. 333; Alice Swift Riginos: Platonica. Leiden 1976, pp. 35–38; Michael Erler: Platon. Basel 2007, p. 42 f.
13. ↑  James A. Notopoulos: The Name of Plato. In: Classical Philology. Vol. 34, 1939, pp. 135–145, Here: 141–143; Alice Swift Riginos: Platonica. Leiden 1976, pp. 35, 38.
14. ↑  Michael Erler: Platon. Basel 2007, p. 44 f.; Alice Swift Riginos: Platonica. Leiden 1976, pp. 39–51.
15. ↑  Diogenes Laertios 3,4.
16. ↑  Aristoteles, Metaphysics I 6, 987a32; See Debra Nails: The people of Plato. Indianapolis 2002, p. 105 f.
17. ↑  Plato, Seventh Letter 324d–325a.
18. ↑  Plato, Seventh Letter 325b–326b.
19. ↑  Michael Erler: Platon. Basel 2007, pp. 46–48. See William K. C. Guthrie: A History of Greek Philosophy, Volume 4, Cambridge 1975, pp. 14–16. The sources are compiled, translated, and commented on by Heinrich Dörrie. Matthias Baltes: Der Platonismus in der Antike, Volume 2, Stuttgart-Bad Cannstatt 1990, pp. 166–177, 427–453. See Alice Swift Riginos: Platonica. Leiden 1976, pp. 61–69.
20. ↑  For the dating, see Konrad Gaiser: Der Ruhm des Annikeris. In: Konrad Gaiser: Gesammelte Schriften. Sankt Augustin 2004, pp. 597–616, here: 615. This otherwise generally accepted dating is rejected by Debra Nails: The People of Plato. Indianapolis 2002, pp. 129, 247 f.; she argues for ca. 384/383 BC.
21. ↑  Carl A. Huffman: Archytas of Tarentum. Cambridge 2005, pp. 32–42.
22. ↑  Michael Erler: Platon. Basel 2007, pp. 50, 262 f.; Debra Nails: The people of Plato. Indianapolis 2002, p. 293.
23. ↑  Karl Friedrich Stroheker: Dionysios I. Gestalt und Geschichte des Tyrannen von Syrakus, Wiesbaden 1958, pp. 100–105; Helmut Berve: Dion, Wiesbaden 1957, p. 19 f; Kai Trampedach: Platon, die Akademie und die zeitgenössische Politik, Stuttgart 1994, p. 105.
24. ↑  Kai Trampedach: Platon, die Akademie und die zeitgenössische Politik, Stuttgart 1994, p. 106; Michael Erler: Platon. Basel 2007, p. 50; Alice Swift Riginos: Platonica. Leiden 1976, pp. 74–85.
25. ↑  Plato, Seventh Letter 326b–d; Michael Erler: Platon, Basel 2007, p. 50 f.
26. ↑  A compilation of the source material and a thorough investigation is provided by Konrad Gaiser: Der Ruhm des Annikeris. In: Konrad Gaiser: Gesammelte Schriften. Sankt Augustin 2004, pp. 597–616. See also Hermann Breitenbach: Plato and Dion, Zurich 1960, p. 15 f; Helmut Berve: Dion, Wiesbaden 1957, p. 760; Karl Friedrich Stroheker: Dionysios I. Gestalt und Geschichte des Tyrannen von Syrakus, Wiesbaden 1958, p. 105; William K. C. Guthrie: A History of Greek Philosophy, Volume 4, Cambridge 1975, p. 18 f; Michael Erler: Platon, Basel 2007, p. 50 f; Alice Swift Riginos: Platonica, Leiden 1976, pp. 86–92.
27. ↑  Phld. Ind. Acad. col. 2.43–3.16, for an extensive discussion on the question of dating (405/04 BC or 399 BC) see Kilian Fleischer: Philodem, Geschichte der Akademie. Einführung, Ausgabe, Kommentar. Brill, Leiden/Boston 2023, ISBN 978-90-04-54653-0, pp. 298–311, 450-454. This oldest version of the sale into slavery (late 4th century BC) traces back through Neanthes of Cyzicus to Philiscus of Aegina.
28. ↑  On the rivalry, see Michael Erler: Platon. Basel 2007, p. 51, 348 f.; Malcolm Schofield: Plato in His Time and Place In: Gail Fine (ed.): The Oxford Handbook of Plato. Oxford 2008, pp. 47–51; Christoph Eucken: Isokrates. Seine Position in der Auseinandersetzung mit den zeitgenössischen Philosophen, Berlin 1983, especially pp. 107 ff., 235 ff.
29. ↑  Frederick Copleston, A History of Philosophy, Vol. 1: Greece and Rome, Paulist Press 1962, pp. 129-130. (Online Access)
30. ↑  For the details of these events, see Helmut Berve: Dion, Wiesbaden 1957, pp. 29–35; Hermann Breitenbach: Platon und Dion, Zürich 1960, pp. 22–27; Michael Erler: Platon, Basel 2007, p. 55. Kai Trampedach, in Platon, die Akademie und die zeitgenössische Politik, Stuttgart 1994, pp. 107–109, suggests that Dion's motives were not philosophical, but purely based on power politics. Cf. also Kurt von Fritz: Platon in Sizilien und das Problem der Philosophenherrschaft, Berlin 1968, pp. 63–68.
31. ↑  Helmut Berve: Dion, Wiesbaden 1957, pp. 32–41.
32. ↑  Helmut Berve: Dion. Wiesbaden 1957, pp. 36–39.
33. ↑  Helmut Berve: Dion. Wiesbaden 1957, pp. 39 f., 45 f., 57.
34. ↑  On these events, see Helmut Berve: Dion. Wiesbaden 1957, pp. 45–47.
35. ↑  Helmut Berve: Dion, Wiesbaden 1957, pp. 48–53, 58 f.
36. ↑  Helmut Berve: Dion, Wiesbaden 1957, p. 53.
37. ↑  Helmut Berve: Dion. Wiesbaden 1957, pp. 53–57.
38. ↑  Helmut Berve: Dion. Wiesbaden 1957, p. 57 f.
39. ↑  Helmut Berve: Dion, Wiesbaden 1957, pp. 61, 65 f.; Kai Trampedach: Platon, die Akademie und die zeitgenössische Politik, Stuttgart 1994, p. 111 f.
40. ↑  Helmut Berve: Dion, Wiesbaden 1957, pp. 62–114; Hermann Breitenbach: Platon und Dion, Zürich 1960, pp. 65–70. Kai Trampedach, Platon, die Akademie und die zeitgenössische Politik, Stuttgart 1994, pp. 115–122, and Jürgen Sprute, Dions syrakusanische Politik und die politischen Ideale Platons. in: Hermes 100, 1972, pp. 294–313, deny that Dion had a Platonic motivation. Cf. Kurt von Fritz: Platon in Sizilien und das Problem der Philosophenherrschaft, Berlin 1968, p. 100 f., pp. 108–118, 128–135.
41. ↑  On the Good is traditionally considered a late work; however, some scholars advocate for an earlier or even a very early dating. On this, see Michael Erler: Platon, Basel 2007, pp. 419–421.
42. ↑  On his death and the associated legends, see Michael Erler: Platon, Basel 2007, pp. 57 f.; Alice Swift Riginos: Platonica, Leiden 1976, pp. 194–198. The year of his death was the first year of the 108th Olympiad (summer 348 to summer 347 BC). Regarding the exact burial place, transmitted via Philochorus in Phld. Ind. Acad. col. 2.31-33, see Kilian Fleischer: Philodem, Geschichte der Akademie. Einführung, Ausgabe, Kommentar, Brill, Leiden/Boston 2023, ISBN 978-90-04-54653-0, pp. 292–295.
43. ↑  Joachim Söder: II. Zu Platons Werken. In: Christoph Horn, Jörn Müller, and Joachim Söder (eds.): Plato Handbook: Life – Work – Influence. Stuttgart 2009, pp. 19–59, here: p. 19.
44. ↑  A thorough account is provided by Michael Erler: Platon. Basel 2007, pp. 27–29, 99 ff.; a summary by Thomas Alexander Szlezák: Platon. In: Der Neue Pauly, Volume 9, Stuttgart 2000, cols. 1097–1100.
45. ↑  Overview in Michael Erler: Platon. Basel 2007, p. 21. For the classification of the individual writings into the tetralogies, see here.
46. ↑  On the debate on authenticity, see Michael Erler: Platon. Basel 2007, pp. 291 f., 663–665, and the literature cited there.
47. ↑  For the ongoing debate on authenticity, see Michael Erler: Platon. Basel 2007, pp. 301 f., 667 f., and the literature cited there. Thomas Alexander Szlezák, Platon, in: Der Neue Pauly, Volume 9, Stuttgart 2000, cols. 1098 f., believes a consensus in favor of authenticity can be identified, whereas Debra Nails, The people of Plato, Indianapolis 2002, p. 168, regards it as inauthentic as a matter of fact.
48. ↑  Among the doubtful dialogues, this one is the least controversial; its authenticity is now considered highly likely, but not definitively confirmed; Michael Erler: Platon. Basel 2007, p. 142.
49. ↑  For the still ongoing debate on authenticity, in which the proponents of its inauthenticity are in the majority, see Michael Erler: Platon. Basel 2007, pp. 305 f., 668, and the literature cited there.
50. ↑  For the still ongoing debate on authenticity, in which the proponents of its authenticity are in the minority, see Michael Erler: Platon. Basel 2007, pp. 299, 666, and the literature cited there.
51. ↑  For the debate on authenticity, see Michael Erler: Platon. Basel 2007, pp. 310–322, 669–672, and the literature cited there.
52. ↑  Michael Erler: Platon. Basel 2007, pp. 27–29.
53. ↑  On the history of medieval transmission, see Hartmut Erbse: Überlieferungsgeschichte der griechischen klassischen und hellenistischen Literatur. In: Geschichte der Textüberlieferung der antiken und mittelalterlichen Literatur. Volume 1, Zurich 1961, pp. 207–283, here: pp. 258–262; cf. Michael Erler: Platon. Basel 2007, p. 9 f.
54. ↑  The papyrus fragments are edited in the Corpus dei papiri filosofici greci e latini (CPF), Part 1, Volume 1, Florence 1999, pp. 33–619.
55. ↑  Papyrus Flinders Petrie II 50 (Laches). For this, see the Corpus dei papiri filosofici greci e latini (CPF), Part 1, Volume 1, Florence 1999, pp. 100–113.
56. ↑  However, the possibility is still occasionally considered that Plato began to compose dialogues even during Socrates' lifetime; see Michael Erler: Platon. Basel 2007, p. 22.
57. ↑  Lewis Campbell: The Sophistes and Politicus of Plato, Oxford 1867. An overview of the stylometric analyses is provided by Leonard Brandwood: The chronology of Plato’s dialogues, Cambridge 1990. Cf. Leonard Brandwood: The chronology of Plato’s dialogues. In: Richard Kraut (ed.): The Cambridge Companion to Plato. Cambridge 1992, pp. 90–120; Gerard R. Ledger: Re-counting Plato. Oxford 1989.
58. ↑  For details, see Michael Erler: Platon. Basel 2007, pp. 22–26, 99 ff., with a discussion of differing views.
59. ↑  The relevant source texts are collected by Gabriele Giannantoni (ed.): Socratis et Socraticorum reliquiae, Volumes 1 and 2, Naples 1990.
60. ↑  Michael Erler: Platon. Basel 2007, pp. 60, 65–71.
61. ↑  On the debate about the reasons for this anonymity, see Michael Erler: Platon. Basel 2007, pp. 75–78.
62. ↑  On Plato's reluctance to coin a technical terminology, see Michael Erler: Platon. Basel 2007, p. 31 f., with source references and further literature.
63. ↑  Plato, Apology 34a1 und 38b6.
64. ↑  Plato, Phaedo 59b10.
65. ↑  For an interpretation of this "Platonic anonymity," see Michael Erler: Platon. Basel 2007, pp. 75–78, and the essays in the collection Who Speaks for Plato? Studies in Platonic Anonymity, edited by Gerald A. Press, Lanham 2000.
66. ↑  Michael Erler: Platon. Basel 2007, p. 61 f.
67. ↑  Thomas Alexander Szlezák: Platon lesen. Stuttgart-Bad Cannstatt 1993, pp. 32, 120–129.
68. ↑  Thomas Alexander Szlezák: Platon lesen. Stuttgart-Bad Cannstatt 1993, pp. 38–41.
69. ↑  Plato, Phaedrus 274b–278b; Seventh Letter 340b–345c.
70. ↑  Sylvia Usener: Isokrates, Platon und ihr Publikum, Tübingen 1994, pp. 143–229, presents numerous pieces of evidence and arguments for the primacy of listening over reading (especially pp. 150 ff.) and points out that Plato himself held the value of reading in lower esteem. Even for the letters, Plato assumes an audience that is being read to.
71. ↑  Plutarch, Quaestiones convivales 7, 8, 1, 711b–c; even in our time, Plato's dialogues are sometimes staged, for example, the Phaidon at the Schaubühne in Berlin in 1986; Michael Erler: Platon, Basel 2007, p. 81.
72. ↑  Michael Erler: Platon. Basel 2007, p. 86.
73. ↑  Peter Weber-Schäfer: Die „Überwindung“ der Sophistik durch Platon. In: Stephan Kirste et al. (eds.): Die Sophistik. Entstehung, Gestalt und Folgeprobleme des Gegensatzes von Naturrecht und positivem Recht, Stuttgart 2002, pp. 158–170.
74. ↑  Plato, Timaeus 21e–26d.
75. ↑  Plato, Symposium 189c–193e.
76. ↑  Plato, Symposium 203a–e.
77. ↑  Plato, Politeia 359d–360b.
78. ↑  Plato, Politeia 614a–621d.
79. ↑  Plato, Politeia 414c–415d.
80. ↑  Plato, Phaedrus 246a–256e.
81. ↑  Plato, Phaedrus 274c–275b.
82. ↑  Plato, Statesman 268d–274d.
83. ↑  For example: Plato, Phaedo 107d–114c, Gorgias 523a–527a.
84. ↑  On myth in Plato, see Michael Erler: Platon. Basel 2007, pp. 89–92. On the religious aspects of Platonic philosophy in general, see Karl Albert: Griechische Religion und platonische Philosophie, Meiner, Hamburg 1980, ISBN 3-7873-0507-6.
85. ↑  Plato, Protagoras 320c–323a.
86. ↑  Plato, Timaeus 20d–26e.
87. ↑  Thus Pierre Vidal-Naquet: Athen und Atlantis. Struktur und Bedeutung eines platonischen Mythos. In: Pierre Vidal-Naquet: Der Schwarze Jäger. Frankfurt am Main 1989, pp. 216–232; Heinz-Günther Nesselrath: Platon und die Erfindung von Atlantis, Munich 2002; Herwig Görgemanns: Wahrheit und Fiktion in Platons Atlantis-Erzählung. In: Hermes. Vol. 128, 2000, pp. 405–420.
88. ↑  Plato, Politeia 614b.
89. ↑  For example, in the Politeia 377a; cf. Michael Erler: Platon. Basel 2007, p. 90.
90. ↑  See, for example, Plato, Protagoras 320c and Gorgias 523a1–2; on Plato's use of language, see Markus Janka: Semantik und Kontext. Mythos und Verwandtes im Corpus Platonicum. In: Markus Janka and Christian Schäfer (eds.): Platon als Mythologe, 2nd, revised edition, Darmstadt 2014, pp. 23–46.
91. ↑  For instance, Gerhard Müller: Die Mythen der platonischen Dialoge. In: Nachrichten der Gießener Hochschulgesellschaft. No. 32, 1963, pp. 77–92.
92. ↑  On this, see Konrad Gaiser: Gesammelte Schriften. Sankt Augustin 2004, pp. 61–69; Michael Erler: Platon. Basel 2007, p. 91.
93. ↑  Markus Janka: Mythos. In: Christian Schäfer (ed.): Platon-Lexikon. Darmstadt 2007, pp. 208 f., with further literature and references.
94. ↑  Plato, Symposium 210a–212a.
95. ↑  Plato, Politeia 510c–511a.
96. ↑  Plato, Phaedo 75c–d.
97. ↑  The most important writings related to the Theory of Forms are Euthyphro, Meno, Phaedo, Symposium, Phaedrus, Republic, Parmenides, and Timaeus.
98. ↑  Michael Erler: Platon. Basel 2007, p. 391 f.; besides idéa especially εἶδος eídos "form", μορφή morphḗ "Form", οὐσία usía "essence" and παράδειγμα parádeigma „model".
99. ↑  Plato, Politicus 266d; cf. 257b.
100. ↑  Plato, Parmenides 130a–e.
101. ↑  Christian Schäfer: Idee. In: Christian Schäfer (ed.): Platon-Lexikon. Darmstadt 2007, p. 163, with source citations.
102. ↑  Plato, Phaedo 79e–80b.
103. ↑  Plato, Gorgias 493a, Cratylus 400c, Phaedrus 250c.
104. ↑  On the metaphors of the imprisonment and the grave of the soul and their reception in Antiquity and the Middle Ages, see Pierre Courcelle: Connais-toi toi-même de Socrate à Saint Bernard, Volume 2, Paris 1975, pp. 325–414.
105. ↑  Plato, Gorgias 524a–b, Phaedo 64c, Timaeus 81c–e (cf. 73b).
106. ↑  Plato, Phaedo 65a–67a.
107. ↑  Plato, Symposium 202d–e.
108. ↑  On this, see Wolfram Brinker: Seele. In: Christian Schäfer (ed.): Platon-Lexikon. Darmstadt 2007, p. 254, and the references cited there.
109. ↑  Plato, Apology 29d–e.
110. ↑  Plato, Politeia 438d–441c, 443c–445e.
111. ↑  Plato, Phaedrus 246a–247c, 253c–254e.
112. ↑  Plato, Politeia 580e–581a.
113. ↑  Plato, Politeia 581b–e.
114. ↑  See Wolfram Brinker: Seele. In: Christian Schäfer (ed.): Platon-Lexikon. Darmstadt 2007, pp. 255–257, and the references cited there.
115. ↑  Plato, Timaeus 69c–70a.
116. ↑  Plato, Timaeus 77a–c.
117. ↑  Plato, Timaeus 30a–b, 34b–37c.
118. ↑  Plato, Phaedo 70c–72d.
119. ↑  Plato, Phaedo 72e–77a; on the soul's vision of the Ideas, see also Phaedrus 246e–256e.
120. ↑  Plato, Phaedo 78b–80d.
121. ↑  Plato, Phaedo 102b–107b.
122. ↑  Plato, Politeia 608c–612a.
123. ↑  Wolfram Brinker: Seele. In: Christian Schäfer (ed.): Platon-Lexikon. Darmstadt 2007, p. 253; Karin Alt: Unsterblichkeit (Immortality). In: Christian Schäfer (ed.): Platon-Lexikon. Darmstadt 2007, p. 298.
124. ↑  Plato, Phaedo 108e–114c; cf. Phaedo 80d–81a.
125. ↑  Plato, Gorgias 523a–527a.
126. ↑  Plato, Politeia 614c–621b.
127. ↑  Plato, Timaeus 90e–92c.
128. ↑  Plato, Theaetetus 145e–146a.
129. ↑  Plato, Theaetetus 151d–e.
130. ↑  Plato, Theaetetus 187a–e.
131. ↑  Plato, Theaetetus 200d–201c.
132. ↑  Plato, Theaetetus 210a–b.
133. ↑  Plato, Meno 98a.
134. ↑  Plato, Theaetetus 202d–208b.
135. ↑  In the 20th century, Plato's discussion of the problematic nature of the concept of knowledge was seen as a precursor to the modern discussion of the so-called Gettier problem; see Rainer Enskat: Authentisches Wissen. Was die Erkenntnistheorie beim Platonischen Sokrates lernen kann. In: Rainer Enskat (ed.): Amicus Plato magis amica veritas. Festschrift für Wolfgang Wieland zum 65. Geburtstag. Berlin 1998, pp. 101–143.
136. ↑  Plato, Gorgias 454d.
137. ↑  Plato, Theaetetus 186e.
138. ↑  Plato, Timaeus 51d–52a.
139. ↑  Plato, Phaedo 65c.
140. ↑  Plato, Seventh Letter 342a–343e.
141. ↑  Plato, Politeia 509d–511e.
142. ↑  Anamnesis
143. ↑  Hans Otto Seitschek: Wiedererinnerung. In: Christian Schäfer (ed.): Platon-Lexikon. Darmstadt 2007, pp. 330–333.
144. ↑  Plato, Meno 82b–86c.
145. ↑  Plato, Meno 75d.
146. ↑  Plato, Politeia 534e.
147. ↑  Michael Erler: Platon. Basel 2007, p. 31 f.
148. ↑  Walter Müri: Das Wort Dialektik bei Platon. In: Museum Helveticum 1, 1944, pp. 152–168; Peter Staudacher follows him: Dialektik. In: Christian Schäfer (ed.): Platon-Lexikon. Darmstadt 2007, p. 81.
149. ↑  Plato, Politeia 534b–c.
150. ↑  Plato, Politeia 533c.
151. ↑  Plato, Politeia 510c–d.
152. ↑  Plato, Politeia 511b–c. On the significance of the Idea of the Good in this context, see Rafael Ferber: Platos Idee des Guten, 2., erweiterte Auflage . Sankt Augustin 1989, pp. 97–106.
153. ↑  Plato, Politeia 534e–535a.
154. ↑  Plato, Politeia 505a.
155. ↑  Richard Robinson: Plato’s Earlier Dialectic, Oxford University Press, Oxford 1953, p. 65.
156. ↑  Julius Stenzel: Studien zur Entwicklung der platonischen Dialektik von Sokrates zu Aristoteles. Stuttgart 1961 (Nachdruck der 2. Auflage von 1931), pp. 42 f., 53.
157. ↑  Plato, Symposium 178c–180b.
158. ↑  Władysław Tatarkiewicz: Geschichte der Ästhetik. Band 1: Die Ästhetik der Antike. Basel 1979, p. 140 f.
159. ↑  Plato, Symposium 203a–207a.
160. ↑  Plato, Phaedrus 247c–e, 249d–252b.
161. ↑  Plato, Symposium 206c–212a.
162. ↑  Plato, Symposium 204a–b.
163. ↑  Plato, Politeia 433–434.
164. ↑  Plato, Politeia 332a–c.
165. ↑  Plato, Politeia, 335b–e.
166. ↑  Plato, Politeia 338c–339b, 343b–344c.
167. ↑  Plato, Politeia 358e–362c.
168. ↑  Julia Annas: An Introduction to Plato’s Republic, Oxford 1981, pp. 157–169.
169. ↑  Aristotle, Nicomachean Ethics 1129b–1130a.
170. ↑  Plato, Politeia 443c–d; Christian Schäfer: Gerechtigkeit. In: Christian Schäfer (ed.): Platon-Lexikon. Darmstadt 2007, p. 132.
171. ↑  Plato, Phaedo 100e–101b.
172. ↑  Plato, Protagoras 323a–c.
173. ↑  See for example Plato, Politeia 353e–354a, Gorgias 479e, 507c, 512a–b; Christian Schäfer: Gerechtigkeit. In: Christian Schäfer (ed.): Platon-Lexikon. Darmstadt 2007, p. 134.
174. ↑  Plato, Politeia 357d–358a.
175. ↑  Plato, Politeia 509b.
176. ↑  On this, see Rafael Ferber: Ist die Idee des Guten nicht transzendent oder ist sie es doch? In: Damir Barbarić (ed.): Platon über das Gute und die Gerechtigkeit. Würzburg 2005, pp. 149–174.
177. ↑  Plato, Politeia 508a–509b; Marcel van Ackeren: Das Wissen vom Guten, Amsterdam 2003, p. 171.
178. ↑  Günter Fröhlich: Lust. In: Christian Schäfer (ed.): Platon-Lexikon. Darmstadt 2007, pp. 189–192.
179. ↑  Plato, Theaetetus 176b; cf. Laws 716b–d.
180. ↑  Klaus Schöpsdau: Platon: Nomoi (Gesetze). Übersetzung und Kommentar, Subvolume 2, Göttingen 2003, p. 207 f.
181. ↑  On this concept, see John M. Armstrong: After the Ascent: Plato on Becoming Like God. In: Oxford Studies in Ancient Philosophy. Vol. 26, 2004, pp. 171–183; Christian Tornau: Ähnlichkeit, ähnlich/unähnlich, Anähnlichung. In: Christian Schäfer (ed.): Platon-Lexikon. Darmstadt 2007, pp. 35–39, here: pp. 38 f.; David Sedley: Becoming Godlike In: Christopher Bobonich (ed.): The Cambridge Companion to Ancient Ethics, Cambridge 2017, pp. 319–337.
182. ↑  "democracy". Wiktionary, the free dictionary (به انگلیسی). 2025-04-21.
183. ↑  Plato, Politeia 369b–427c.
184. ↑  Lachesis myth, Plato, Politeia 617d–618e.
185. ↑  On the community of women and children as well as eugenics, see Plato, Republic 458b–461e.
186. ↑  Plato, Politeia 383a–393a.
187. ↑  Plato, Politeia 473c–d.
188. ↑  Plato, Politeia 414c-415a.
189. ↑  Plato, Laws 739d.
190. ↑  For the choice of rulers see Plato, Laws 753b–d.
191. ↑  On this and on ancient reactions to it, see Heinrich Dörrie, Matthias Baltes: Der Platonismus in der Antike. Volume 2, Stuttgart 1990, pp. 303–315.
192. ↑  Plato, Politeia 424a–425a.
193. ↑  On this conception of art, see Władysław Tatarkiewicz: Geschichte der Ästhetik, Band 1: Die Ästhetik der Antike. Basel 1979, p. 148 and n. 32, 167; Götz Pochat: Geschichte der Ästhetik und Kunsttheorie. Cologne 1986, p. 44.
194. ↑  Władysław Tatarkiewicz: Geschichte der Ästhetik. Band 1: Die Ästhetik der Antike. Basel 1979, pp. 144–146, 154 f.
195. ↑  Plato, Politeia 595a–608b
196. ↑  Władysław Tatarkiewicz: Geschichte der Ästhetik. Band 1: Die Ästhetik der Antike. Basel 1979, pp. 143 f., 150–158, 164–166 (with a compilation of the source evidence on Plato's understanding of art in translation, pp. 160–167).
197. ↑  Frederick Copleston. "Life of Plato". penelope.uchicago.edu (به انگلیسی). Retrieved 2025-07-06.
198. ↑  Plato, Sophist 266c–d.
199. ↑  This mode should not be confused with the church mode of the same name, the Lydian mode.
200. ↑  Plato, Phaedrus 245a; Władysław Tatarkiewicz: Geschichte der Ästhetik, Band 1: Die Ästhetik der Antike, Basel 1979, pp. 149 f., 156–159, 163.
201. ↑  Plato, Politeia 393a–396e.
202. ↑  Plato, Phaedo 96a–99c.
203. ↑  Plato, Timaeus 28a–b.
204. ↑  On the state of the discussion, see Michael Erler: Platon. Basel 2007, pp. 455 f., and the literature cited there.
205. ↑  Michael Erler: Platon. Basel 2007, p. 460.
206. ↑  Plato, Timaeus 50b–51b, 52d.
207. ↑  Plato, Timaeus 55d–57d.
208. ↑  Plato, Timaeus 53c–d.
209. ↑  Klaus Mainzer: Symmetrien der Natur. Ein Handbuch zur Natur- und Wissenschaftsphilosophie , Berlin 1988, p. 67.
210. ↑  Plato, Timaeus 30a–b, 34b–37c. Cf. Mischa von Perger: Die Allseele in Platons Timaios. Stuttgart 1997, pp. 83–85.
211. ↑  Plato, Politeia 616b–617c.
212. ↑  Plato, Timaeus 69c–75a.
213. ↑  Aristotle, Physics 209b13–15.
214. ↑  Plato, Phaedrus 274b–278b; Seventh Letter 340b–345c. On this, see Thomas A. Szlezák: Platon lesen, Stuttgart-Bad Cannstatt 1993, pp. 56–71.
215. ↑  For the collections of relevant evidence, see Michael Erler: Platon. Basel 2007, pp. 411–416; cf. Christina Schefer: Platons unsagbare Erfahrung. Basel 2001, p. 11.
216. ↑  Konrad Gaiser: Prinzipientheorie bei Platon. In: Konrad Gaiser: Gesammelte Schriften. Sankt Augustin 2004, pp. 295–315, here: 295.
217. ↑  On this complex of questions, see for example Michael Erler: Platon. Basel 2007, pp. 406–411.
218. ↑  Hans Joachim Krämer: Arete bei Platon und Aristoteles. Heidelberg 1959, pp. 380–486. Further relevant works by Krämer are listed in Jens Halfwassen: Monismus und Dualismus in Platons Prinzipienlehre. In: Bochumer philosophisches Jahrbuch für Antike und Mittelalter. Vol. 2, 1997, pp. 1–21, here: p. 1 f. n. 1.
219. ↑  Konrad Gaiser: Platons ungeschriebene Lehre. 3rd edition. Stuttgart 1998; Konrad Gaiser: Gesammelte Schriften. Sankt Augustin 2004, pp. 295–340.
220. ↑  Thomas Alexander Szlezák: Platon und die Schriftlichkeit der Philosophie. Interpretationen zu den frühen und mittleren Dialogen. Berlin 1985, pp. 364–375, 397–410; Thomas Alexander Szlezák: Zur üblichen Abneigung gegen die agrapha dogmata. In: Méthexis. Vol. 6, 1993, pp. 155–174.
221. ↑  Jens Halfwassen: Platons Metaphysik des Einen. In: Marcel van Ackeren (ed.): Platon verstehen. Themen und Perspektiven. Darmstadt 2004, pp. 263–278; Jens Halfwassen: Der Aufstieg zum Einen. 2nd Edition. Leipzig 2006, pp. 183–405.
222. ↑  Michael Erler: Platon, Munich 2006, pp. 162–171; Vittorio Hösle: Wahrheit und Geschichte, Stuttgart-Bad Cannstatt 1984, pp. 374–392; Detlef Thiel: Die Philosophie des Xenokrates im Kontext der Alten Akademie, Munich 2006, pp. 137–225; Rafael Ferber: Warum hat Platon die „ungeschriebene Lehre“ nicht geschrieben? 2nd edition. Munich 2007 (with a research report, pp. 80–84); Herwig Görgemanns: Platon, Heidelberg 1994, pp. 113–119; Karl Albert: Platon und die Philosophie des Altertums, Teil 1, Dettelbach 1998, pp. 380–398; Heinz Happ: Hyle. Berlin 1971, pp. 85–94, 136–143; Klaus Oehler: Die neue Situation der Platonforschung. In: Thomas Alexander Szlezák (ed.): Platonisches Philosophieren. Hildesheim 2001, pp. 31–46; Klaus Oehler: Der entmythologisierte Platon. In: Zeitschrift für philosophische Forschung 19, 1965, pp. 393–420; John N. Findlay: Plato. The Written and Unwritten Doctrines, London 1974, pp. 6 f., 19–23, 80, 350 f., 455–473; Willy Theiler: Untersuchungen zur antiken Literatur, Berlin 1970, pp. 460–483, here: pp. 462 f.; Hans-Georg Gadamer: Dialektik und Sophistik im siebenten platonischen Brief. In: Hans-Georg Gadamer: Gesammelte Werke, Band 6: Griechische Philosophie II, Tübingen 1985, pp. 90–115, here: pp. 111–113; Hans-Georg Gadamer: Platos ungeschriebene Dialektik. In: Hans-Georg Gadamer: Gesammelte Werke, Band 6: Griechische Philosophie II, Tübingen 1985, pp. 11–13, 28 (cf. Giuseppe Girgenti (ed.): Platone tra oralità e scrittura, Milano 2001, pp. 9–15); Christina Schefer: Platons unsagbare Erfahrung. Basel 2001, pp. 2–4, 10–14, 225.
223. ↑  Rafael Ferber: Warum hat Platon die „ungeschriebene Lehre“ nicht geschrieben? 2nd edition. Munich 2007, p. 81; Michael Erler: Platon. Basel 2007, p. 409. Giovanni Reale's relevant major work is also available in German: Zu einer neuen Interpretation Platons. Eine Auslegung der Metaphysik der großen Dialoge im Lichte der „ungeschriebenen Lehren“. 2nd edition. Paderborn 2000.
224. ↑  Harold Cherniss: Die ältere Akademie. Ein historisches Rätsel und seine Lösung, Heidelberg 1966 (translation of: The Riddle of the Early Academy, Berkeley 1945; contains three lectures from 1942) and Aristotle’s Criticism of Plato and the Academy. Volume 1, Baltimore 1944. A detailed critique of Cherniss's position is offered by Hans Joachim Krämer: Arete bei Platon und Aristoteles. Heidelberg 1959, pp. 380–447.
225. ↑  Gregory Vlastos: Platonic Studies. 2nd Edition. Princeton 1981, pp. 379–403.
226. ↑  On the English-speaking skeptics, see Thomas Alexander Szlezák: Schleiermachers „Einleitung“ zur Platon-Übersetzung von 1804. In: Antike und Abendland 43, 1997, pp. 46–62, here: pp. 61 f.
227. ↑  Theodor Ebert: Meinung und Wissen in der Philosophie Platons. Berlin 1974, pp. 2–4; Dorothea Frede: Platon: Philebos. Übersetzung und Kommentar. Göttingen 1997, pp. 403–417; Dorothea Frede: Die wundersame Wandelbarkeit der antiken Philosophie in der Gegenwart. In: Ernst-Richard Schwinge (ed.): Die Wissenschaften vom Altertum am Ende des 2. Jahrtausends n. Chr. Stuttgart 1995, pp. 9–40, here: 28–33; Andreas Graeser: Die Philosophie der Antike, Band 2: Sophistik und Sokratik, Plato und Aristoteles. 2nd edition. Munich 1993, pp. 130–132; Andreas Graeser: Kritische Retraktationen zur esoterischen Platon-Interpretation. In: Archiv für Geschichte der Philosophie 56, 1974, pp. 71–87; Ernst Heitsch: ΤΙΜΙΩΤΕΡΑ. In: Ernst Heitsch: Gesammelte Schriften. Volume 3, Munich 2003, pp. 338–347; Franz von Kutschera: Platons Philosophie. Volume 3, Paderborn 2002, pp. 149–171, 202–206; Günther Patzig: Platons politische Ethik. In: Günther Patzig: Gesammelte Schriften. Volume 3, Göttingen 1996, pp. 32–54, here: p. 36 n. 3 (cf. the critique by Hans Krämer: Kritische Bemerkungen zu den jüngsten Äußerungen von W. Wieland und G. Patzig über Platons ungeschriebene Lehre. In: Rivista di Filosofia neo-scolastica. Vol. 74, 1982, pp. 579–592, here: 586–592); Wolfgang Wieland: Platon und die Formen des Wissens. 2nd edition. Göttingen 1999, pp. 40–50, 328–330, 340 (cf. Hans Krämer: Kritische Bemerkungen zu den jüngsten Äußerungen von W. Wieland und G. Patzig über Platons ungeschriebene Lehre. In: Rivista di Filosofia neo-scolastica. Vol. 74, 1982, pp. 579–592, here: 579–585).
228. ↑  Aristotle, Metaphysics 987b.
229. ↑  Konrad Gaiser: Platons ungeschriebene Lehre. 3rd Edition. Stuttgart 1998, p. 18 f.
230. ↑  Christina Schefer: Platons unsagbare Erfahrung. Basel 2001, p. 186 f.
231. ↑  On the primarily monistic character of the theory of principles, see Jens Halfwassen: Monismus und Dualismus in Platons Prinzipienlehre. In: Bochumer philosophisches Jahrbuch für Antike und Mittelalter. Vol. 2, 1997, pp. 1–21 and Detlef Thiel: Die Philosophie des Xenokrates im Kontext der Alten Akademie. Munich 2006, pp. 197–208. Cf. Michael Erler: Platon. Basel 2007, pp. 428 f.; Hans Joachim Krämer: Der Ursprung der Geistmetaphysik. 2nd edition. Amsterdam 1967, pp. 329–334; Christina Schefer: Platons unsagbare Erfahrung. Basel 2001, pp. 57–60.
232. ↑  Giovanni Reale: Zu einer neuen Interpretation Platons. 2nd Edition. Paderborn 2000, pp. 207 f., 309–311.
233. ↑  An overview of recent research literature is provided by Michael Erler: Platon (= Hellmut Flashar (ed.): Grundriss der Geschichte der Philosophie. Die Philosophie der Antike. Volume 2/2), Basel 2007, pp. 370–372. Erler himself attributes a significant role to intuitive knowledge.
234. ↑  Peter Stemmer: Platons Dialektik: Die frühen und mittleren Dialoge. Berlin 1992, pp. 214–225; see also the works of authors mentioned there on p. 220, n. 116, who share Stemmer's view on intuition.
235. ↑  Jens Halfwassen: Der Aufstieg zum Einen. Untersuchungen zu Platon und Plotin. 2nd Edition. Leipzig 2006, pp. 16–33, 183 ff.
236. ↑  Christina Schefer: Platons unsagbare Erfahrung. Basel 2001, p. 63 ff.
237. ↑  Aristotle, Metaphysics I.9 (990b–993a; on the duplication 990b10–11).
238. ↑  On Aristotle's criticism of Plato's teachings, see František Novotný: The Posthumous Life of Plato. Den Haag 1977, pp. 26–36.
239. ↑  Giovanni Reale: Zu einer neuen Interpretation Platons. 2nd edition. Paderborn 2000; Jens Halfwassen: Der Aufstieg zum Einen. Untersuchungen zu Platon und Plotin. 2nd edition. Leipzig 2006.
240. ↑  On the Byzantine reception of Plato, see František Novotný: The Posthumous Life of Plato. The Hague 1977, pp. 279–293.
241. ↑  See Wilhelm Blum, Walter Seitter (ed.): Georgios Gemistos Plethon (1355–1452). Reformpolitiker, Philosoph, Verehrer der alten Götter, Zürich 2005.
242. ↑  James Hankins: The Myth of the Platonic Academy of Florence: In: Renaissance Quarterly. Bd. 44, 1991, pp. 429–475.
243. ↑  Voltaire: Songe de Platon.
244. ↑  Thomas Alexander Szlezák: Friedrich Schleiermacher und das Platonbild des 19. und 20. Jahrhunderts.
245. ↑  Karl Friedrich Hermann: Geschichte und System der platonischen Philosophie. Vol. 1 (no further publications), Heidelberg 1839.
246. ↑  Ulrich von Wilamowitz-Moellendorff: Platon. 2 Volumes, Berlin 1919.
247. ↑  See Pascal Firges: Eros im Hyperion. Platonisches und spinozistisches Gedankengut in Hölderlins Roman, Annweiler 2010.
248. ↑  James A. Notopoulos: The Platonism of Shelley. Durham 1949.
249. ↑  Ulrich von Wilamowitz-Moellendorff u. a.: Die griechische und lateinische Literatur und Sprache. 2nd Edition. Berlin 1907, p. 76.
250. ↑  Friedrich Nietzsche: Werke in drei Bänden. Vol. 2, München 1954, p. 1028.
251. ↑  On Nietzsche's critique of Plato, see Walter Patt: Formen des Anti-Platonismus bei Kant, Nietzsche und Heidegger. Frankfurt 1997, p. 69 ff.; Annamaria Lossi: Nietzsche und Platon: Begegnung auf dem Weg der Umdrehung des Platonismus. Würzburg 2006.
252. ↑  Friedrich Nietzsche: Kritische Studienausgabe (KSA) 7, p. 199.
253. ↑  Martin Heidegger: Hölderlins Hymne ‚Der Ister‘. GA Vol. 53, p. 29.
254. ↑  See the summary in Karl-Heinz Lembeck: Platon in Marburg, Würzburg 1994, pp. 341–348.
255. ↑  Alfred North Whitehead: Process and Reality. An Essay on Cosmology. Cambridge 1929, p. 63.
256. ↑  Karl Popper: The open society and its enemies, Vol. 1: The spell of Plato. London 1945.
257. ↑  Contributions to the discussion about Popper’s hypotheses are collected in Renford Bambrough (Ed.): Plato, Popper and Politics. Some Contributions to a Modern Controversy, Cambridge 1967.
258. ↑  Plato, Laws 942a-d
259. ↑  Karl Popper, The Open Society and Its Enemies: New One-Volume Edition, Princeton University Press 2013, p. 3.

### فارسی
1. ↑  دیباچه کتاب ضیافت، محمد علی فروغی، ص ۱۳.
2. ↑  دیباچه کتاب ضیافت، محمد علی فروغی، ص ۱۰.
3. ↑  اسامی بدلی برداشته شده از: دیباچه کتاب ضیافت، محمد علی فروغی، ص ۳۸.
4. ↑  بابک احمدی، حقیقت و زیبایی، نشر مرکز ۱۳۷۴، ص. ۵۶.
5. ↑  مجید کافی، فلسفهٔ نظری تاریخ (مفاهیم و نظریه‌ها). سمت ۱۳۹۳. ص. ۱۴۱.

## برای مطالعهٔ بیشتر
- دورهٔ آثار افلاطون، ترجمهٔ محمد حسن لطفی.
- شش رساله (اتوفرون، اقریطون، فیدون، الکبیادس، غورجیاس، دفاعیه) ترجمهٔ محمد علی فروغی.
- پنج رساله (شجاعت، دوستی، ایون، پروتاغوراس، مهمانی)، ترجمهٔ محمود صناعی.
- چهار رساله (منون، فدروس، ته‌تتوس، هیپیاس بزرگ)، ترجمهٔ محمود صناعی.
- تاریخ فلسفه، ویل دورانت، ترجمهٔ عباس زریاب خوئی.
- تاریخ فلسفه کاپلستون، جلد اول، ترجمهٔ جلال الدین مجتبوی.
- تاریخ هنر، ارنست گامبریچ، ترجمهٔ علی رامین.

- Plato: Complete Works by John M. Cooper
- The Republic of Plato by Allan Bloom